# Les Riaux
Les Riaux est un quartier du 16e arrondissement de Marseille situé dans le VIIIe secteur (15e et 16e arrondissements) dans la partie nord de la ville. Il est parfois considéré comme l'un des quartiers de L'Estaque, comme l'Estaque Plage, l'Estaque Gare et les Hauts de l'Estaque. Le secteur des Riaux est en limite du territoire Marseillais, juste avant le Rove. Ce secteur est doté d'un fort patrimoine industriel mais également d'un fort patrimoine culturel, en effet, sa position entre bord de mer et colline fit aussi le bonheur des peintres les plus illustres. Ainsi beaucoup de personnes l'appellent Estaque Riaux, alors que « Les Riaux » est un quartier administratif de Marseille, tout comme les trois autres quartiers du 16e, St André, St Henri et l'Estaque.

## Étymologie
À l'Ouest du village de l'Estaque, se situe, le quartier des Riaux, Riau, prononcé « ri-au », est un nom provençal qui signifie « ruisseau ». Le Riau est un petit ruisseau qui traverse une petite partie des quartiers nords de Marseille. Ici au pluriel et précédé de l'article défini les Riaux. À noter aussi qu'on parlait du valat de Riaux pour évoquer le fossé, actuel vallon de Riaux. Le quartier éponyme est ainsi nommé parce qu'il est traversé par le ruisseau des Riaux. Celui-ci a laissé des témoins de son activité antérieure, il fut en effet, un ruisseau actif, qui au cours des temps préhistoriques  a alimenté en eau douce, les tribus installées dans les grottes et autres abris bordant son lit à différentes altitudes.

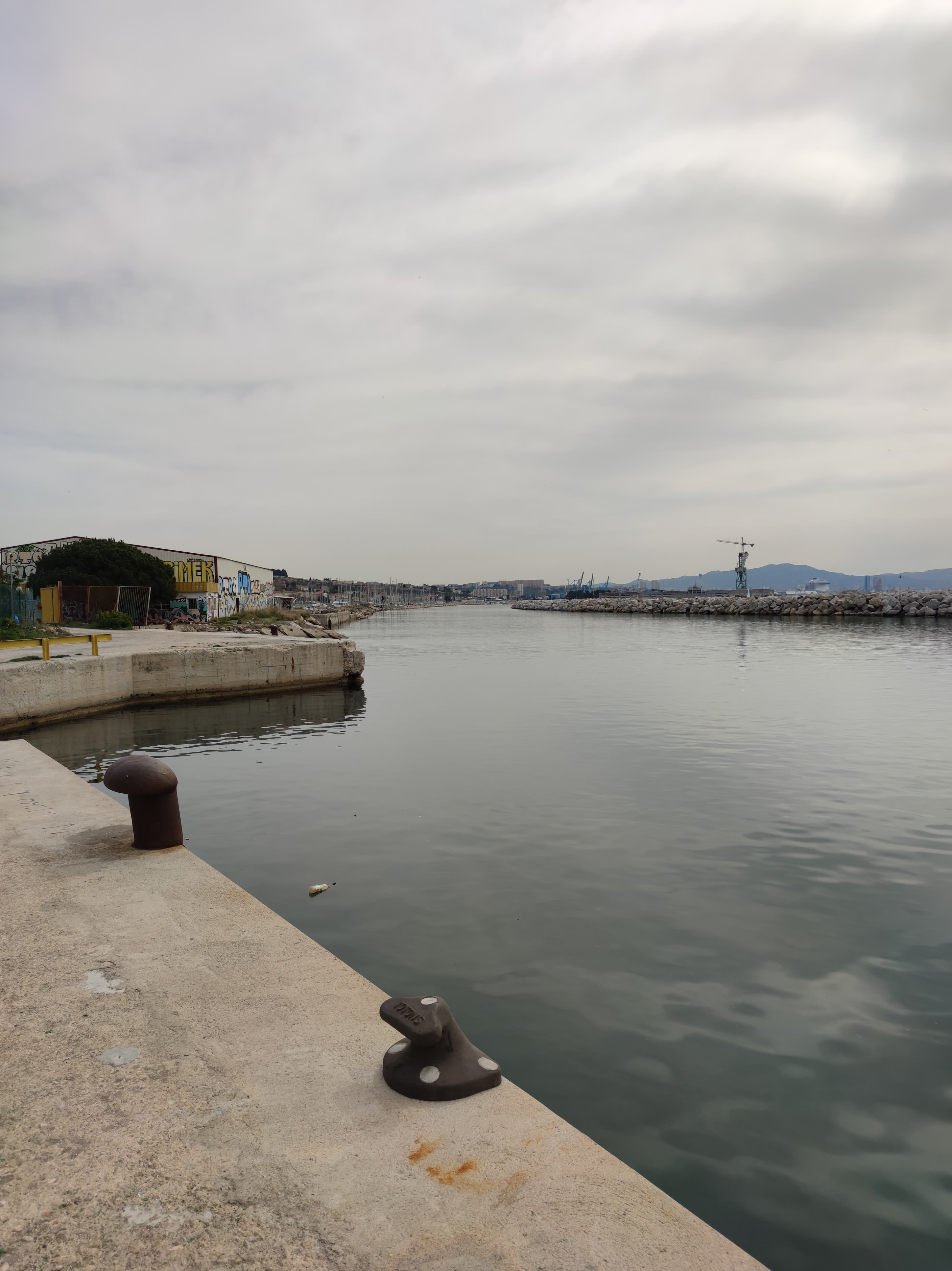
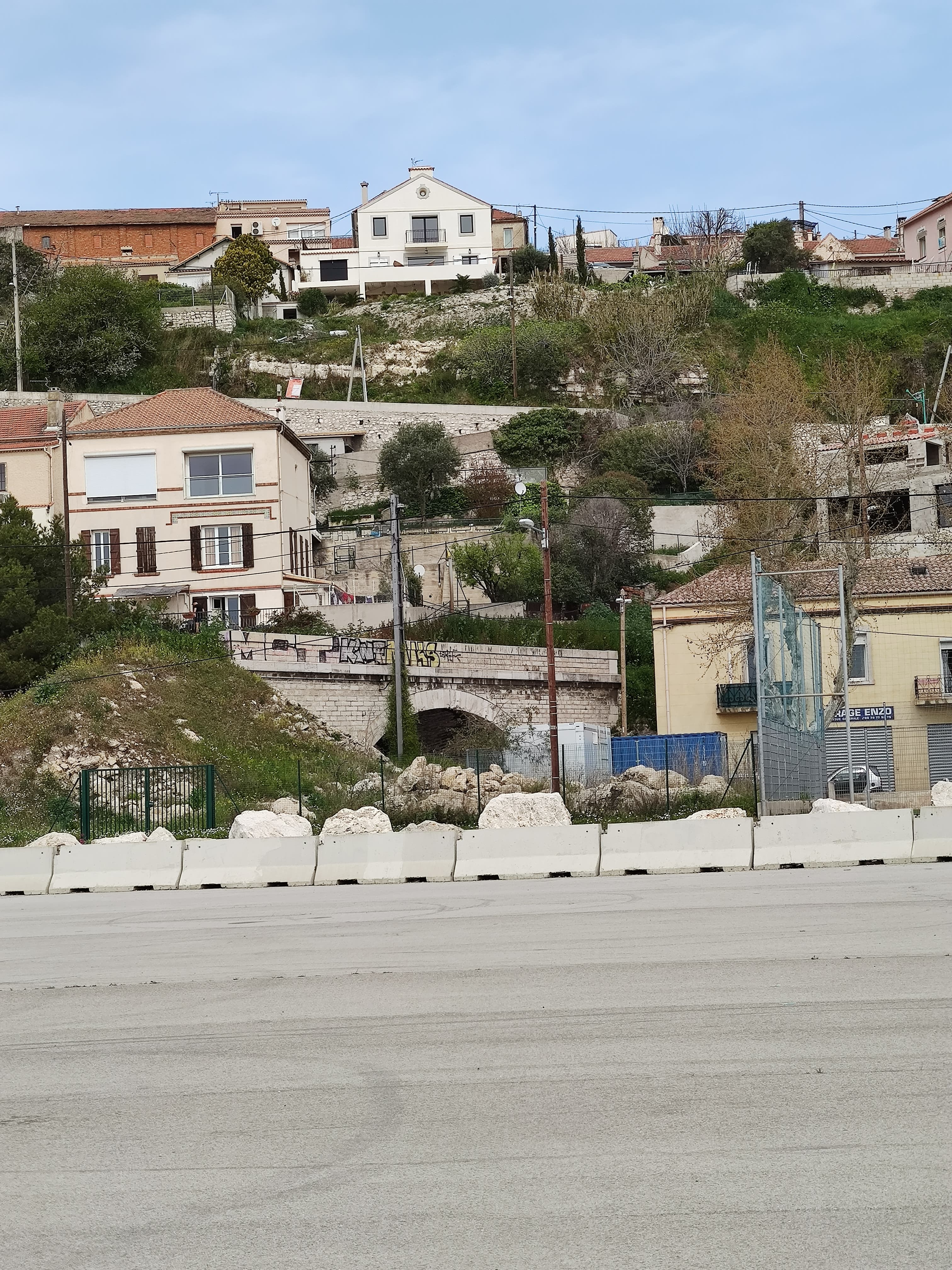

## Géographie
Le quartier des Riaux est délimité par la montée Antoine-Castejon, la voie ferrée, La Nerthe, par les usines, et par le chemin du littoral (Route de l'Estaque Plage). Ce quartier fait désormais partie de L'Estaque, l'un des quartiers de Marseille, où passe le viaduc des Riaux (voir plus bas).
Les Riaux, sont à environ 12 km du centre-ville de Marseille, le quartier est l'un des trois sous-quartier de l'Estaque (Estaque plage, Estaque gare, Estaque Riaux), il est limitrophe des communes du Rove, de Gignac-la-Nerthe et plus au nord des Pennes-Mirabeau. Il fait partie du bassin de Séon, un secteur côtier encadré par la chaîne de la Nerthe. Le quartier est coupé par deux voies ferrées (Paris Lyon Marseille, et La côte bleue), et doté d'une route qui longe le littoral. Le terrain est calcaire et argileux, défiguré encore aujourd'hui par les carrières. C'est un petit quartier de Marseille divisé lui-même en micro-quartiers. La voirie est complexe entre les habitations impliquant des difficultés de circulation. Quatre types de paysage sont constitués par le littoral, occupé par des espaces portuaires et plaisanciers du Littoral, la voie ferrée et la route de la Nerthe
Le Vallon de Riaux (étymologiquement, « lit du ruisseau ») est constitué de petites maisons. Il se termine par « la carrière » ; ancienne carrière des usines Lafarge au fond du Vallon. Au sud du viaduc à gauche, à mi-coteau, se trouve la maison de la famille Puget, détenue par elle depuis 1690, jusque vers les années 1860.

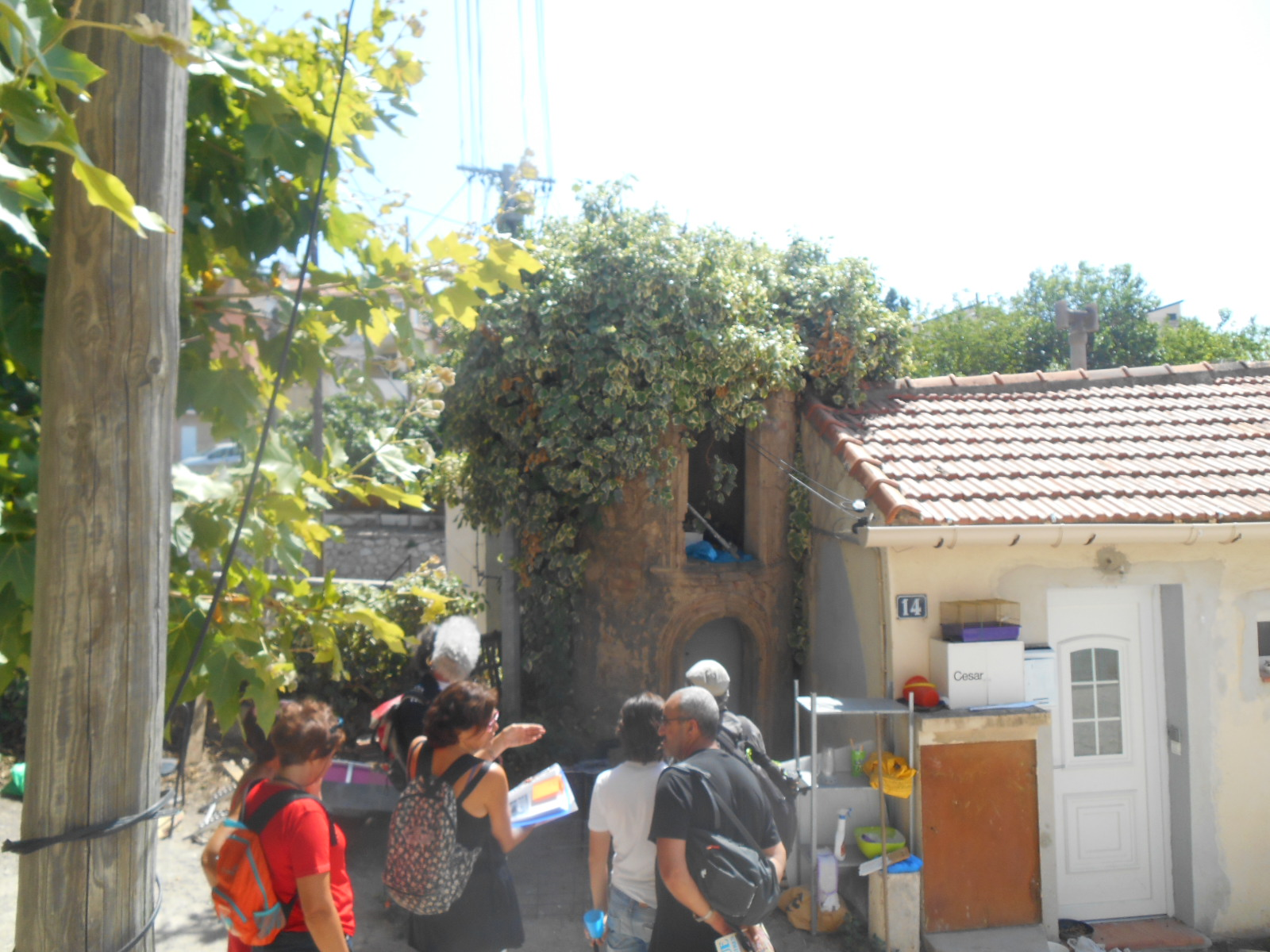
la Rocaille, dans la cour Arnaud

La courée Arnaud, située près du stade de football des Riaux, est atypique à plusieurs égards, d'une part, sa surface est importante, les bâtiments sont relativement dispersés et elle conserve son pigeonnier en rocaille. Elle est aussi entourée d'habitations particulières d'une main d’œuvre dite « déclassée » qui a contribué aux activités industrielles et agricoles de Marseille jusqu'en 1950. Elle conserve en mémoire les autres courées disparues de l'Estaque. Elle témoigne de la vie ouvrière aux Riaux et du contexte de précarité qui a présidé aux constructions de courées. Selon l'article de Marseille Provence métropole plan local d'urbanisme, ce lieu a une grande importance historique. L'emplacement de la courée s'étendait autrefois à des bois, des vignes et autres labours. 

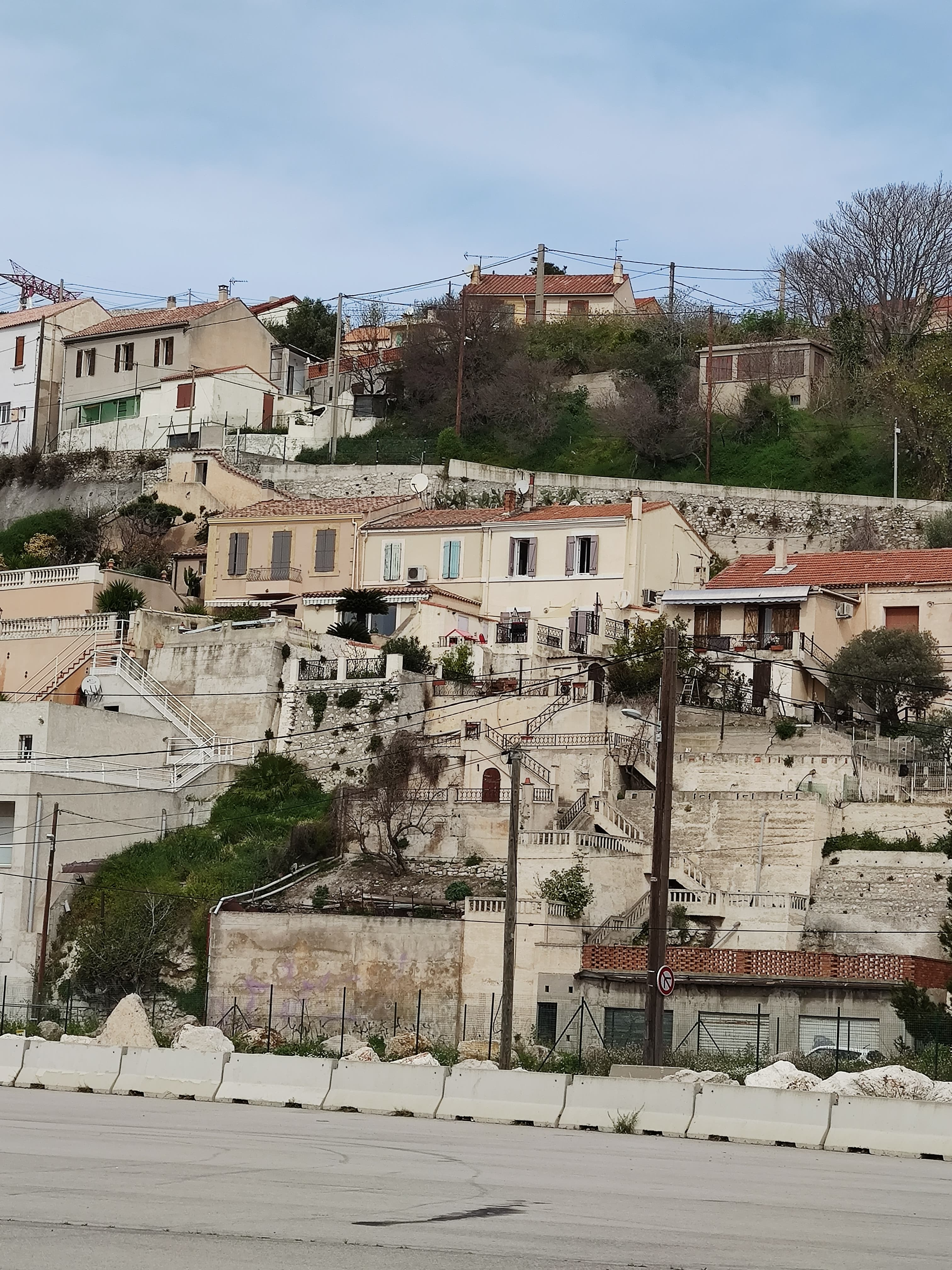
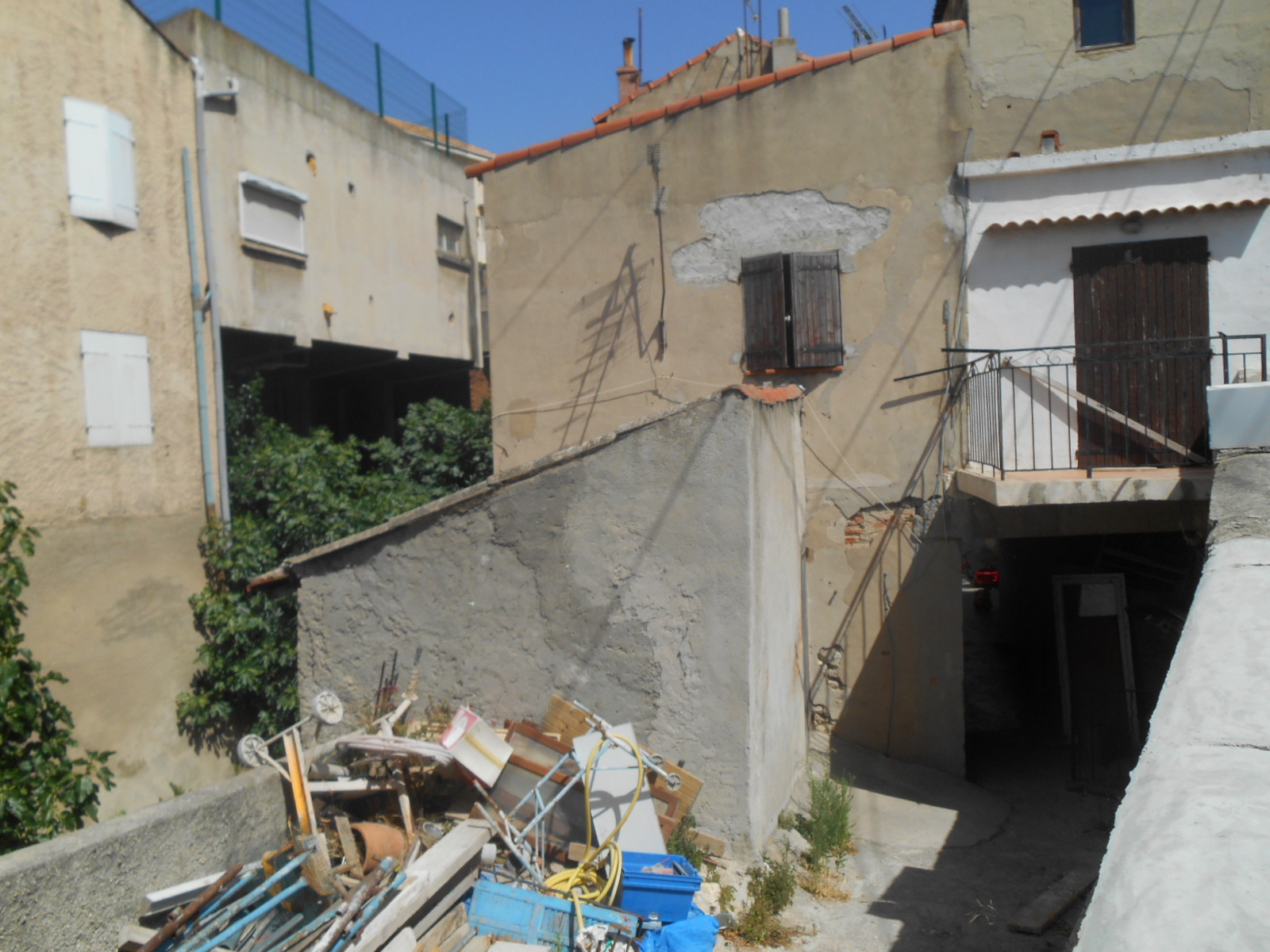
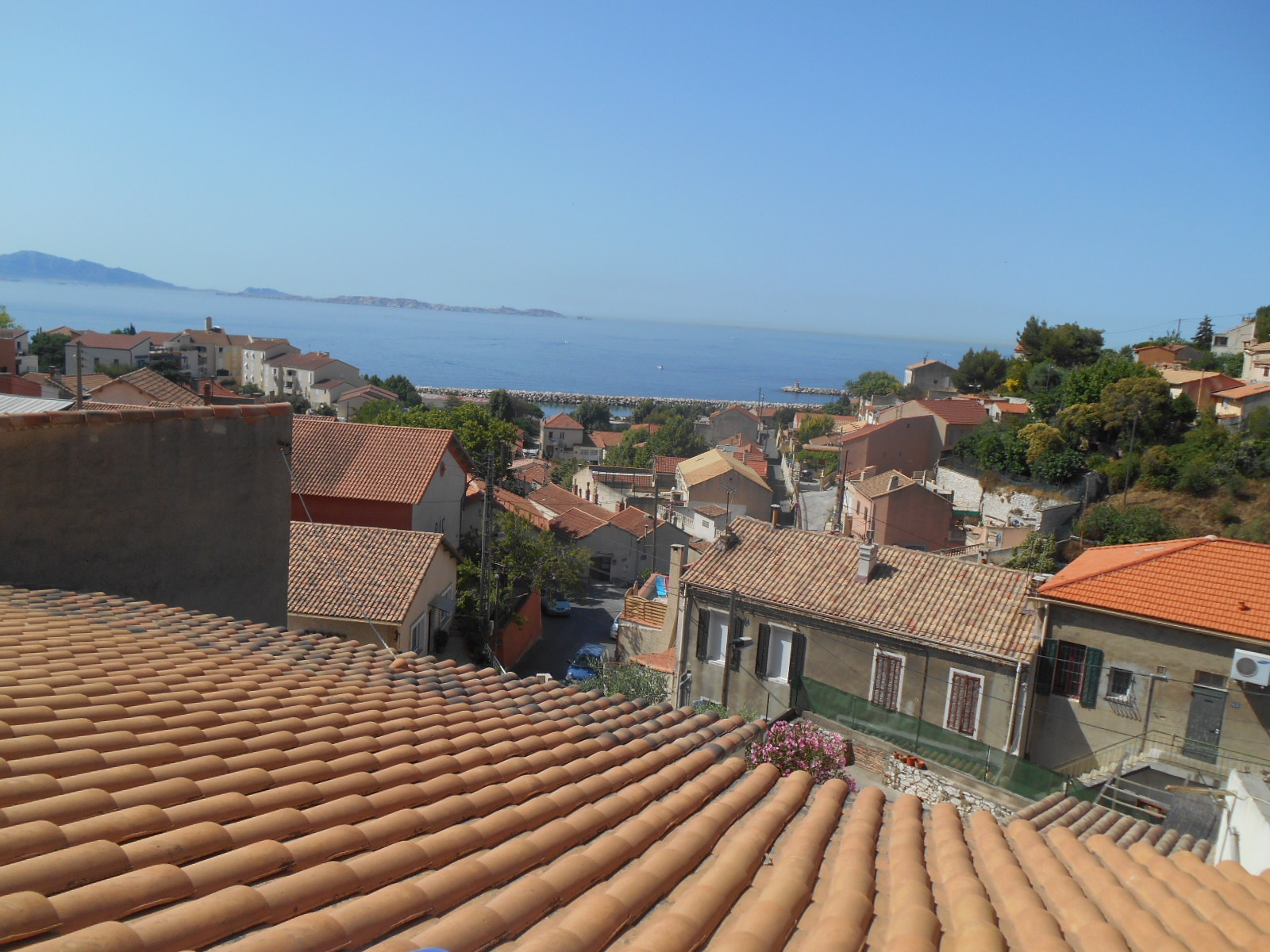
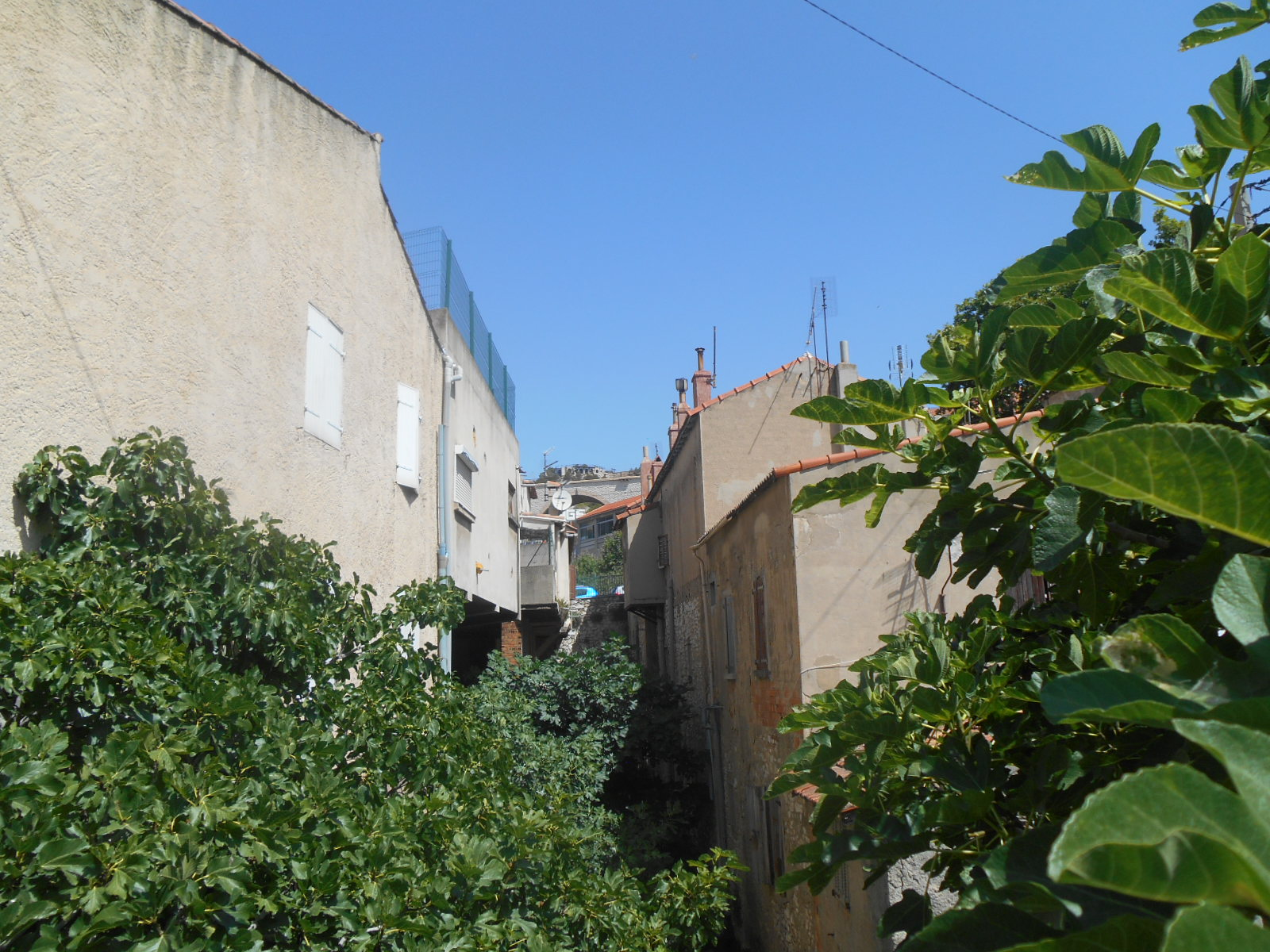
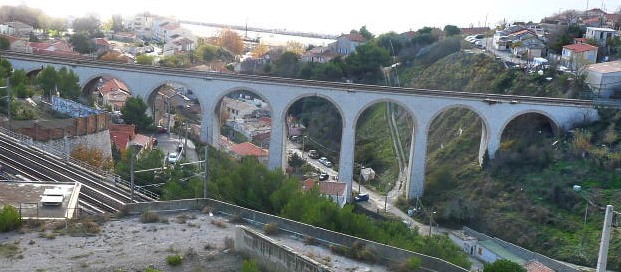
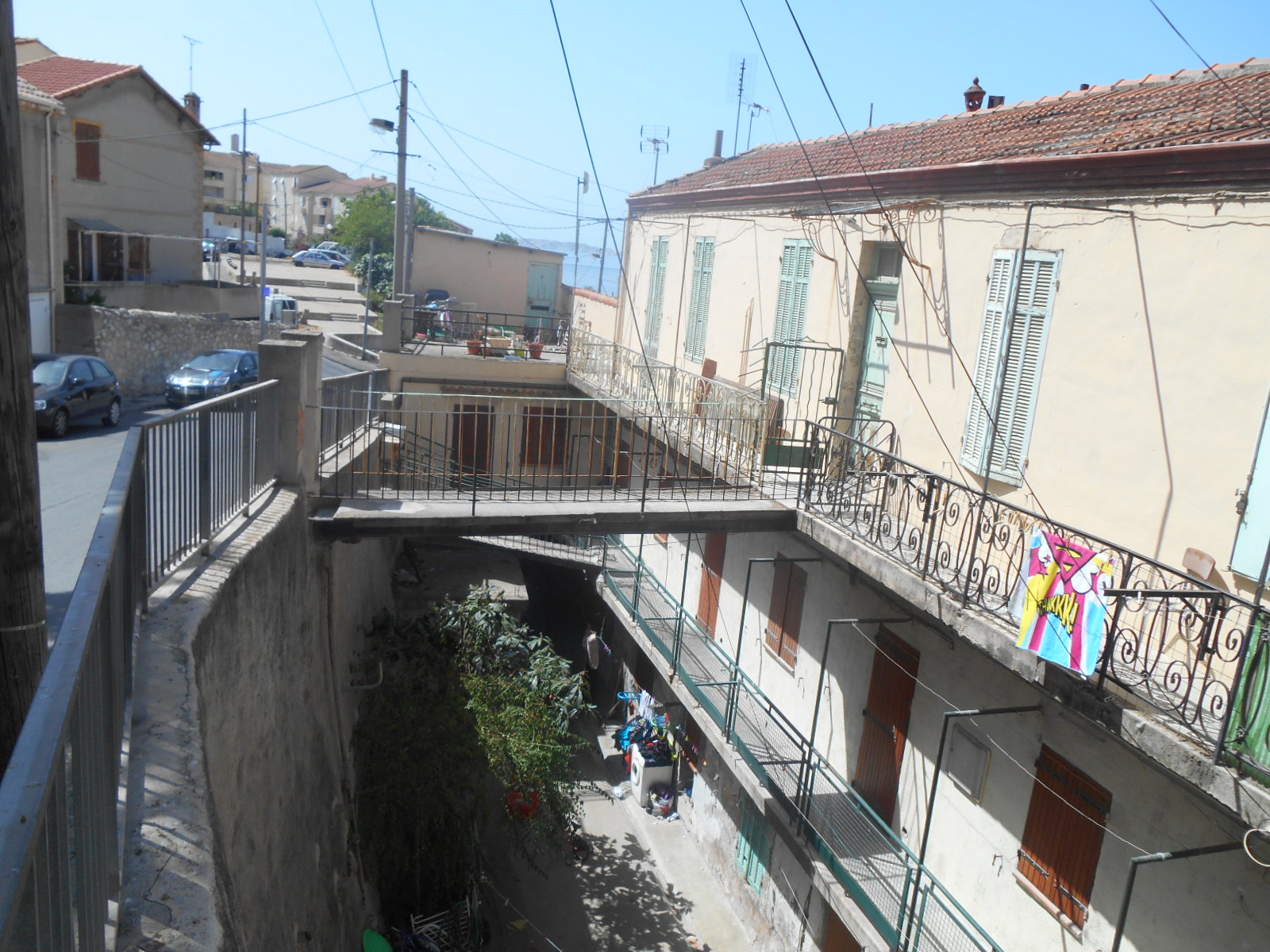
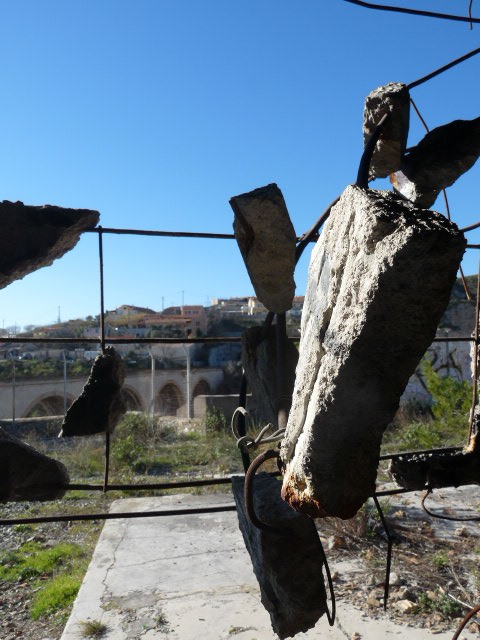
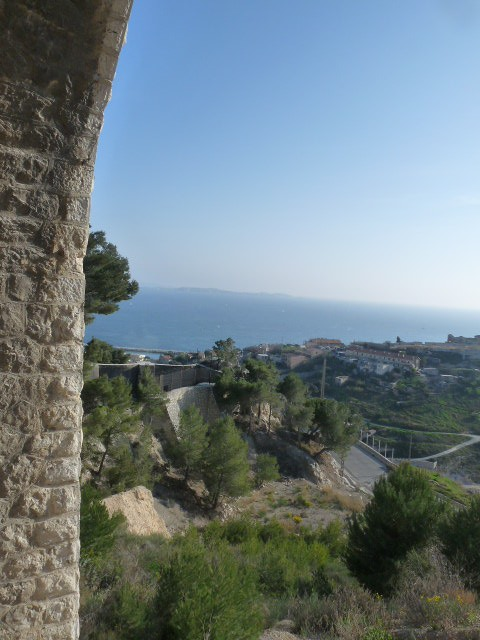
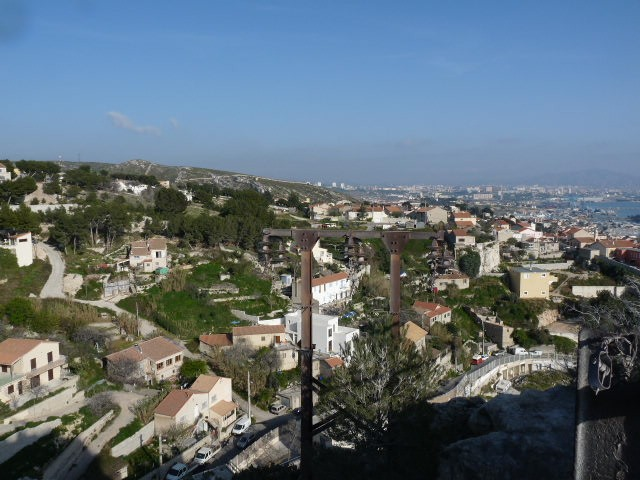
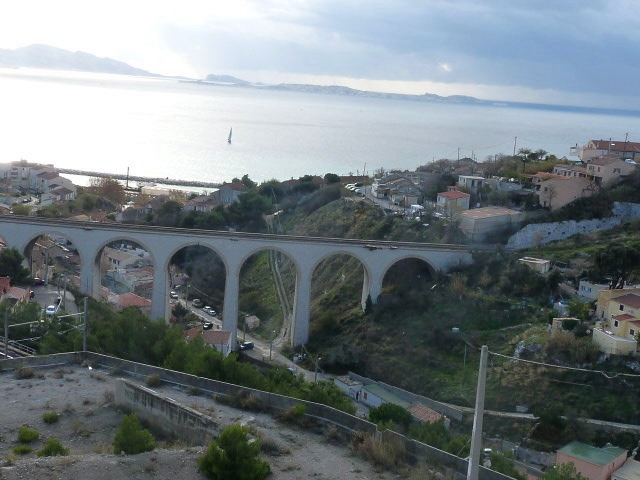
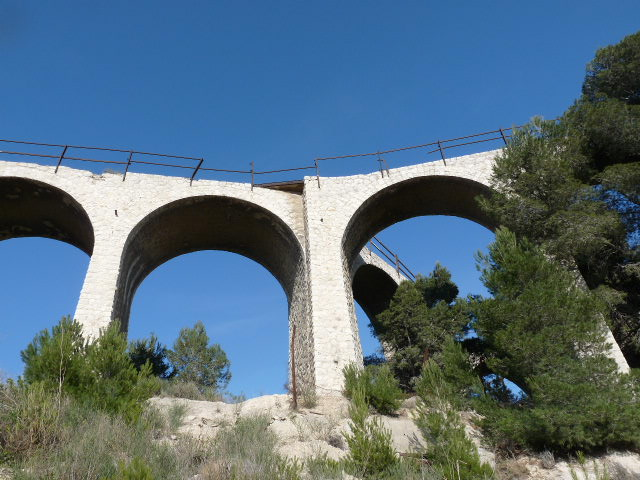
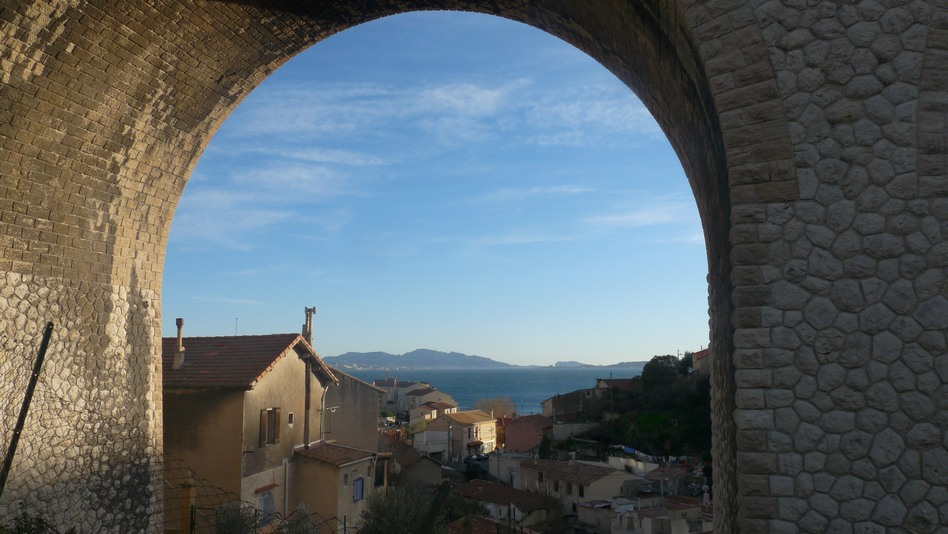
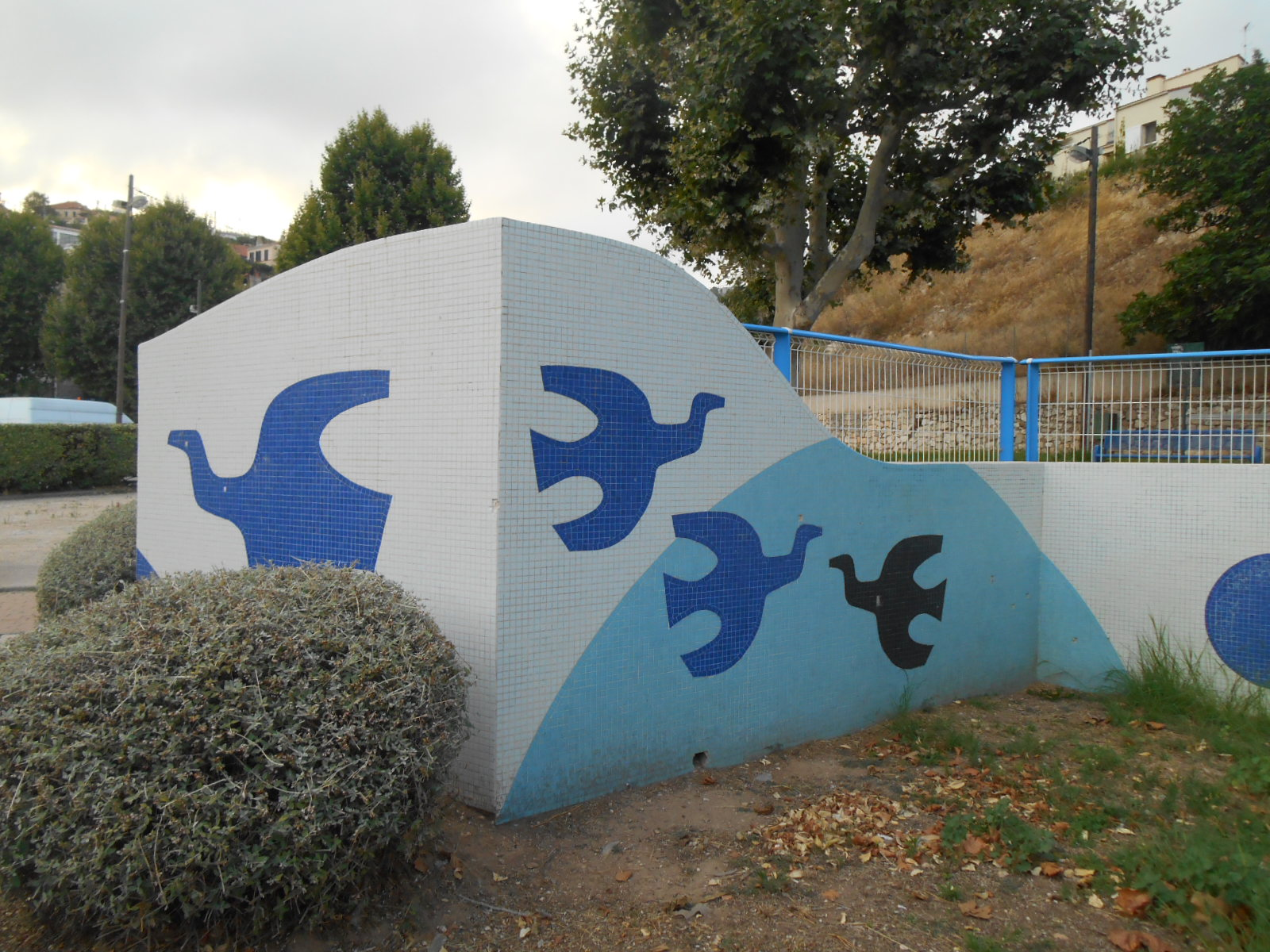
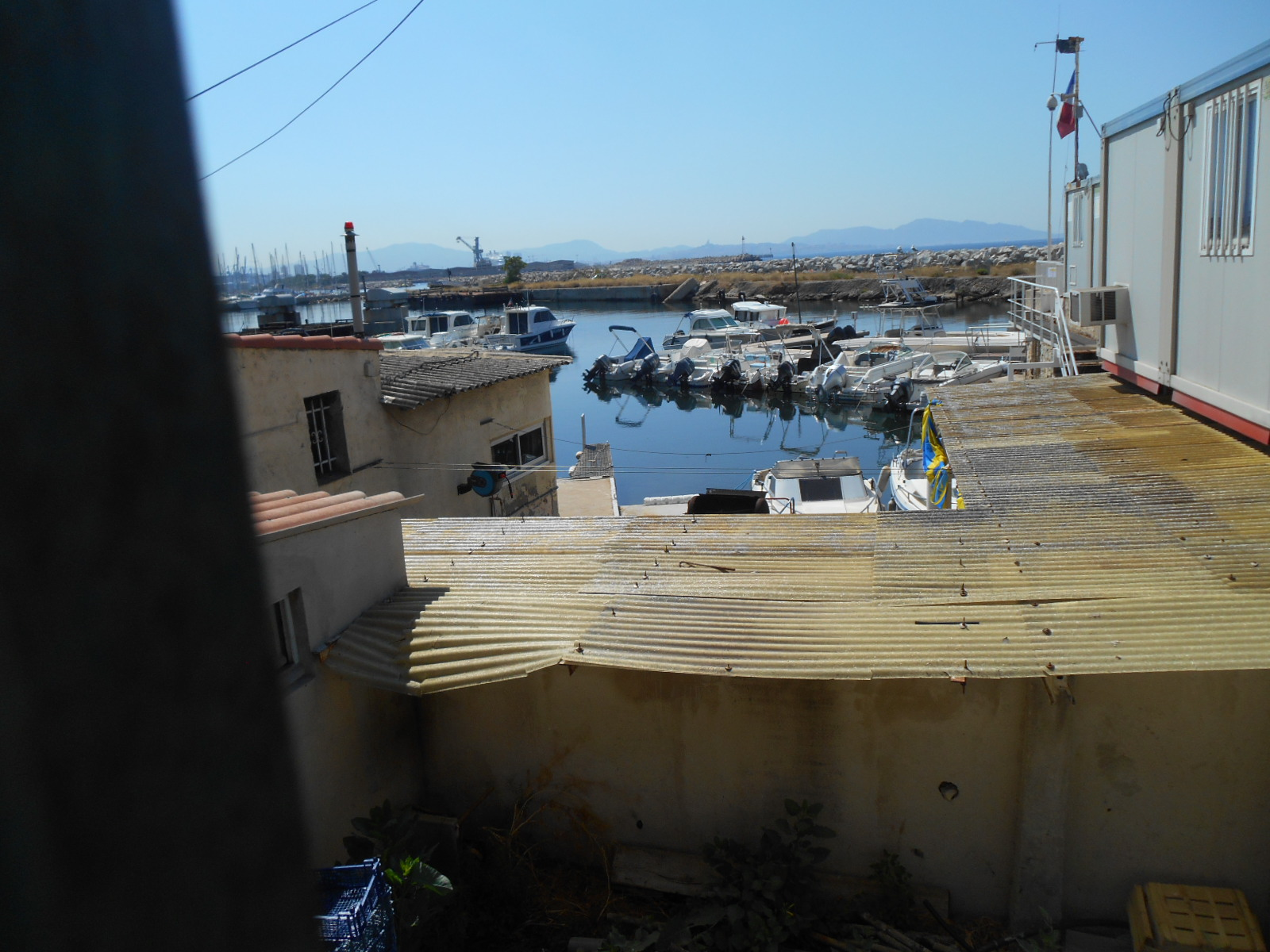
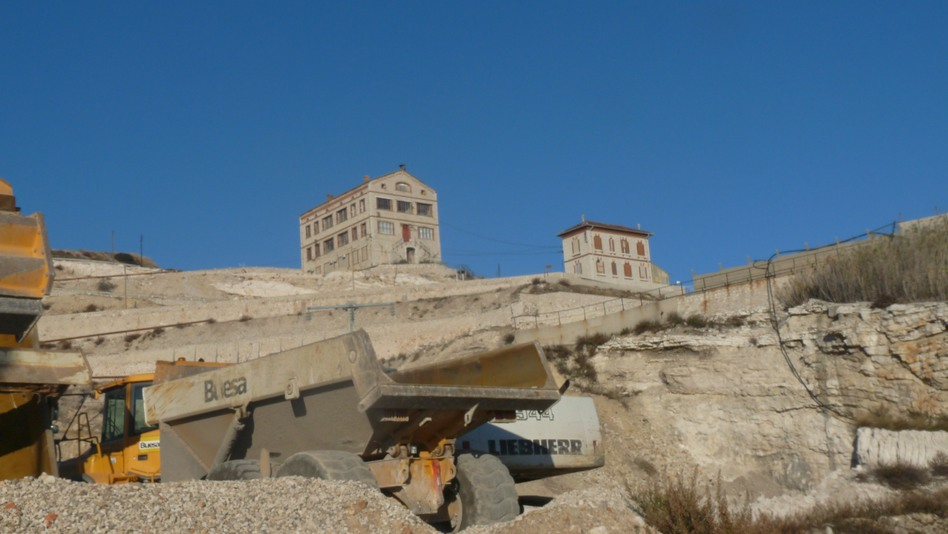
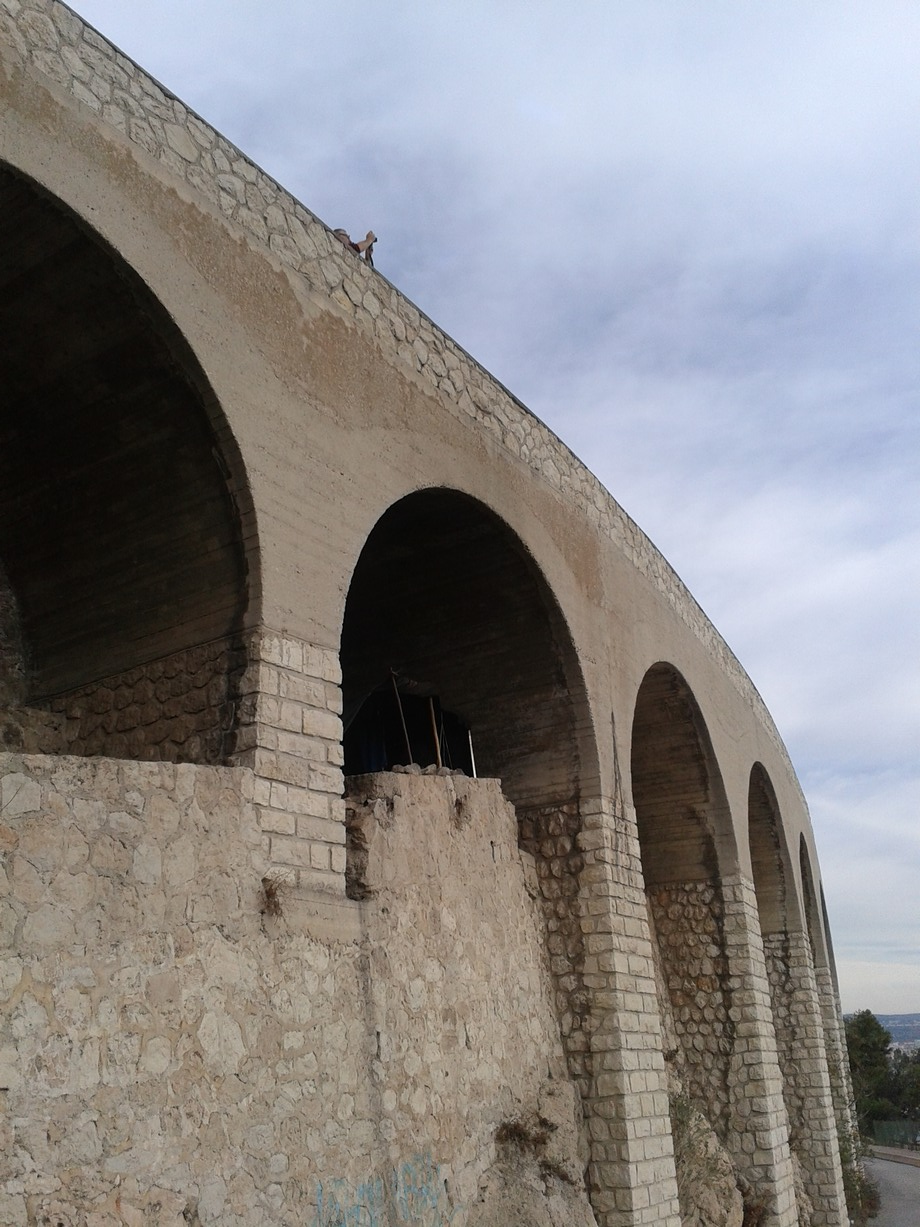
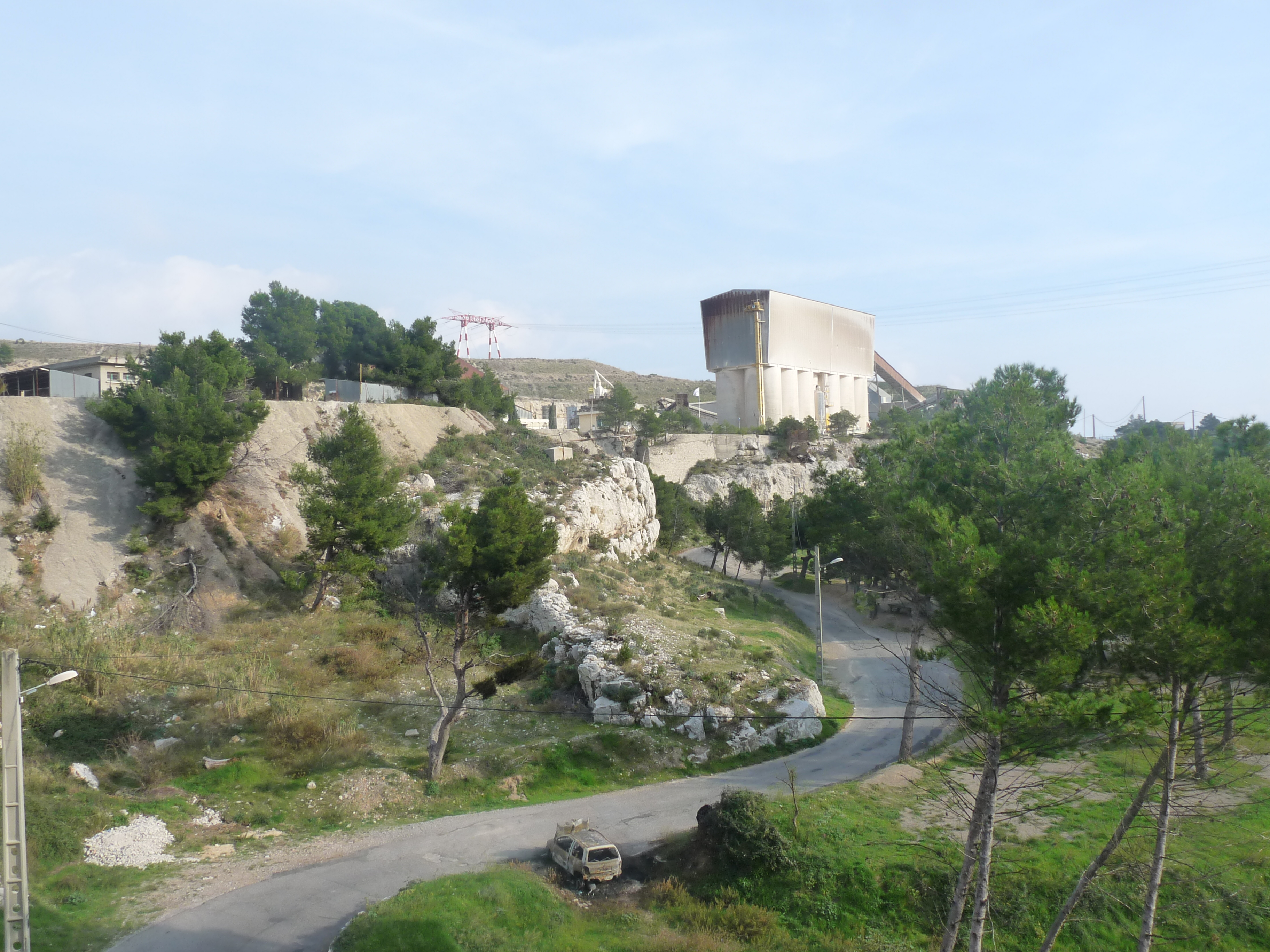
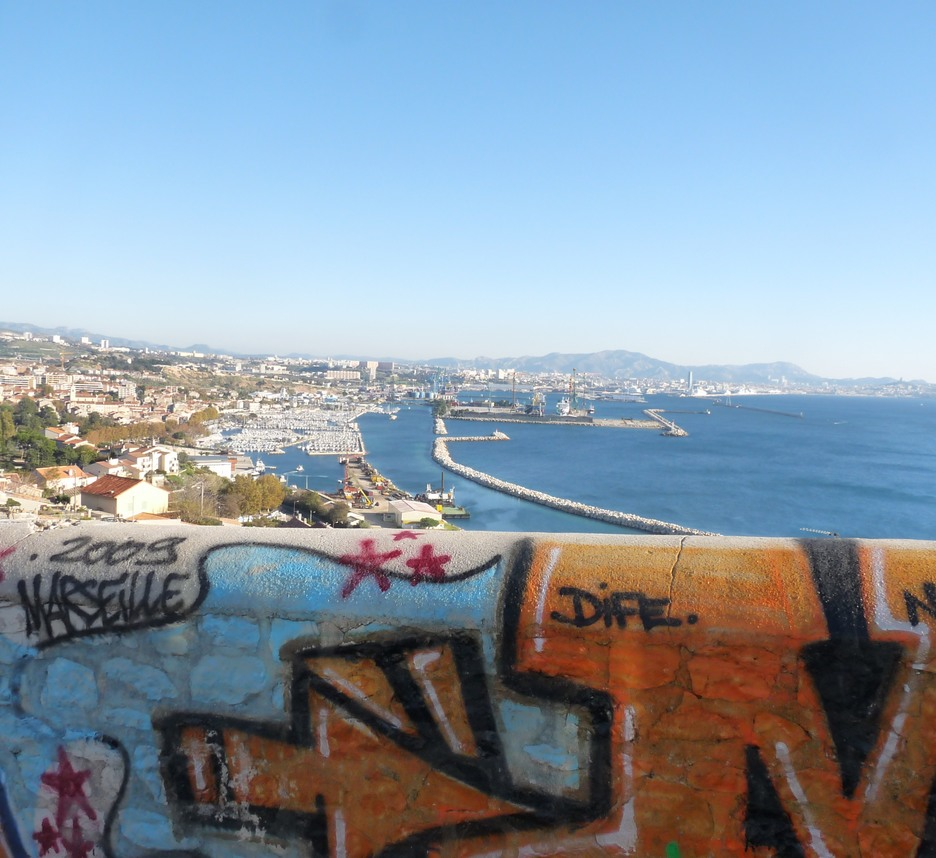
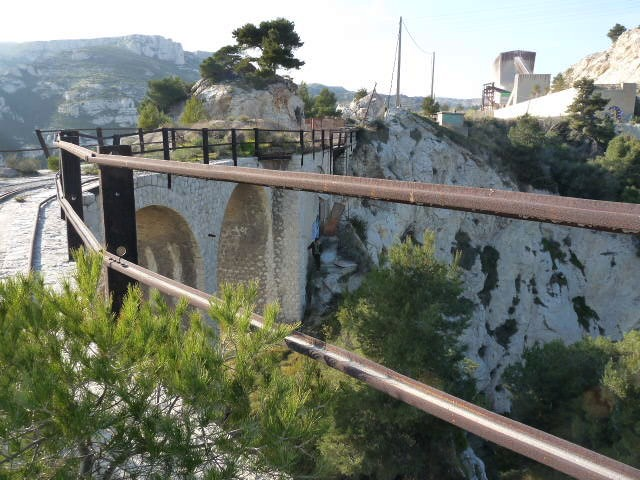
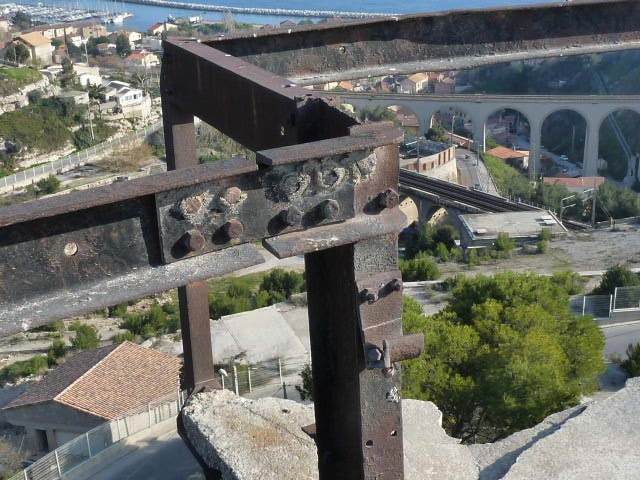
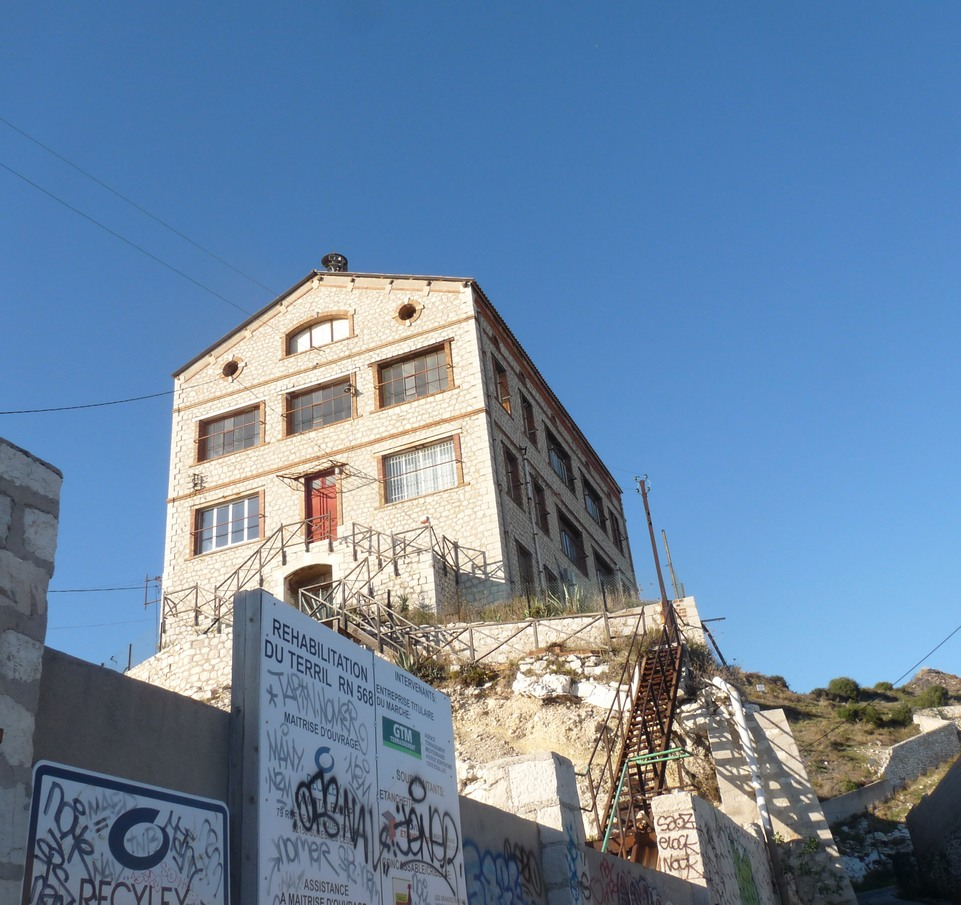
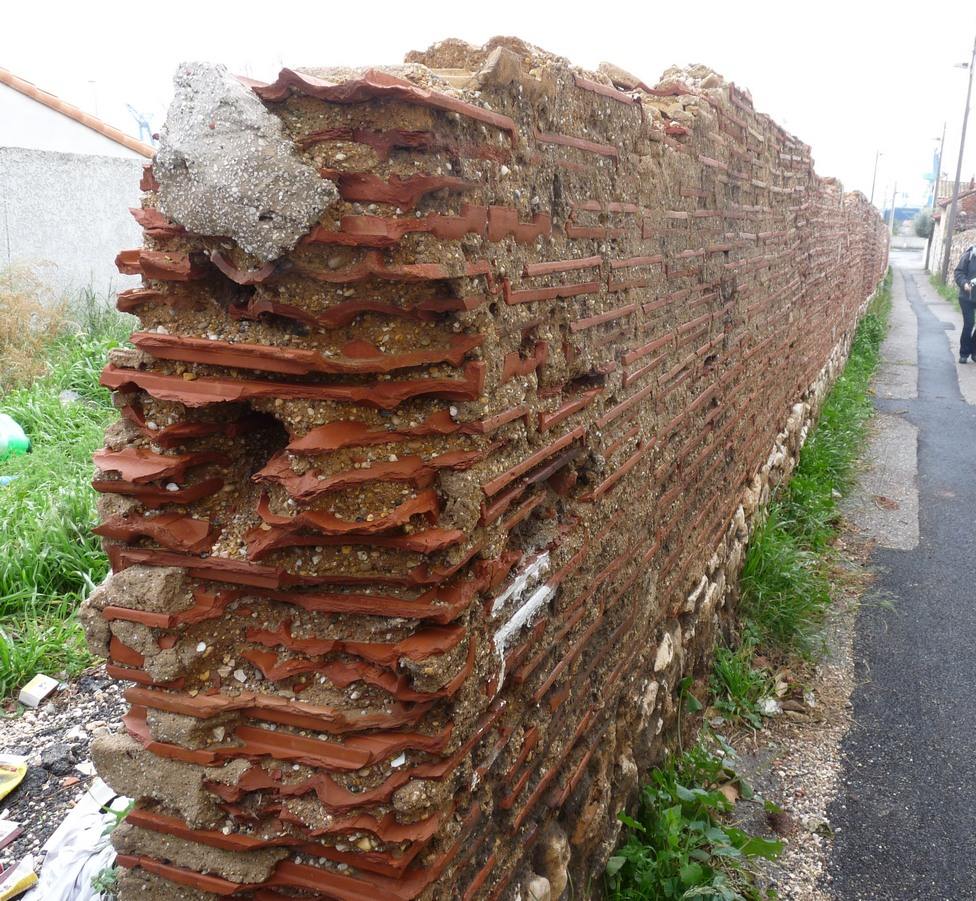
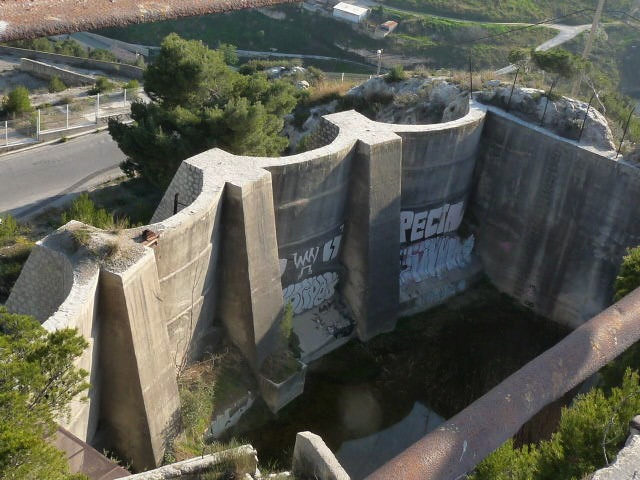
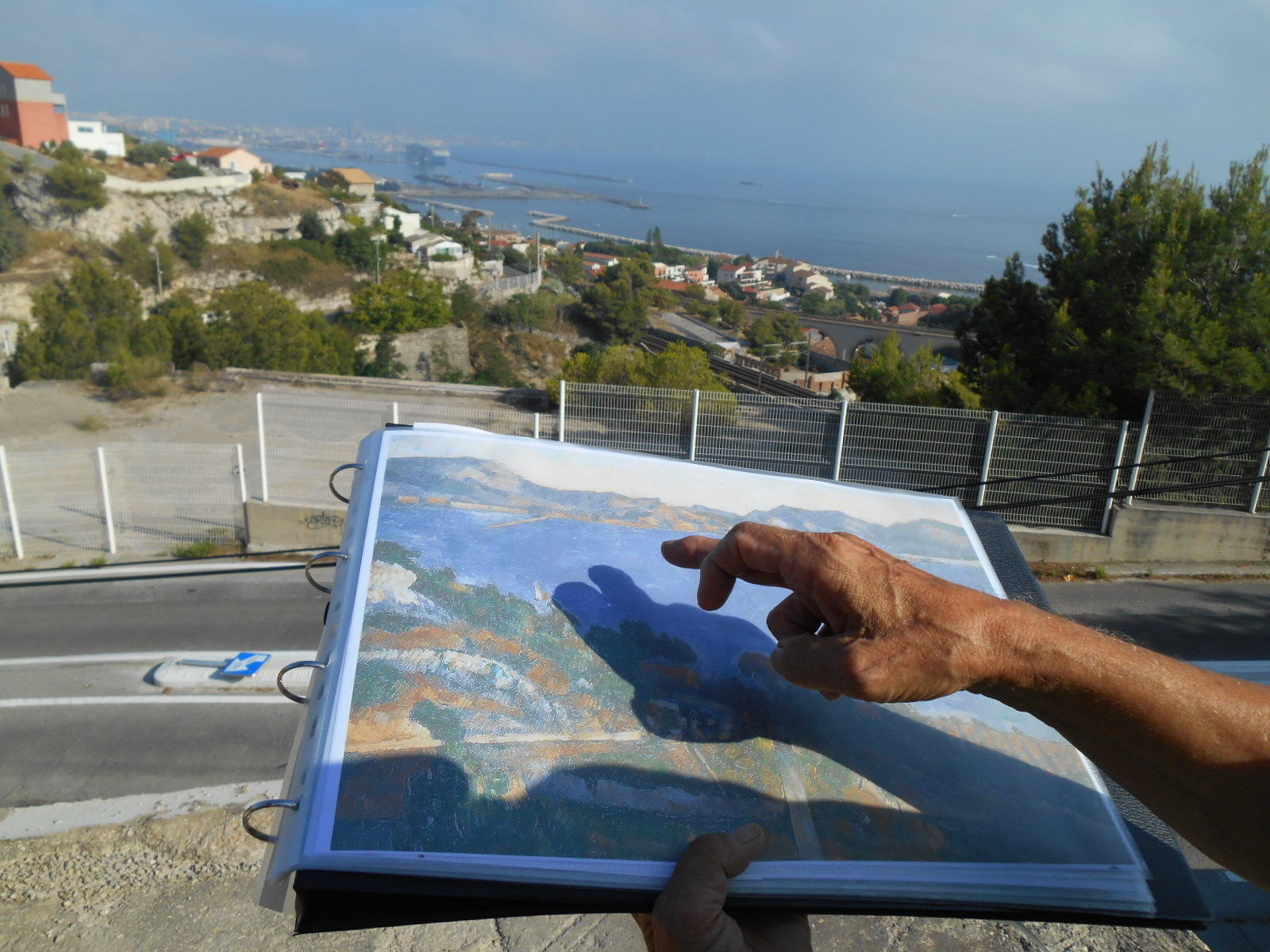
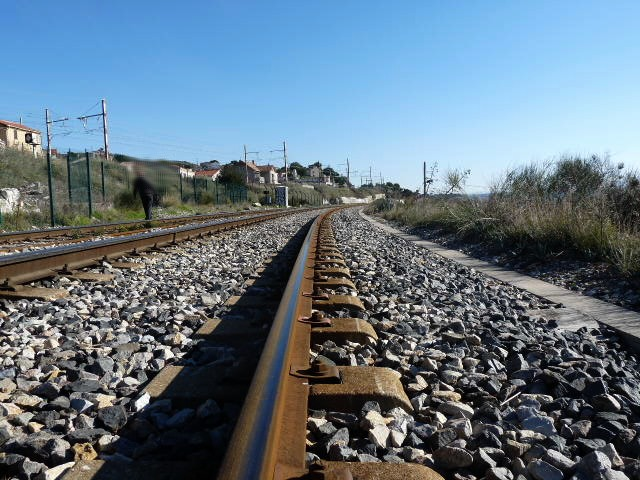

Le pigeonnier en rocaille, est un élément qui subsiste (aujourd'hui caché par la végétation), il est le seul vestige du parc d"une propriété rurale La bastide Tesse dont il reste des traces jusqu'en 1930. Les logis individuels sont accolés pour former une unité architecturale malgré le dénivelé. Ils présentent des surfaces habitables très modestes, comprises entre 26 et 50 m2, la construction des maisonnettes s'est échelonnée de 1883 à 1911, en même temps que le quartier des Riaux s'organisait. Cette courée porte encore le nom de son ancien propriétaire : Louis Joseph Arnaud, charretier de son état. La vie y était difficile et la courée était fermée la nuit. La femme du propriétaire en ouvrait le portail chaque matin. La famille des propriétaires était la seule à disposer de l'eau à la pile (évier). C'est au début du XXe siècle seulement que des baraques en bois furent construites dans cette cour pour loger les ouvriers majoritairement italiens et espagnols venus travailler sur les chantiers des grands ouvrages d'art tel que le canal du Rove. La cour a longtemps gardé le surnom de cour des miracles
Le nom des rues est parfois peu précis, il existe par exemple plusieurs rues nommées Montée des usines, l'impasse des usines ayant été nommée ainsi après délibération du 11 juillet 1988, il s'agissait d'une impasse sans nom dans la montée des usines.
Un dossier complet autour des enjeux lié à l'espace public et à l'action des habitants a été réalisé par Emilie BAVA et Emma Bttista dans le cadre du module « Atelier de Géographie et de Cartographie », coordonnée par Claire Bénit-Gbaffou, pour la Licence III de Géographie Aménagement à Aix Marseille Université. 

## Préhistoire

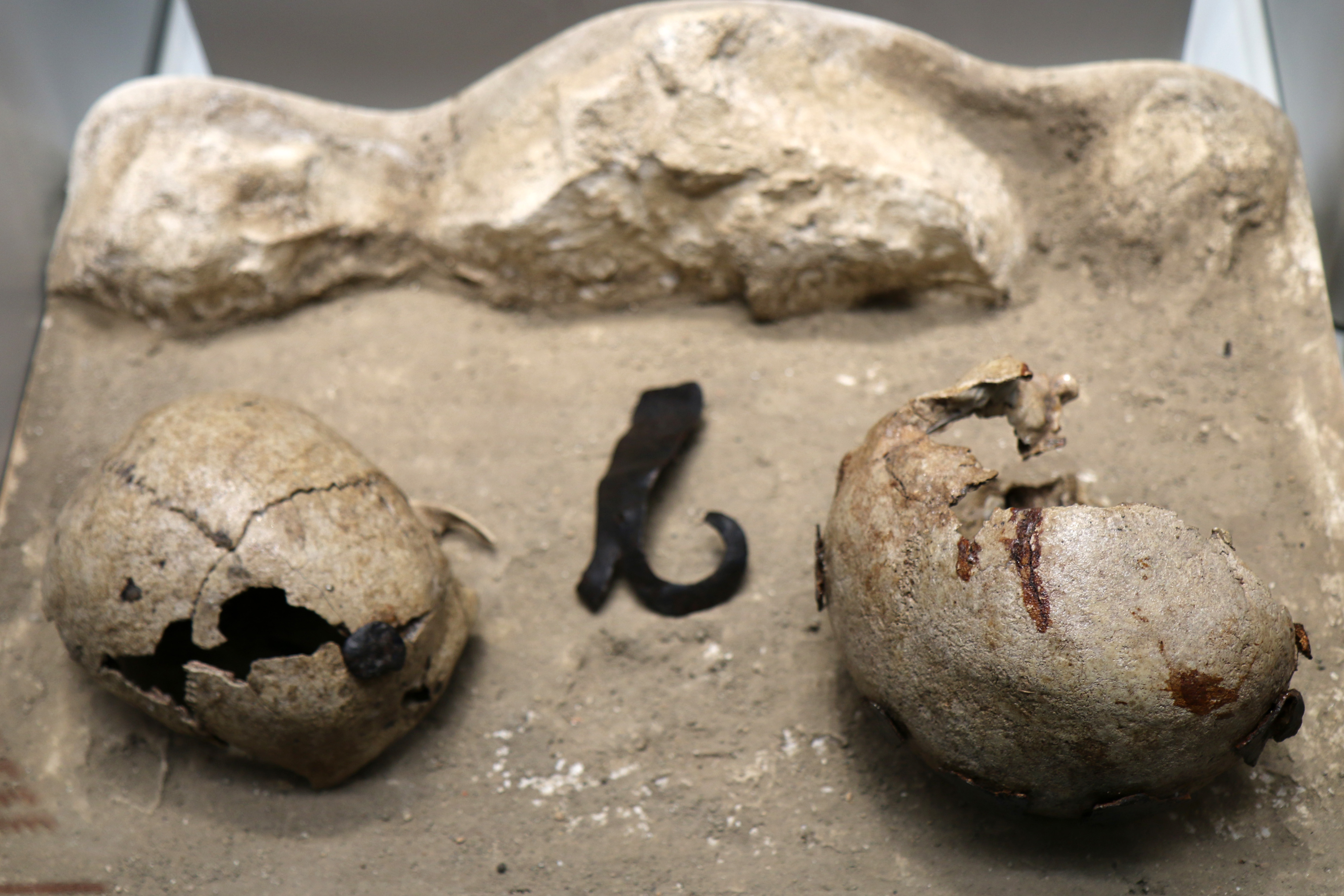
Trophées de crâne humain trouvés sur l'oppidum de la Cloche et présentés au musée d'histoire de Marseille

La recherche archéologique préhistorique a été marquée dans la région par Max Escalon de Fonton, puis Jean Courtin, Charles Lagrand, Henry de Lumley dans les années 1970 à 1990.
Depuis son apparition dans la chaîne de l'Estaque, l'homme a laissé des traces de son passage au cours des périodes suivantes :
- -27 000 à -17 000 ans : on trouve des habitats paléolithiques sur les flancs de collines jouxtant les Riaux. Les hommes sont artistes à la grotte Cosquer à 20 km du massif, la mer s'est retirée à 20 km des côtes actuelles dans un paysage de fjords.
- -17 000 à -5 700 ans le long des falaises on trouve des traces d'habitations dans les grottes le long du riaux au-dessus de l'Estaque (Paléolithique et plus exactement le Magdalénien, soit entre 17 000 et 14 000 ans avant le présent. Le site de Châteauneuf-les-Martigues aurait donné son nom au Castelnovien (Mésolithique) dans la période finale avec le passage direct du Mésolithique au Néolithique (sous l'influence du cardial céréales cultivées, animaux domestiques et poterie au contact de néolithiques venus de l'extérieur.
- 5700 à 3500 av. J.-C. on trouve des traces de cardial, Castelnovien, Chasséen, Néolithique aux Riaux (grotte Crispine)
- 800 av. J.-C. à l'âge du fer, la région est occupée par des tribus Celto-Ligures, des salyens qui fédèrent plusieurs tribus dont ici des anatilii (au-delà de Martigues), des avaticii en deçà et sur une grande partie de la chaine de l'Estaque, (des kainicatii selon[13]) ou même peut-être Cénomans dont l'aire est imprécise. La fondation de Marseille intervient vers -600 av JC, à l'extrémité Est de la chaîne. Le nom même de ligures aurait été donné par les Grecs Λιγυες Ligues' ou Lygies (« haut perché »)[14]. Cette période est riche en sites et en oppida et en événements : lieux de vie, lieux de pêche, carrières, constructions, destructions liées entre elle, à la présence de la cité phocéenne puis au passage des troupes romaines et aux relations entre tous.
- 300 av. J.-C. : oppidum de la Cloche, que l'on trouve à la Galine, face au site Co-Simon.

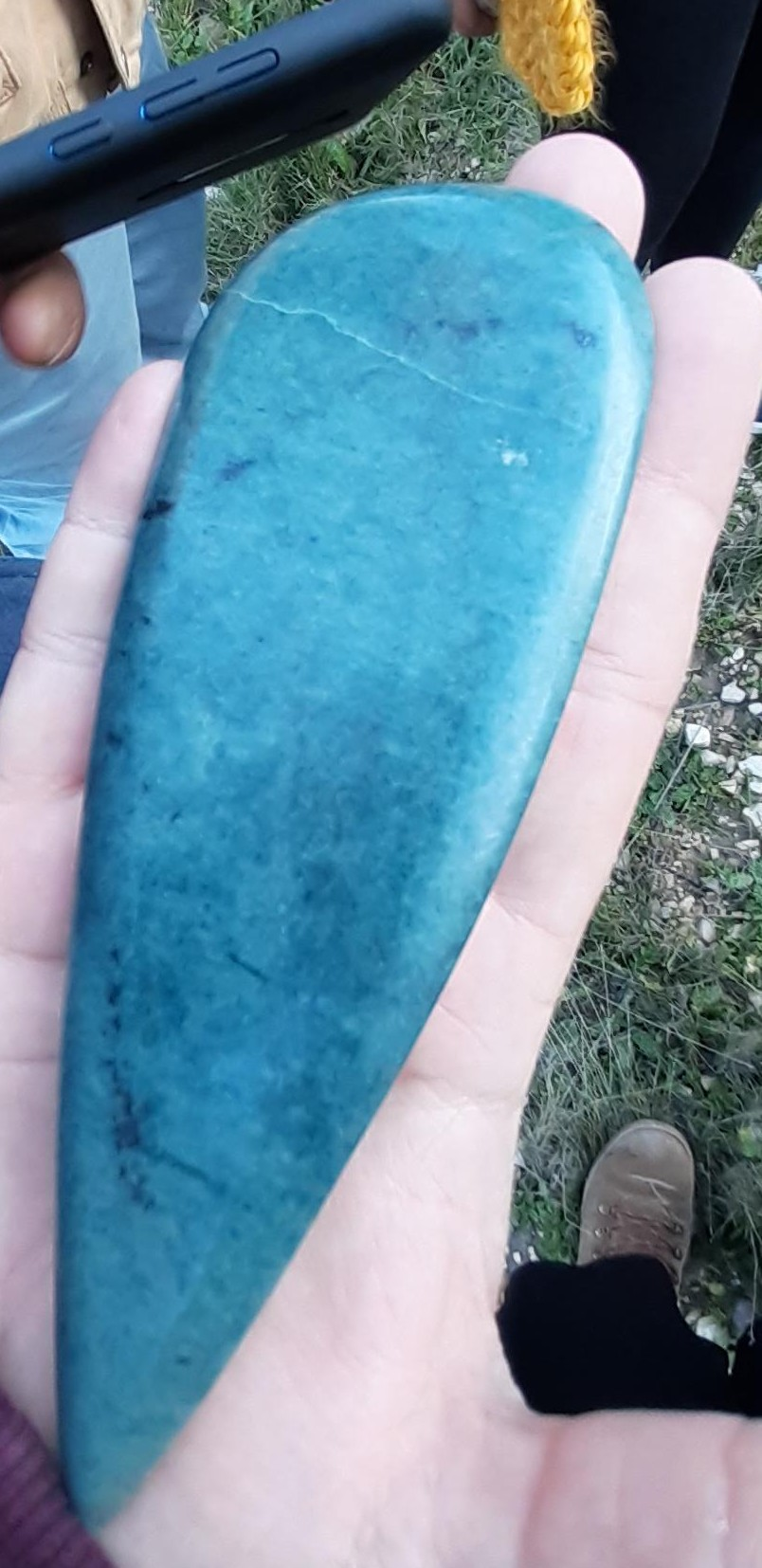
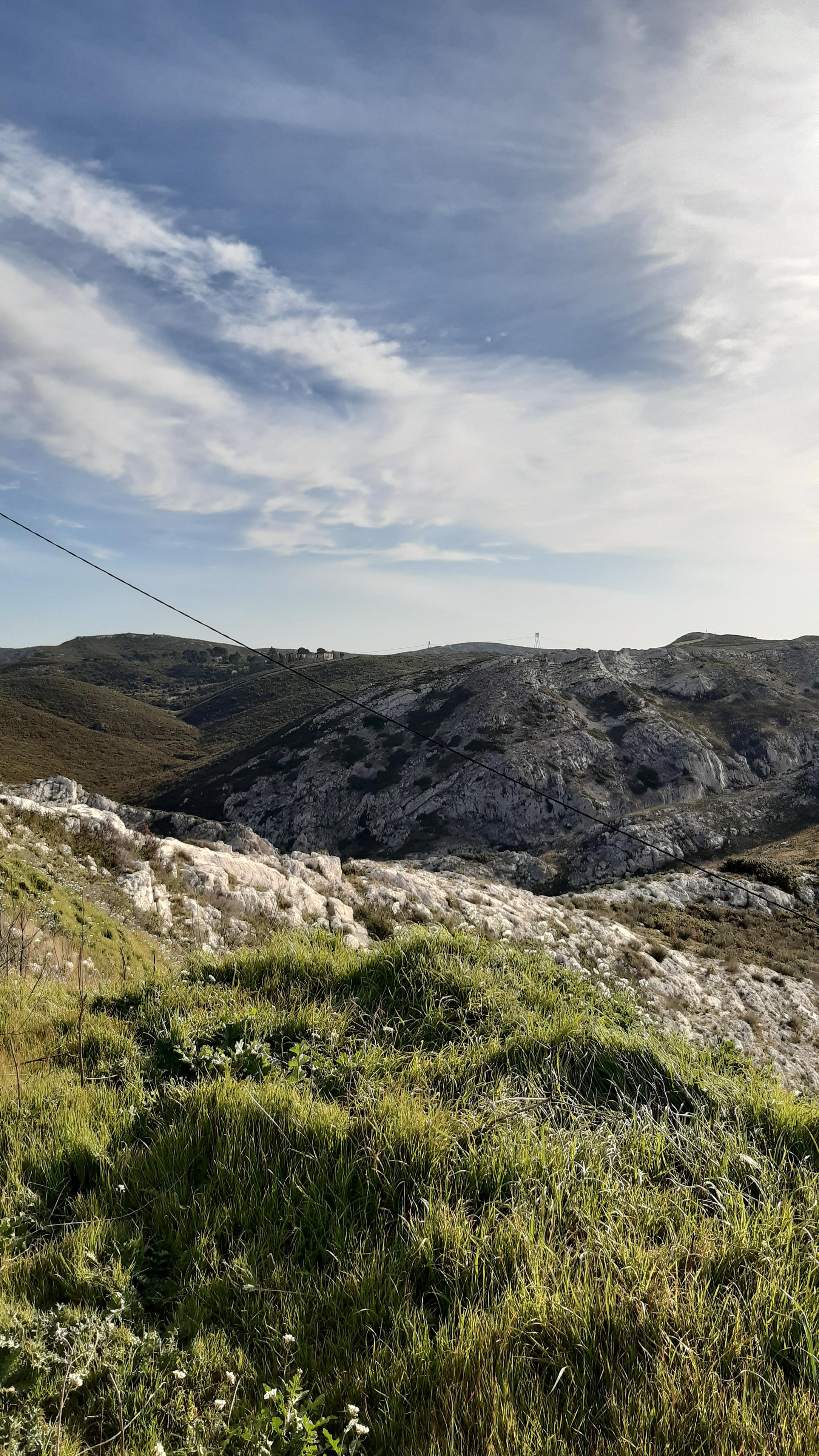
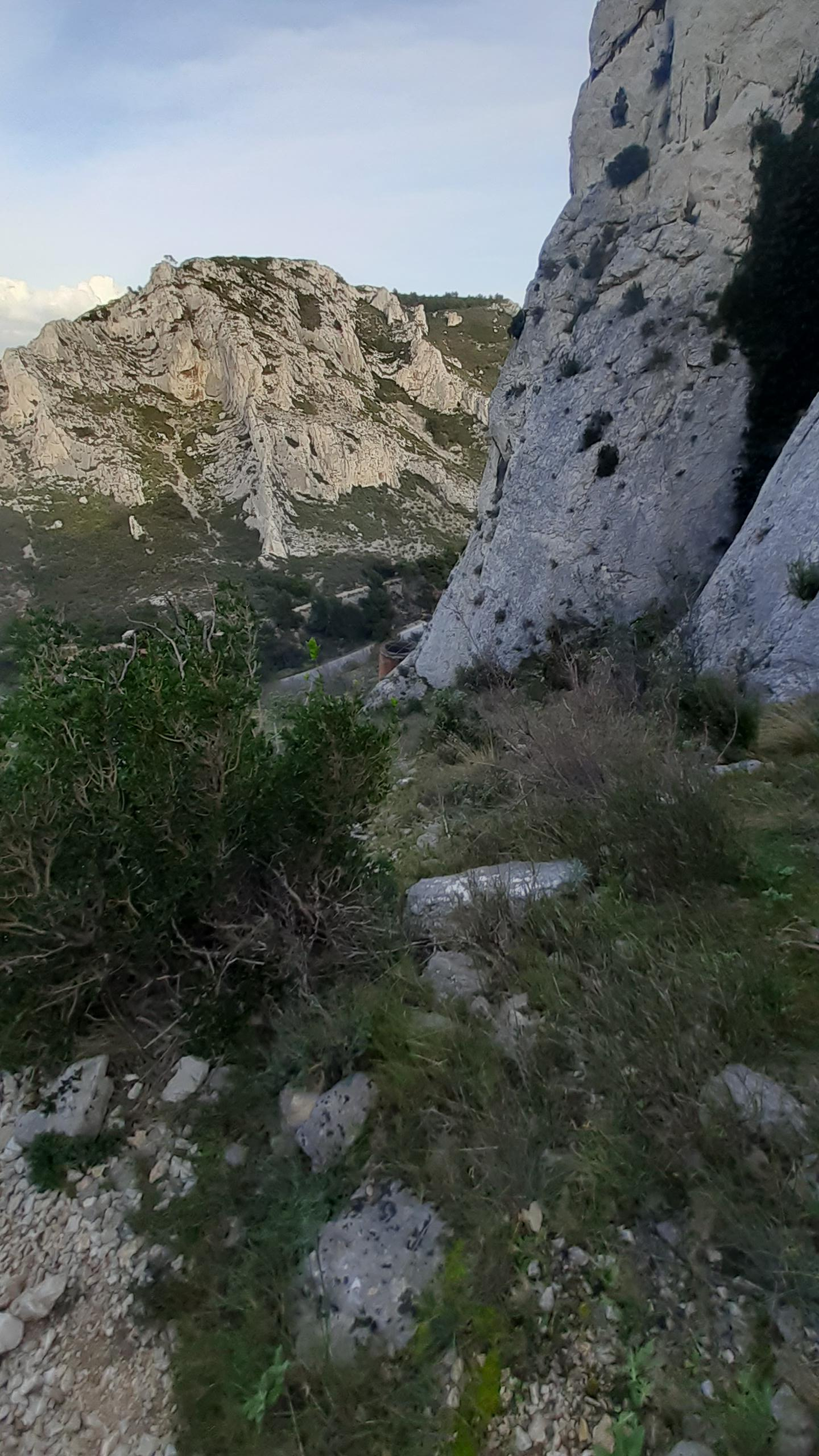
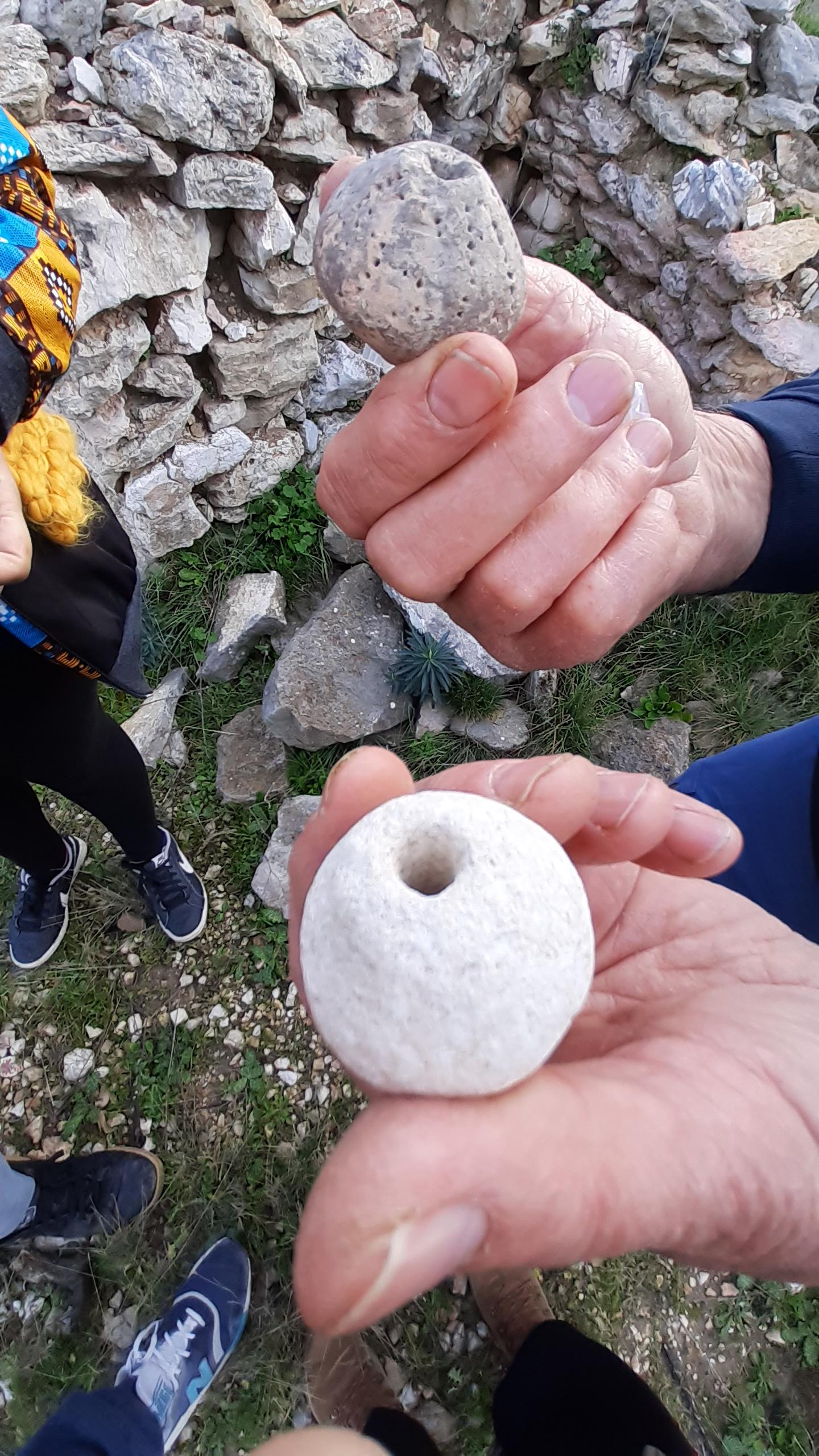
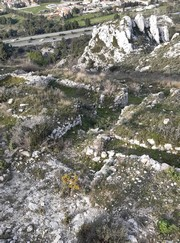
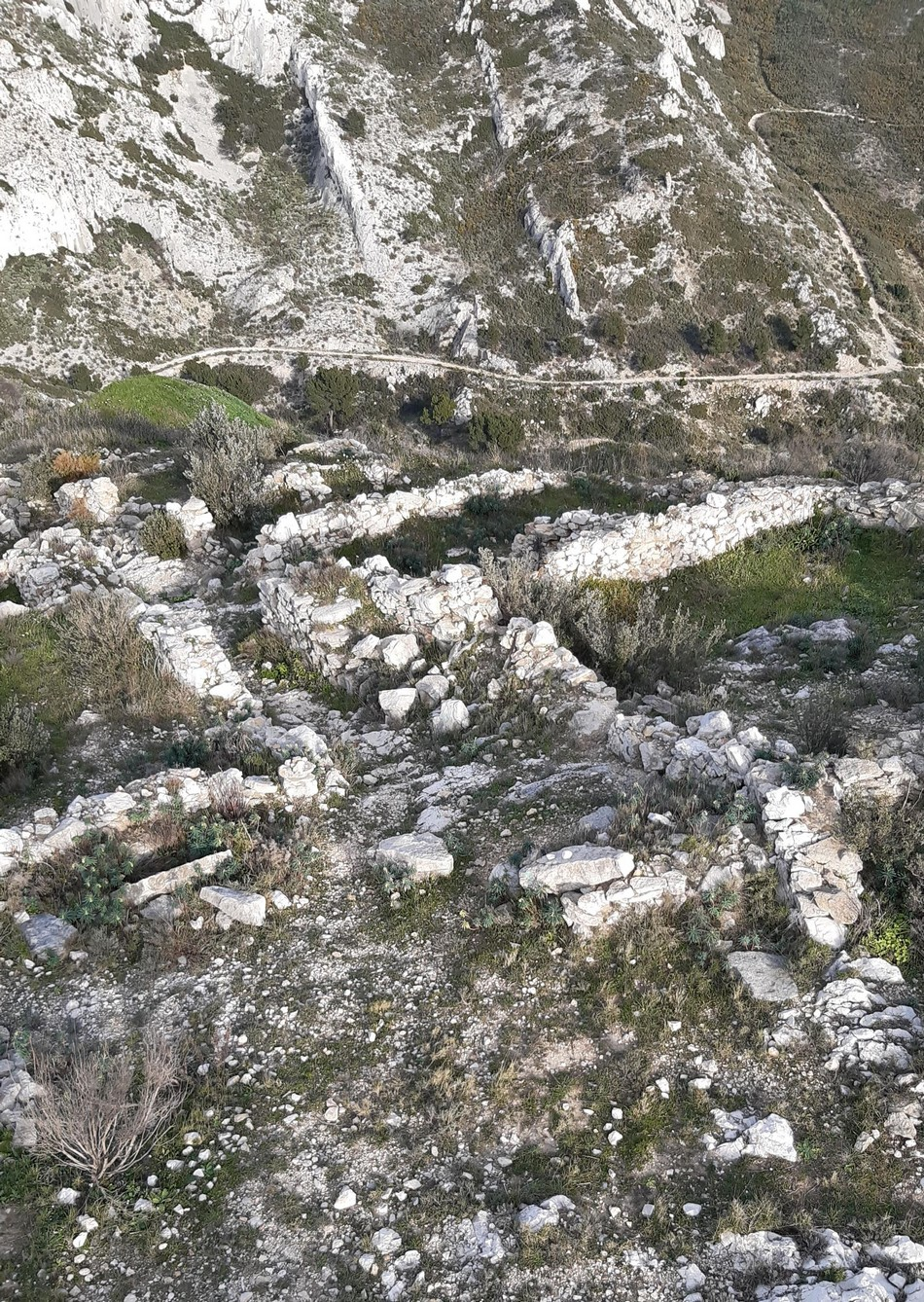
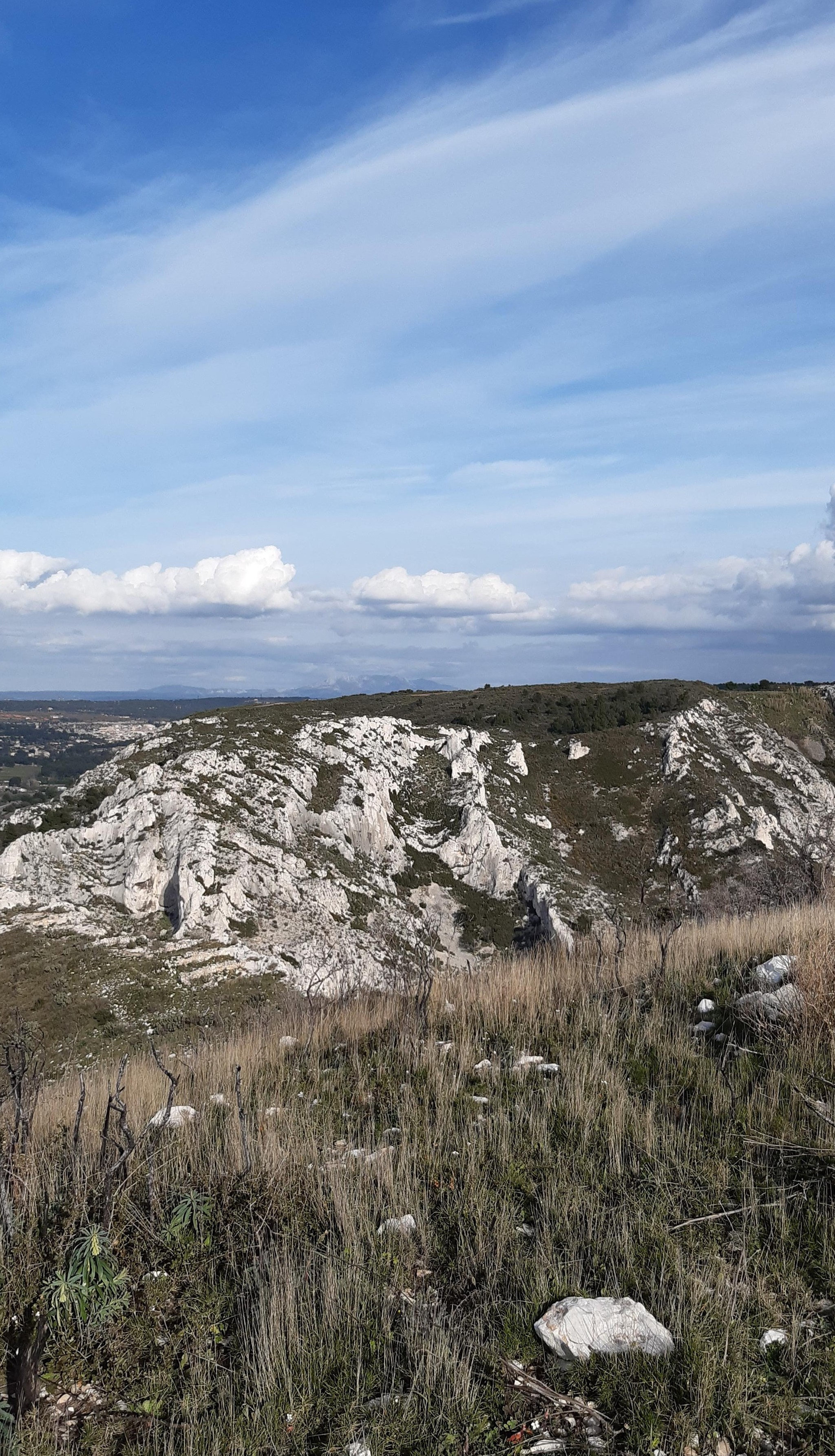
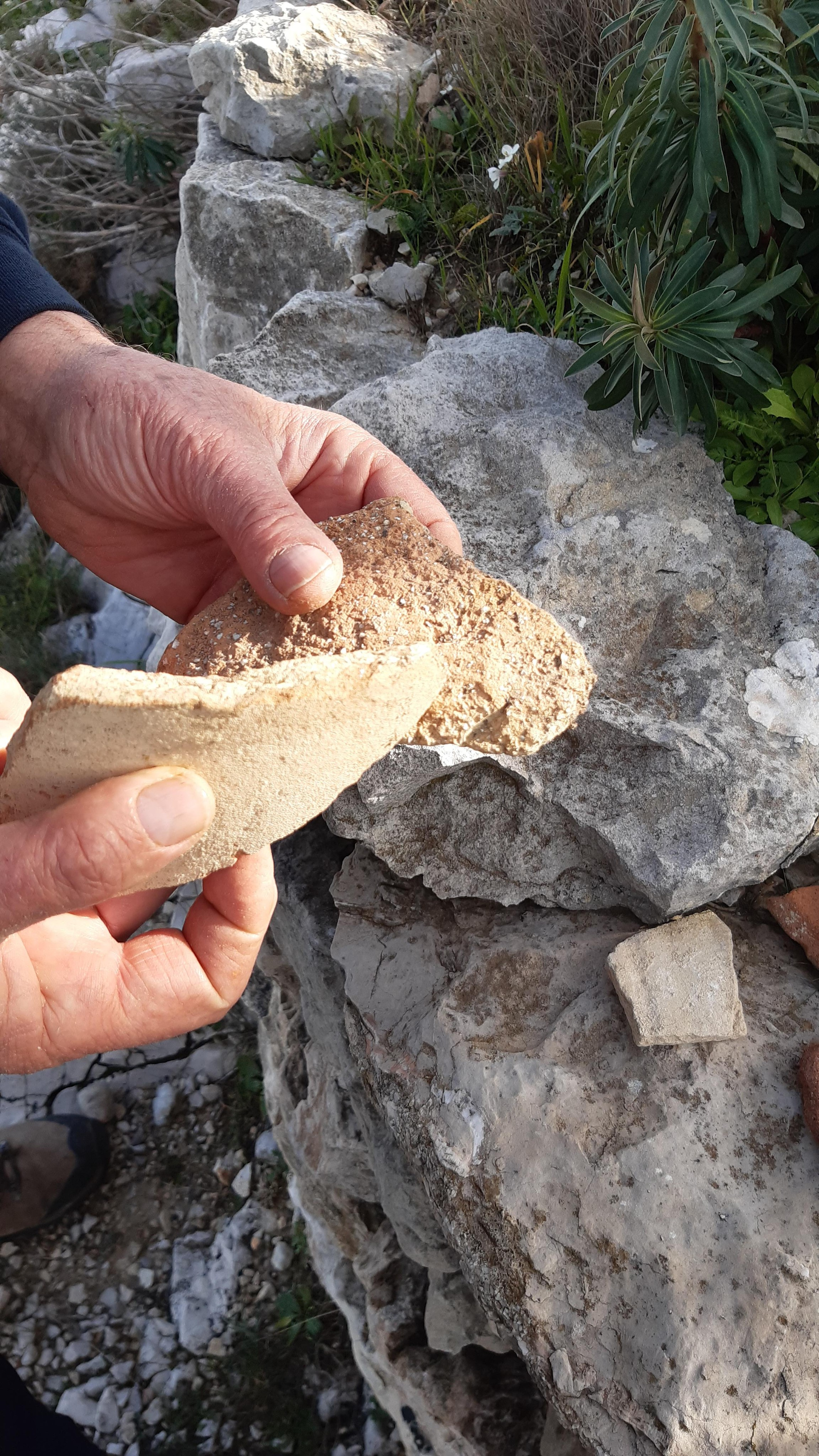
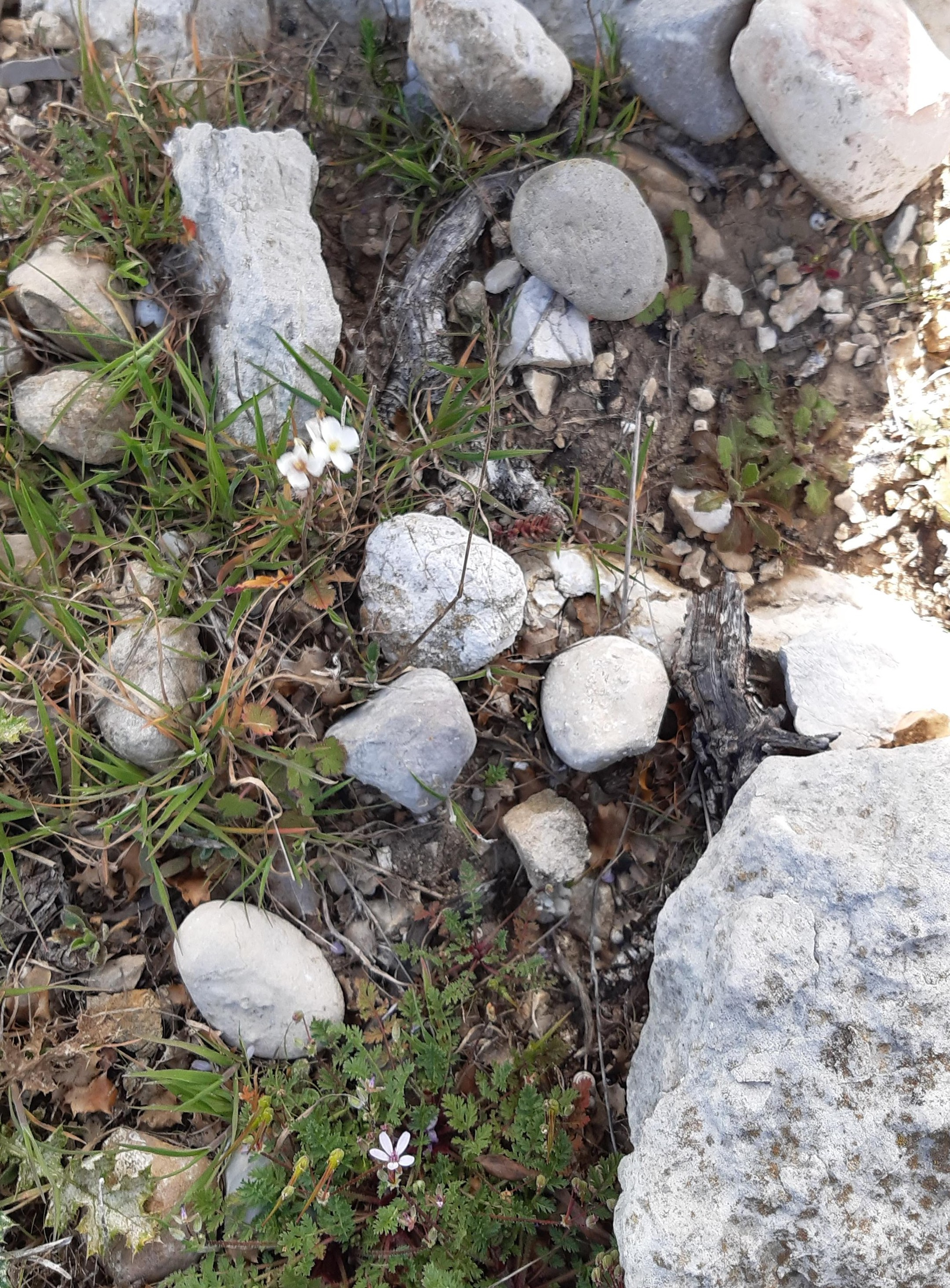
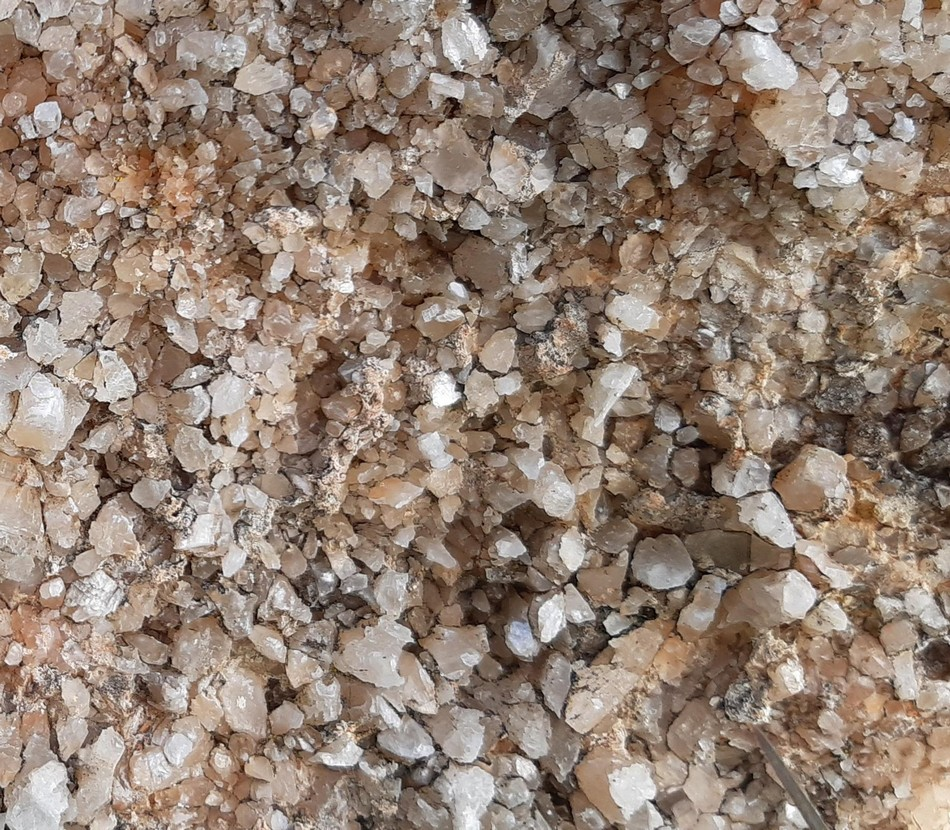
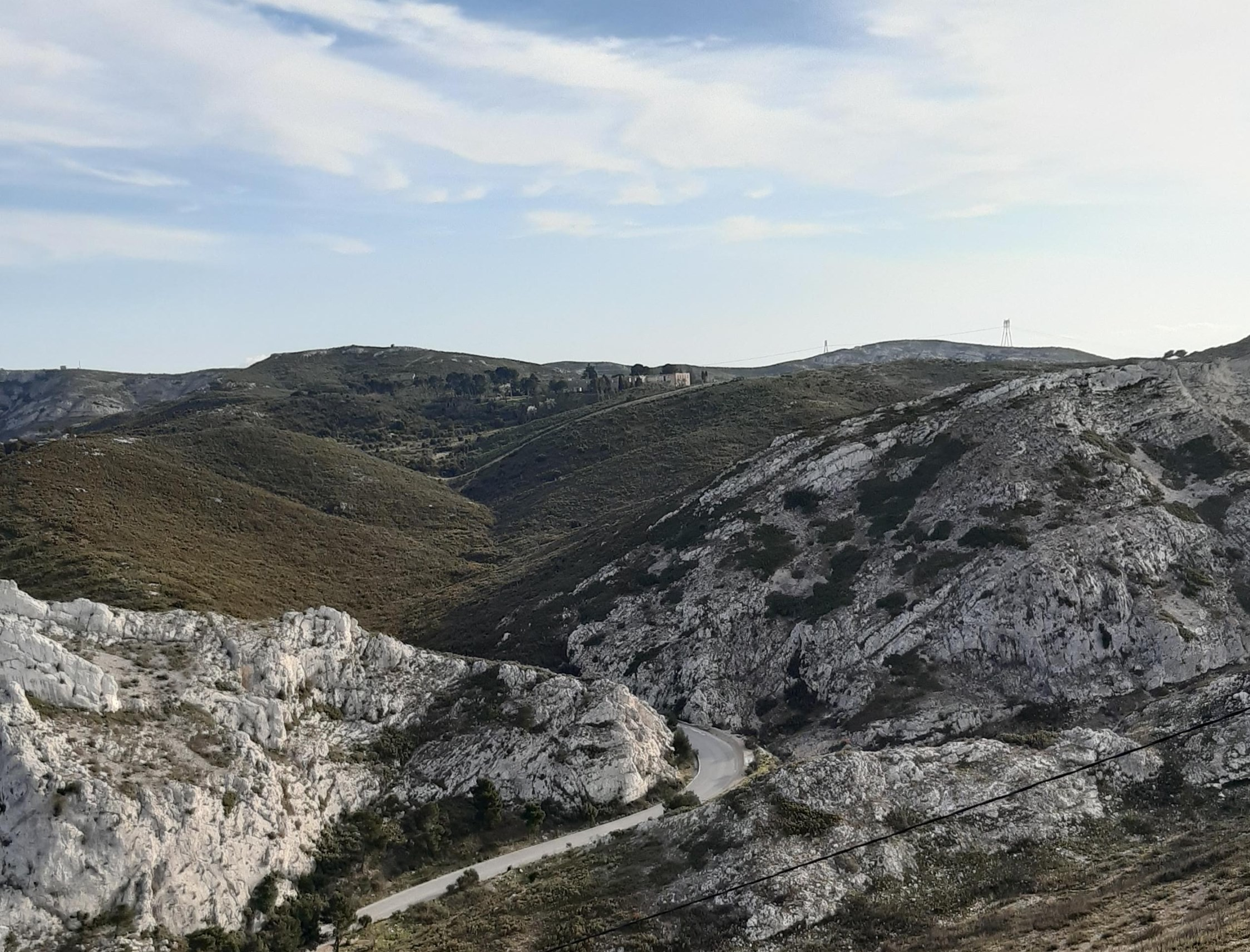
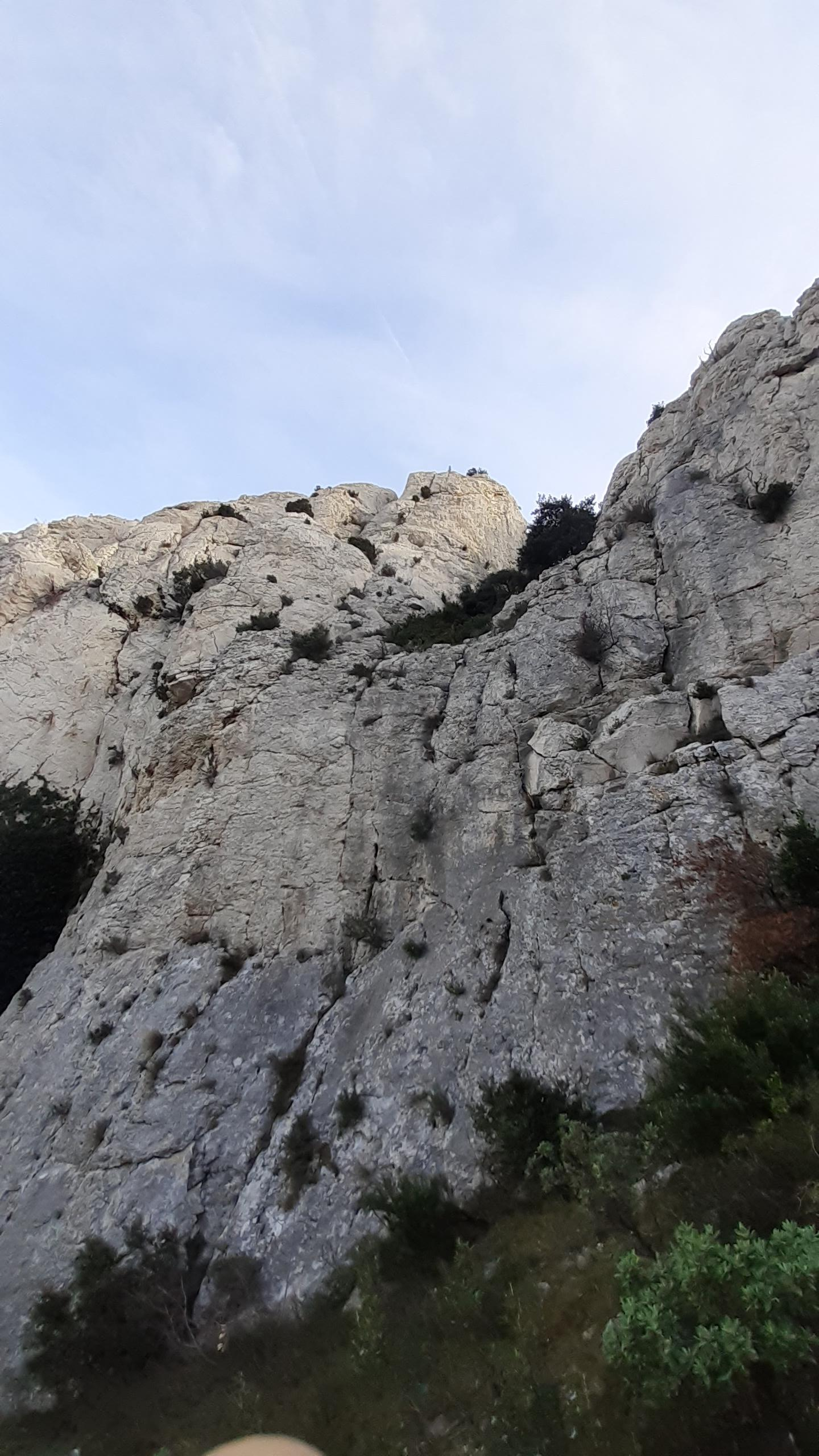

Les oppida ont été nombreux dans la région comme à Saint-Blaise à l'ouest aux nombreux oppida de la région aixoise et en particulier de l'Étoile (Mayans, Baou Roux, Mimet, Saint-Marcel etc.).

Aire géographique de la civilisation des oppida.
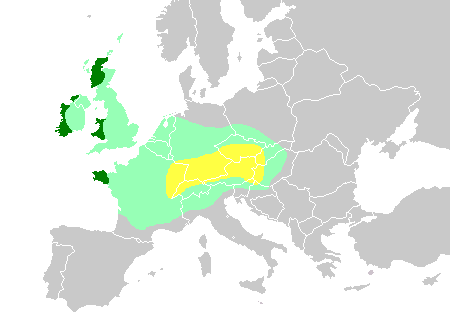
L'Europe des oppida celtes.

Daniel Raoul, dans un compte-rendu de sondage effectué en 1917 dans la grotte de Riaux 2, évoque la découverte de silex Aziliens 

De nombreuses fouilles ont été effectués aux Riaux. En 1901, E. Fournier dit avoir découvert du Magdalénien (dernière phase du Paléolithique supérieur européen, comprise entre environ 17 000 et 12 000 ans avant le présent) de l'Azilien et du Néolithique dans la chaîne de la Nerthe. Néolithique (du grec νέος, néos, nouveau, et λίθος, líthos, pierre) désigne littéralement l'âge de la pierre nouvelle. Ce terme subdivise l'âge de la pierre en Paléolithique, âge de la pierre ancienne et Néolithique : âge de la pierre nouvelle.

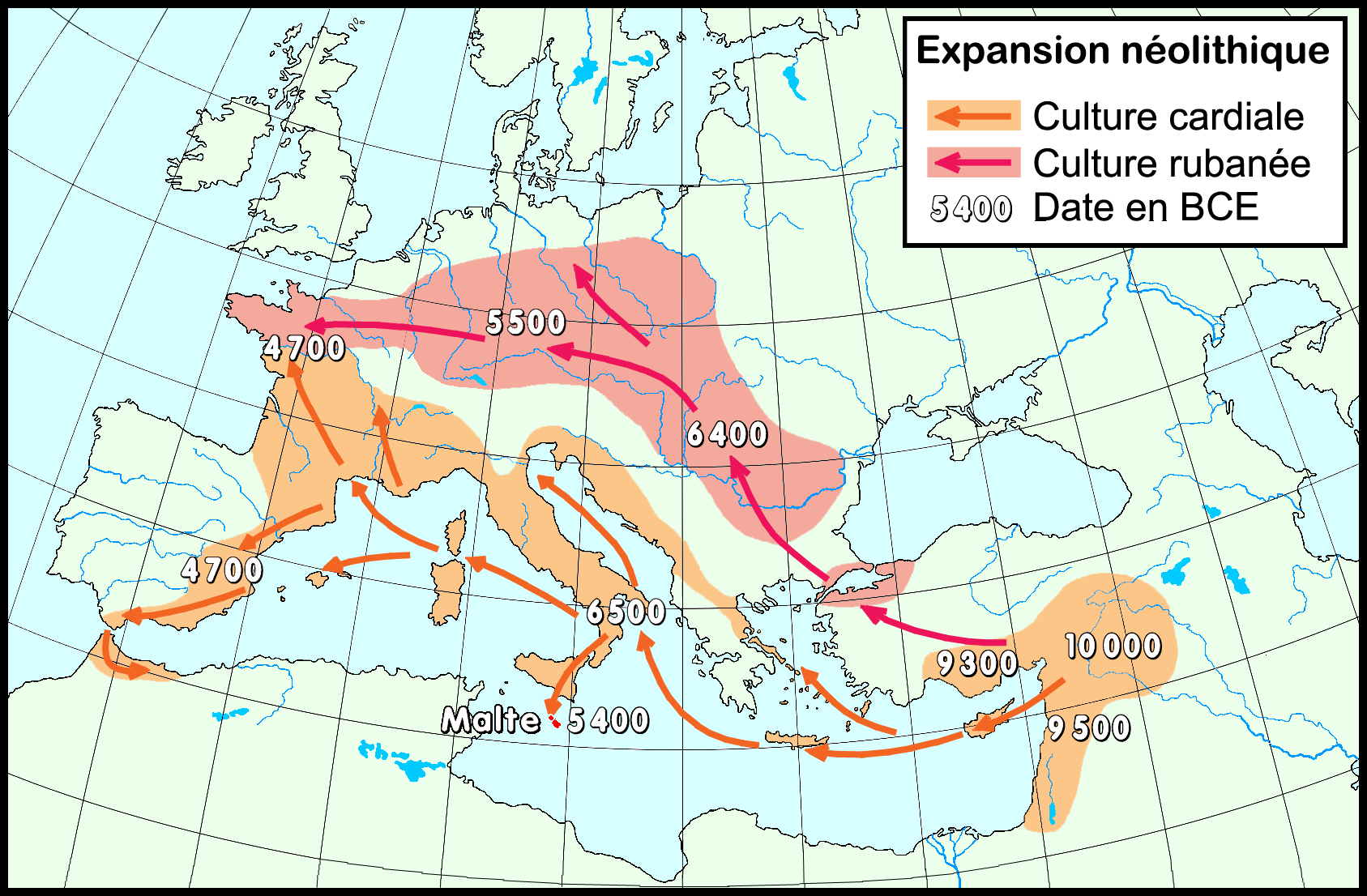
Expansion néolithique

Dans la même année, Repelin dit avoir trouvé des traces des industries magdaléniennes et aziliennes signalées par Fournier. Enfin, en 1932, H. de Gerin-Ricard déclare que dans la Basse-Provence, Menton excepté, il n'a pas encore été reconnu de trace de l'homme et de l'industrie Paléolithique et Mésolithique,  (du grec μέσος / mesos, « moyen » et λίθος / lithos, « pierre », littéralement « âge moyen de la pierre ») mais que dans cette région, la Préhistoire ne commencerait qu'au Néolithique moyen.
Toutefois, d'autres recherches ont montré qu'au Paléolithique, des populations ont vécu sur cet espace, en témoigne la présence d'un habitat sur les flancs des collines jouxtant les Riaux. On y consommait des fruits de mer, les produits de la chasse et la cueillette. Les grottes, nombreuses, les oppidums environnants sont dignes d’intérêt à L'Estaque, comme à Martigues, sur le site de la Cloche, ou encore de Verduron.
Les falaises et grottes étaient occupées durant la Préhistoire, autour du lit du Riaux (cours d'eau), des vestiges ont été retrouvés aux XIXe et XXe siècles ce sont des témoins d'activité humaine datant du Paléolithique (plus exactement du Magdalénien, soit entre 17 000 et 10 000 ans av. J.-C.), la période  chasse et cueillette. Max Escalon de Fonton, archéologues, ont découvert des silex taillés (lames, grattoirs), des ossements d'animaux (bouquetins, lynx, ours, loup), un collier en coquillages perforés et d'autres vestiges datant du Néolithique ont été retrouvées par les mêmes en 1940 une céramique décorée (datée de -6 000) ainsi que la sépulture d'un adolescent en position repliée.

### Les grottes des Riaux

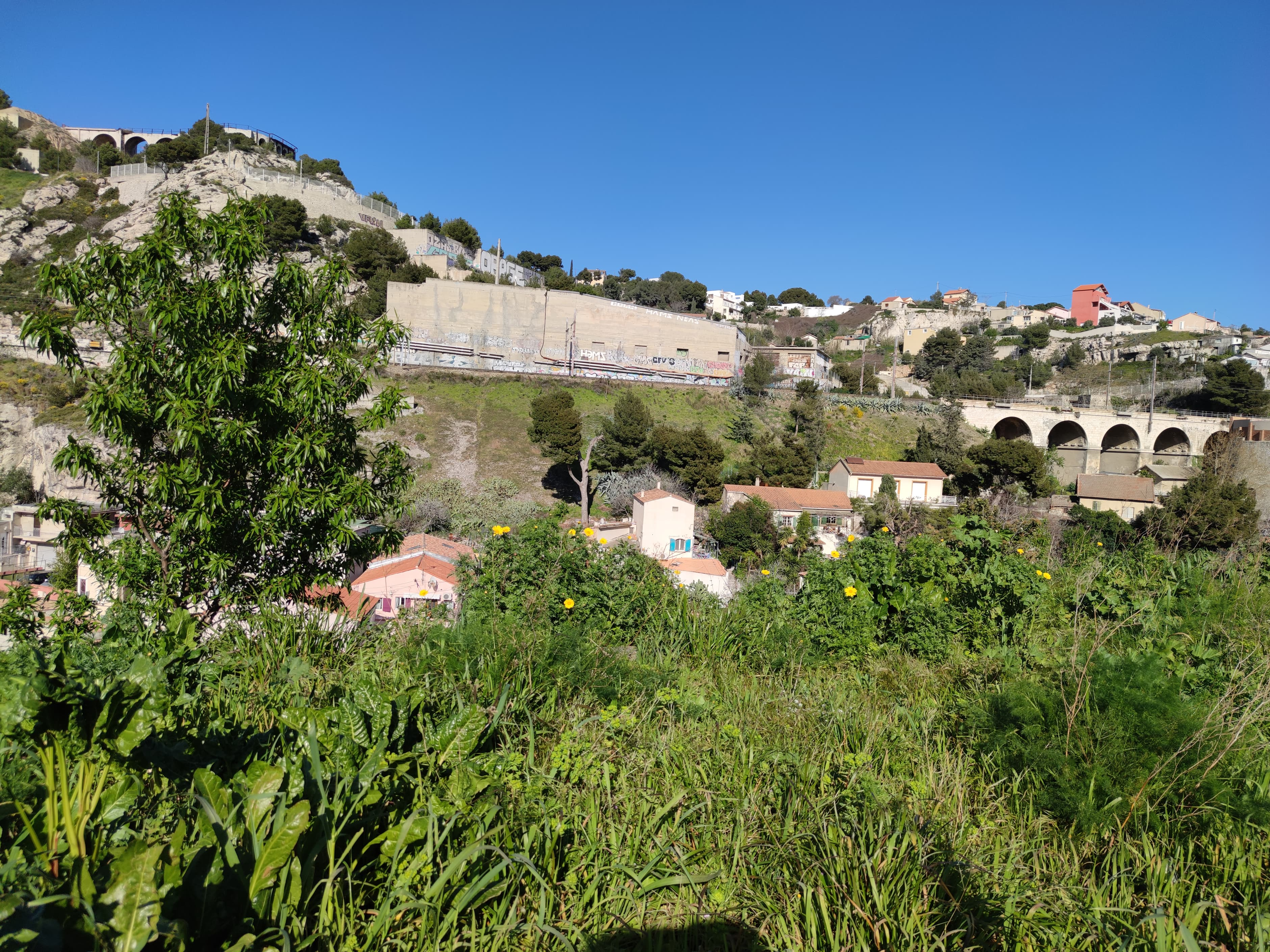

Deux grottes se trouveraient à la base du vallon de Riaux, considéré par les anciens comme un torrent qui dévalait la pente Sud de la Nerthe pour aller se jeter à la mer. Ces grottes seraient situées à l'intersection des coordonnées Lambert : X=840.5 et y= 122.9. Elles seraient séparées entre elles de seulement 4 mètres. Selon Max Escalon de Fonton, elles seraient situées à 15 mètres à l'Est de la voie ferrée qu'elles dominent de 12 mètres, sur la rive gauche du Vallon de Riaux et se trouveraient à 300 mètres au Sud-Est de l'entrée Sud du tunnel de la Nerthe, exposées à 60 mètres d'altitude, côté Sud Ouest. L'abri dit "du chemin de fer", se trouve sur la rive droite, en amont de ses grottes et à 250 mètres de l'entrée du tunnel, une grotte y aurait été saccagée au moment de la création de la voie ferrée,. L'une des grottes semble répertoriée sur Open street Map

#### Grottes Riaux 1 et Riaux 2
Au cours de travaux effectués sous le haut patronage de M. Sylvain Gagnière, directeur des antiquités préhistoriques de la XIIe circonscription, dans le secteur des Riaux, en 1948, une équipe de fouille composée de MM. Robert Bernardini, Georges Boulard, André Cazenave, Georges Lugagne-Delpon, Georges Repondu et Charles Reynaud accompagnés de Jean Blanc, Eugène Bonifay, Raymon Gaillard, Henry Gregoire, Jean Lellouch, Jacques Mondesir, Claude Reynaud, Guy Robert, Claude Tourenc et à plusieurs reprises, pendant l'étude du gisement par un docteur es Sciences, Géologue, assistant au Museum d'Histoire Naturelle de Marseille : Messieurs Robert M. et Charles P. et enfin, le Professeur de Paléontologie à la Sorbonne, Piveteau, et Marcel Paulus, conservateur du Parc Zoologique de Marseille, docteur en sciences ont établi de concert la liste des éléments de faune, de flore et autres instruments découverts.

##### Grotte Riaux 1
Dans son texte  Max Escalon Fonton, évoque sa trouvaille de la grotte Riaux 1 : "Lorsque nous sommes arrivés dans cette région, nous avons trouvé la grotte que nous avons appelée Riaux 1 complètement colmatée par du sable dolomitique et par des blocs effondrés provenant de la colline dans laquelle elle est creusée", les chercheurs ont été obligés de dégager l'entrée du côté sud-ouest. Ils se sont alors rendu compte que les Néolithiques de la couche 1 ont remanié les couches sous-jacentes en établissant une sépulture et un foyer. Le squelette est en position repliée, disposé de telle façon que le bassin touchait la paroi, tandis que les fémurs se trouvaient perpendiculaires à la paroi rocheuse. Le crâne était en très mauvais état, il avait roulé plus bas dans un creux ; à sa place, se trouvait un vase entier duquel on avait cassé le fond. Il avait été brisé par la pression des terres et la partie haute et le bord avaient disparu.  Selon Max Escalon Fonton (p. 34), les ossements, très fragiles, car il s'agit d'un sujet jeune (14 à 15 ans), ont été détruits soit par les animaux fouisseurs, soit par des agents chimiques du sol. Le bassin et les fémurs étaient en place et orientés Nord-Sud, tandis que le tronc et la tête se trouvaient sur une ligne Est-Ouest. Une meule et une molette se trouvaient à l'envers et dans cette même sépulture, se trouvaient des éléments d'un collier (cf. description plus bas). Le foyer, quant à lui, se trouvait à l'entrée ouest de la grotte, sous forme d'une fosse à foyer creusée dans les couches sous-jacentes. Cette fosse mesurait 70 cm de hauteur et 1 mètre de largeur, dans laquelle furent trouvés des fragments de vase et des centaines de coquilles de patelles. Selon Max Escalon Fonton (p 32), "la présence d'outils, d'objets de parure inachevés et de la meule, nous indique que cette grotte a servi d'habitat permanent avant d'avoir été convertie en grotte sépulcrale, il ne s'agit pas d'ossements déposés dans un ossuaire, mais d'un individu inhumé dans son propre foyer"
Par ailleurs, plusieurs objets de la couche II ont pu être remontés.  Ils ont pu faire l'inventaire du matériel remonté en couche 1 et 2 :
En couche 1, ils ont trouvé de la faune dont des lamellibranches : Mytilus Galloprovincialis Lamk, Cardium edule, des gastéropodes comme Mitra fusca Swainson, dont la grande taille laisse supposer une provenance exotique (Espagne, Afrique du Nord, côtes africaines de l'Atlantique - Maroc, Rio de Oro)-, Monodonta tubinala Born, Cerithium vulgatum Brug, Patella ferruginea Gmel (coerulea var. aspra Ph. culumbella rustica L), mais aussi des mammifères tels que loutre, surmulot, mulot, bœuf (petite race holocène), chèvre, sanglier. Il a été trouvé également des objets en silex comme des grattoir double sur lame retouchée, grattoir pointe sur lame retouchée, fragments de lames, perçoirs sur lame à tranchants abattus par des retouches abruptes, têtes de flèche à tranchant transversal, gros grattoir sur galet roulé, ainsi que des céramiques comme des fragments de neuf vases, dont trois étaient ornés de deux chevrons impressionnés, un de billes appliquées sur la pâte avant cuisson. Sur cette couche 1 il a été trouvé également 9 galets roulés dont plusieurs portaient des traces de percussion, une meule en grès rose de forme triangulaire et une molette en grès rose ainsi que des objets de parure comme un collier en cours de fabrication qui comportait 12 rondelles percées, en test de Cardium, un fragment de coquille de Trochus percée. 3 coquilles de Cardium entières qui ressemblent à un galet roulé, percées et 80 rondelles de Cardium non percées et 5 percées mais cassées.
En couche 2, remaniée par le Néolithique, ont été trouvés des grattoirs et fragments de grattoirs, perçoirs et sur la couche 2 en place, des débris d'os minéralisés mais non identifiables, des lames lithiques, des grattoirs. Les Néolithiques ont fait remonter à la surface des silex qui se trouvaient dans la couche 2, notamment un gros grattoir discoïde qui aurait été retouché à deux reprises, les Néolithiques auraient pu utiliser ce grattoir qu'ils auraient trouvé lors du creusement de la fosse du foyer. Dans la deuxième couche, huit silex taillés non néolithiques ont été retrouvés et présentaient un début de fossilisation, ils pourraient se rapporter à la fin du Pléistocène supérieur.
Conclusion de Max Escalon Fonton (p. 33), le gisement de la grotte de Riaux n°1 est intéressant pour deux raisons, tout d'abord, les foyers et la sépulture de la couche 1 se rapportent au Néolithique méditerranéen à céramique montserratine de type "cardial", une civilisation agricole qui se rencontre en Italie dans les plus basses couches néolithiques et en Espagne dans les niveaux sous-jacents aux vases campaniformes. Selon lui, le gisement de Riaux 1 pourrait donc se trouver sur le chemin de la première infiltration de l'Espagne vers l'Italie, ou encore (hypothèse, qu'il juge moins probable) sur une route d'un contre-courant venu d'Italie. Ce, dans la mesure où, dans la grotte "Arene Candide", la culture est brusquement interrompue par l'arrivée des Néolithiques moyens, puis supérieurs (lagozza). Max Escalon Fonton propose alors de comparer le gisement des Riaux avec un autre gisement néolithique "cardial", à savoir, celui de Châteauneuf-les-Martigues, situé au nord de Riaux, sur les bords de l’étang de Berre. Par ailleurs, selon lui, la seconde couche renferme une industrie lithique plus ancienne qui pourrait être rapportée à un Paléolithique supérieur et l'analyse de la seconde grotte des Riaux, pourrait s'avérer utile.

##### Grotte Riaux 2
Dans cette seconde grotte, située à 4 mètres seulement de la première, on a pu, là encore trouver des éléments différents en couche 1 et 2.
En couche 1, on a pu trouver des Cardium tuberculatum che. Spondylus goedéropus , Cardium edule L., des cardium edule, triton nodiferus, patella coeruléa, mais aussi des silex (perçoirs, éclats tranchant et lamellaire), quelques tessons sans ornement, des galets portant des traces de feu. Selon les premières personnes ayant effectué ces fouilles, cette grotte aurait pu servir d'atelier, deux pièces atypiques contiennent des céramiques réduites en tessons. Il s'agit de la même qualité de poterie que dans la première grotte.  
En couche 2, ont été trouvés des morceaux de bouquetin (Capra ibex), de lynx boréal (Lynx lynx), d'ours brun (Ursus arctos), de loup (Canis lupus) et de lapin (lepus cunicululs), tous les ossements (dents, mandibules, os divers) étaient fossilisés. C'est la première fois que le bouquetin est signalé en basse Provence, il n'a jamais jusqu'alors été rencontré dans les gisements néolithiques ou mésolithiques des environs de Marseille, alors qu'à l'Azilien, le bouquetin, tout comme le renne ont disparu, les gisements avec bouquetin sont ceux de la vallée du Gardon et datent tous du Pléistocène. De même que les silex non néolithiques et l'absence complète de poterie dans la couche 2 tendent à confirmer l'antériorité de cette industrie même si rien ne ressemble, dans cette grotte à ce qui a été trouvé dans l'Azilien de Saint-Marcel, 

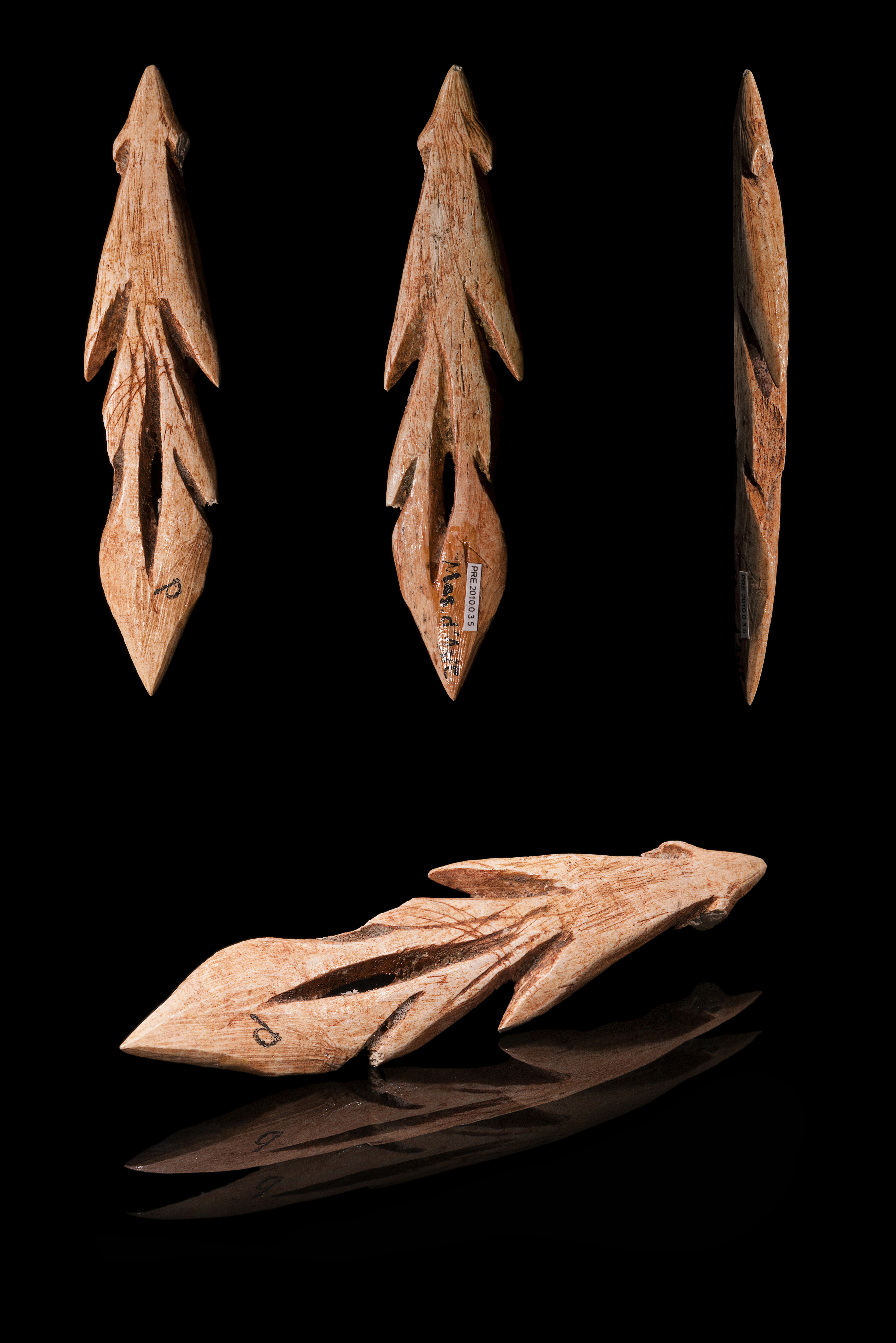
Harpon – Le Mas d’Azil – Muséum de Toulouse.
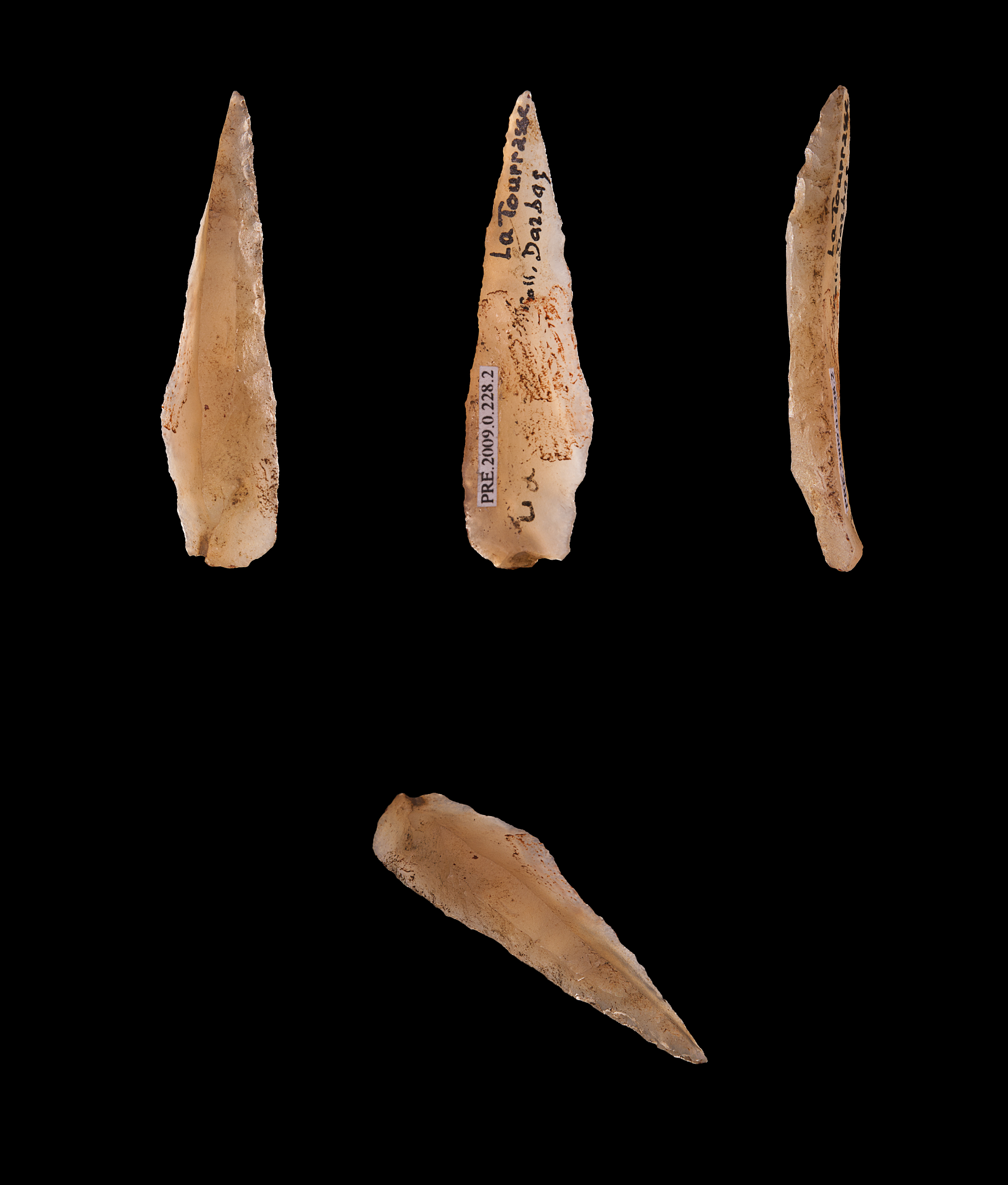
Pointe azilienne - grotte de la Tourasse – Muséum de Toulouse.

Ici les grattoirs sont gros et trapus alors qu'à Saint-Marcel, ils sont petits et ronds. Selon Max Excalon de Fonton, cette industrie ressemblerait plutôt à un Paléolithique supérieur même si on ne retrouve pas les pièces typiques de l'Aurignacien, ni du Solutréen. En revanche, au Magdalénien, on trouve toutes les pièces du gisement de Riaux 2, à savoir, les silex (comme au Magdalénien de Beauregard, d'Isturitz, de la Colombière, de la Jouanne, de Farincourt, de Cavaille.
Comme à la Jouanne, la grotte des Riaux 2 fait apparaître des pièces fines et légères, et des microlithes. Les lames étroites du gisement évoquent aussi le Périgordien où l'industrie de l'os est pauvre voire absente. Il se pourrait que les pièces typiques telles que les silex et os aient été arrachées par l'érosion et regroupées vers l'ouverture de la grotte. Finalement, le chercheur Max Escalon de Fonton, conclut que les éléments trouvés aux Riaux 2 pourraient bien appartenir au Paléolithique supérieur classique et se rapprocher aussi du Magdalénien finissant. "Ce qui est remarquable dans l'industrie isolée de la grotte de Riaux n°2, c'est qu'il semble bien qu'elle ne soit pas la seule qu'il faille placer à l'origine de l'Azilien de Saint-Marcel dont le faciès rabougri parait être assez éloigné de son style beaucoup plus pur". L'auteur propose de retenir des certitudes :
- l'industrie de la couche 2 exclusivement lithique d'aspect Paléolithique supérieur, n'est apparentée ni à l'Aurignacien, ni au Solutréen, ni à l'Azilien typique, ni à l'Azilien Provençal,
- toutes les formes se retrouvent au Magdalénien et au Périgordien supérieur,
- Le bouquetin est associé à une industrie lithique de style paléolithique supérieur nouvelle pour la région
- les ossements sont en début de fossilisation qui n'a jamais été remarquée sur les autres gisements de la Basse Provence tant néolithiques que Mésolithiques ou encore épipaléolithiques.

Max Escalon Fonton pose alors les déductions suivantes (p. 42), l'industrie lithique de la couche 2 est antérieure au Néolithique et n'est pas mésolithique, on peut déduire de la présence du bouquetin, qu'un climat plus rigoureux devait régner en Gascogne et à proximité des Pyrénées au moment où il vivait en Basse-Provence, cette période pourrait correspondre à la fin du Pléistocène. Enfin, la fossilisation des ossements confirme la parenté de l'industrie de la seconde couche de Riaux 2 avec un Paléolithique supérieur. Il fait donc les hypothèses suivantes :
Il est difficile de donner une place exacte au gisement dans la chronologie, il pourrait s'agir d'un Périgordien supérieur incomplet du fait de l'érosion, ou à un rameau du Magdalénien classique évoluant pour son compte dans une région privilégiée du point de vue du climat.

#### La grotte Crispine
C'est dans la grotte Crispine des collines du quartier Les Riaux que furent retrouvés « des galets perforés, un très grand foyer, des poteries mésolithiques en terre noire, des petits grattoirs et de nombreux coprolithes de canidés (excréments fossiles), plusieurs couches attestent de ses différentes fonctions entre le Magdalénien et la Néolithique (voir schéma p 13 source) ,,,,,
Les grottes à sépultures intentionnelles sont peu connues dans la région marseillaise. Celle que l’on nomme la grotte Crispine est difficilement accessible, car elle est actuellement sur un site en dépollution, cependant dans cette Nerthe si peu étudiée par les archéologues, Clastrier découvrit un gîte d’un grand intérêt dont les objets ont été légués à l'Institut historique de Provence, d'après Clastrier, cité par Carvin

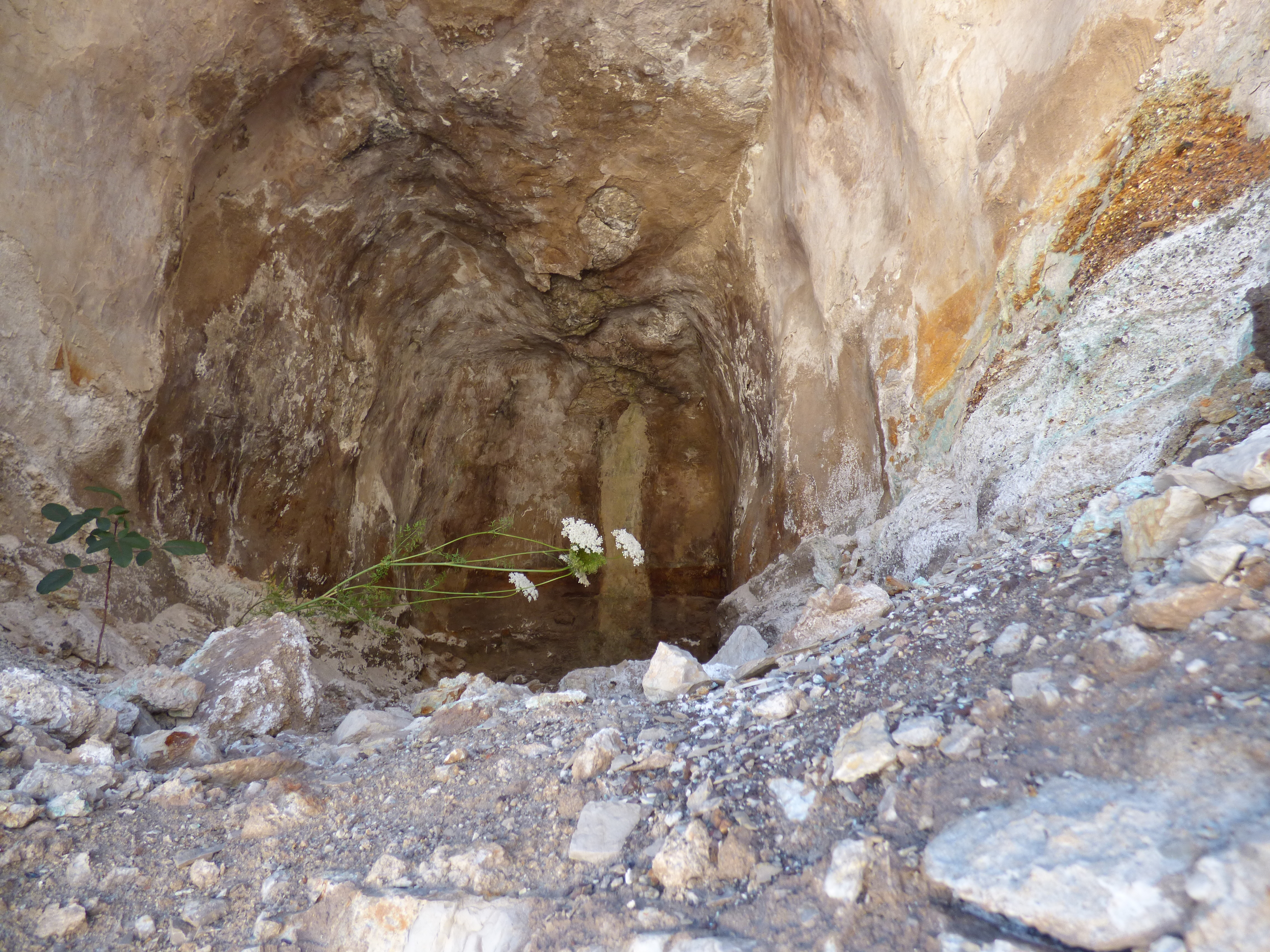
Entrée de la grotte Crispine ou Grotte des Riaux

Cette grotte est située aux environs de Marseille dans la chaîne de la Nerthe dans la propriété de la Société Produits Chimiques de Rio Tinto, son altitude moyenne est d’environ 150 m. Elle surplombe presque l’entrée du tunnel qui perce la montagne à cet endroit et qui relie Marseille au Rhône. Dans le pays, cette grotte s’appelle Crispine ou encore Crispin. Ce nom pourrait venir de Christ-Pinis, grotte du Christ dans les pins à cause du service qu’elle aurait rendu en 1793 sous la Terreur  (1793-94) des prêtres réfractaires ont célébré des messes clandestines dans les grottes de la chaine de l'Estaque. 2020 célèbre le bicentenaire de la fondation de l'Œuvre Allemand, (ojja) institution catholique marseillaise, son fondateur (JJ Allemand, y aurait été ordonné clandestinement pendant la Terreur).
L’entrée de cette grotte présente une forme ogivale. Affectée longtemps pour une bergerie, un mur percé d’une porte la ferme en partie, elle mesure 17,50 m de long et 10 m de large.
M. Clastrier y aurait rencontré une ancienne tranchée de fouille (d’origine inconnue) (peut être Marion ou Fourrier). Découverte de traces d’habitation moderne, quelques briques, gîte de pâtre, et au milieu une belle molette carrée et arrondie par le travail humain, quelques os, gros coquillages, corne de chèvres.
De retour, Clastrier aurait fait des démarches pour obtenir l’autorisation de passer à travers les usines de Rio Tinto pour poursuivre l’exploration, il y aurait alors découvert un fragment de poterie néolithique ou ligure, puis dans un boyau assez étroit il aurait découvert des premiers silex, mais aussi des débris d’os qui correspondraient à la faune locale, ainsi que des nourritures et restants de repas, des dents de moutons, des os brisés et brûlés, des coquilles marines, des patelles, des bois carbonisés charbons. Mais surtout des couteaux, des grattoirs des outils primitifs qui auraient servi à l’époque néolithique. Également des os d’êtres humains.
« La relique cherchée je l’ai trouvée sous mes doigts. O, combien délicatement je déterre une tête couchée sur le côté droit, le masque est régulier, le type normal, le maxillaire manque ; quatre fortes dents sont restées usées et arrondies sur les bords ; le sujet a vécu de nombreuses années. Mais quelle surprise ! Une fois la tête sortie, tout le dessous est brûlé, puis tout autour de cette tête, à moitié cuits mêlés à la terre noire, des os de grandes et moyennes vertèbres, brûlés et brisés mais aussi des vases sans pieds en miette, des amulettes, des objets ayant appartenu au mort et jetés là dans une cérémonie funéraire qui nous est inconnue ».
Clastrier évoquerait des dents ainsi qu’une vertèbre d’équidé et une partie de mâchoire de cervidé accompagnées d’un racloir en silex de forme et de facture qui impliquent le Paléolithique. Sur le moment, Monsieur Clastrier ne s'est sans doute pas rendu compte de l’importance de cette découverte puisqu’il ne la mentionne dans aucune de ses notes. Carvin précise que jusqu’à ce jour, dans le territoire de Marseille, aucun objet rapporté au Paléolithique, ne résiste à une critique sérieuse et objective. Les Silex découverts correspondent à la gamme connue dans la Nerthe néolithique dont :
- Bois : industrie du bois représentée par une moitié d’écuelle taillée dans un morceau de bois,
- Ornements : Rares patelles percées et de très beaux coquillages,
- Céramiques : La céramique de la grotte Crispine serait identique en général à celle que l’on retrouve dans les habitats préhistoriques des environs de Marseille comme à la Baume Sourne ou à la grotte Loubière. Certains paraissant appartenir à  l’aurore du Bronze,
- Les ossements humains découverts dans l’alcôve sépulcrale qui auraient pu appartenir au moins à deux individus, un adulte et un enfant.

Pour Carvin, nous nous trouvons en présence d’une sépulture secondaire du Néolithique dans la mesure où  les cadavres avaient été incinérés au préalable, c’est peut-être pour cette raison que la plus grande partie des ossements n’a pas été retrouvée.
En résumé, il s'agirait d'une sépulture simple puisque les cadavres ont été inhumés en pleine terre sans coffre ni lausse. Face à la mer dans un site presque tragique alors que les vagues battaient les roches du rivage proche, avec sa voûte grandiose, cette grotte mystérieuse présente le décor que choisissaient les hommes du Néolithique pour abriter le dernier sommeil de leurs morts. Elle appartiendrait à cet ensemble funèbre de la même époque à peu de chose près : grotte des Héritages, Baux des Morts (Ile de Jaire), grotte des Infernets (près d’Auriol) grotte Loubière, toutes grottes sépulcrales plus ou moins praticables. Malheureusement, de nos jours, cette grotte se trouve sur le site de dépollution des usines, elle a servi pendant longtemps de déchetterie.

## Histoire
Depuis l'Antiquité, le terroir composés de parties :
- l'ager est zone fertile qui peut produire du blé, de la vigne, des oliviers, ces pois chiches ….
- le saltus est zone plus sauvage composée de garrigue où étaient et sont encore menés les troupeaux des chèvres du Rove. On y  pratique la chasse, le ramassage de bois, fagots, charbon de bois, mais aussi de limaçons, et la cueillette d’ herbes sauvages et aromatiques, comme la roquette, les asperges, et autres herbes et fleurs comestibles[37]

### Premiers habitats construits et famille Puget
Les premiers habitats du quartier furent dans un premier temps constitués de cabanons et de villas, les ancêtres de Pierre Puget étaient issus du vallon de Riaux, l'histoire de cet héritage, permet de comprendre l'évolution du quartier à partir du XVIe siècle (chapitre culture), et puis les propriétaires des usines ont fait construire des cités et des courées pour loger leurs ouvriers. Les industries à l’origine de l’émergence du quartiers n'ont pas particulièrement organisé la construction de logements dans les interstices des cités ouvrières. Aujourd'hui le quartier est constitué de cités, de maisons familiales et de petits immeubles tandis que les pavillons et maisons de villes y sont quasiment absents. Alors qu'en 1819, l'Estaque est un hameau de pêcheurs le développement des Riaux commence véritablement autour de 1840 avec la construction de la voie ferrée qui relie Marseille à Paris et passe au-dessus des Riaux, mais également par l'arrivée des eaux du canal de Marseille et la construction du tunnel du Rove. Ce secteur géographique permet l'exploitation de grandes carrières d'argile pour les tuileries de l'Estaque et de Saint-Henri et des carrières de calcaire pour la fabrication des chaux et du ciment. Ainsi, à partir de la seconde partie du XIXe siècle le quartier des Riaux est le théâtre de l'implantation de nombreuses usines chimiques, de cimenteries, d’équarrissage, de fabrication de plomb, etc. Ceci explique que ce secteur a accueilli une population ouvrière migrante du pourtour Méditerranéen. En 1819, le quartier recouvrait la partie nord du quartier de la Falaise et le sud des Piches. En 1819, les terres n'étaient pratiquement partagées qu'entre deux ou trois familles, dont la famille de Pierre Puget, il n'existait pratiquement pas d'autres maisons.
La famille Puget habitait, à cette époque, un modeste logis à flanc de coteau et possédait également de nombreuses propriétés entre l'Estaque et la Nerthe. À la fin du XVe siècle, Pierre Puget, quadri-aïeul du sculpteur, ayant exploité les terres de son épouse (Peyrone Maurel, veuve Villasse) et ses descendants, dans le bassin de Séon, Laurent, né en 1510 s'est établi dans "les lieux-dits Riaux et la Nerthe". Paul, son fils aîné, dit Paulet (1540-1592) époux de Jéromine Lieutaud est le grand père de l'artiste et l’ancêtre de tous les Pugets. Du grand tènement de terres, vignes, pâturages et arbres fruitiers affermé par son père à François Sommati, sieur du castellar et de la tour de Séon en 1554, Paulet avait hérité d'un vaste domaine s'étendant de Corbière à l'ouest jusqu'au valat (fossé) de Riaux à l'est et à la Nerthe au nord. Cette étendue de colline qui incluait notamment une baume (grotte) qu'il aurait habitée avec sa femme et leurs cinq enfants.
Lorsque sept ans après la mort de Paulet, en 1599, ses quatre fils se partagèrent ses biens, chacun fut responsable d'un domaine :
- Jacques l'ainé, put disposer d'un grand afar (domaine) de terre, bosques et arbres dans la partie médiane, sur le lieu-dit Vauclaire, à savoir, la partie qui va de la mer au sud de "baus trauca" au nord.
- Gaspard, le cadet reçut deux pièces en bordure du valat de Riaux et des terres à la Nerthe, l'emplacement de la petite bastide (illustré par les peintres du XIXe siècle correspond à l'une de ces portions. La construction existait dès le XVIIe siècle, son fils André y dicta ses dernières volontés en 1664, cette propriété passa ensuite aux hommes de la famille d’aîné en aîné. Deux autres descendants, dont Panisson, puis Joseph Henri dit Balicot (basilic) (1771-1857). En 1945, François Simon a peint ce domaine, cette même année, Balicot répartit ses biens entre ses quatre fils. Cette terre désignée comme fossé de Riaux, est alors plantée richement de vignes et autres arbres fruitiers. Elle revint, pour la plus grosse part, 1.3 ha au sud, à Louis Pierre principalement, et la portion située plus au nord revenait à François. Le bastion se trouva partagé également par les frères, le premier eut la partie ouest (cellier au rez-de chaussée et une chambre au premier étage, plus une bousquetière : resserre pour le bois) et une écurie à l'est de la maison que l'on voit figurer sur les tableaux des peintres, son frère, quant à lui, reçut alors la partie qui inclut une cuisine de plain-pied, trois chambres au premier, un four adossé au nord de la maison (four à argile sans doute, puisqu'il est fait état dans un document datant de 1835, de sa qualité de tuilier. Le 26 novembre 1869, il revendit sa part à son petit-cousin Louis Marie, petit-fils de Pierre, dit La Passe ou encore la Pasque, du nom de l'une de ses terres la Peyre et la Pasque), il est propriétaires d'une quarantaine d'hectares à l'ouest, vers Corbières[39].
- Jean, le benjamin, reçut la partie la plus à l'ouest, vers les collines de Corbières depuis la baume Cresteigne (grotte Crispine) qui se situe au-dessus du tunnel du Rove et qui descend jusqu’à la mer, ainsi que deux parcelles à l'est du valat de Riaux.
- Simon Puget, futur père du sculpteur, il obtint trois pièces de terre cultes et incultes couvrant 40 carterées (soit environ 8 hectares) et dont les noms sont :
  - L'Aire vieille : verger riche en arbres fruitiers, limitée à l'est par le valat de Riaux et comprise entre les parcelles de Gaspard. Simon s'était établi comme maître maçon en ville, dans le quartier du Panier mais il conserva toujours ses biens aux Riaux. Il y fit établir une bastide entre 1600 et 1620 sur cette propriété. Elle est assez étendue (14 carterées, soit près de 3 hectares) et était alors riche en eaux : Georges Reynaud, évoque[39] un "puits et le torrent de Riaux" qui permettaient la présence des nombreux arbres fruitiers, amandiers, figuiers, oliviers.
  - La croix nommée aussi la baume de la Sauvy (grotte de la sauge), comportant une grotte, probablement celle qui avait été habitée par ses parents, mais aussi une croix de bornage.
  - Le Vallon de Vauclaire, en bordure de mer, mitoyen de la part du même nom reçue par son frère Jacques.

Après la mort par accident (chute d’échafaudage) de Simon Puget, le 10 octobre 1622, sa veuve, Marguerite Cauvin ainsi que ses trois fils : Jean, Pierre et Gaspard, ont continué à exploiter la maison et les champs alentour. Reynaud suggère d'ailleurs qu'ils y ont trouvé refuge en 1630 lors de l'épidémie de peste qui fit 8 000 victimes et "chassa hors des murs de la ville cinq marseillais sur six". En 1638 et 1642, Marguerite passa des actes de reconnaissance de cette terre auprès de Pierre de Sommati, fils et ayant-droit de François. Toutefois, le 11 mai 1644, Pierre Puget, le benjamin de la famille étant rentré d'un voyage de formation en Italie, le partage eut lieu entre les trois frères et le bastidon ainsi que l'Aire vieille revint à l'aîné : Jean, tailleur de pierre, lequel, en 1659, céda son lot pour la somme de 1 800 livres à son cousin André Puget (fils de Gaspard). Cette propriété passa ensuite à Claude, le fils cadet d'André, puis à Joseph, son petit-fils, qui testa à Marignane en 1755. Le fils aîné de celui-ci, Guillaume, mort en 1789 (octogénaire), en hérita et la transmit à son fils unique : François dit le Bauba (bourru) 1er juin 1815 au profit de Jean-François Tesse  (contrôleur de brigade des douanes retraité, originaire d'Aujargues dans le Gard avait pris déjà le bail de cette propriété depuis plusieurs années, son nom est évoqué dans le chapitre sur la cour Arnaud) (1735-1821). La propriété est alors réduite à 1.8 ha de superficie mais porte toujours ses arbres fruitiers, ses vignes, ses pins et autres arbres fruitiers surplombant le vallon de Riaux. Le puits figurait parmi ses attributs et desservait les terres avoisinantes. Le bastidon se composait de six pièces au rez-de-chaussée, dont une cuisine et un cellier et de quatre chambres au premier. Il y avait également deux fours à pain, un cabanon et une remise. Cette description est fournie par Ferdinand Servian, dans Pierre Puget intime : Le cabanon situé sur un monticule argileux et hérissé de bauques : " "la façade principale est de couleur chair...percée de deux fenêtres, pareilles à deux yeux chassieux, et d'une porte rectangulaire à laquelle on accède par quelques marches frustes.....à droite, en retrait, se trouve une bâtisse où rampe une vigne vivace. Un pan de mur est troué à sa base d'une grande baie ombreuse. C'est l'entrée souterraine de l'écurie.... En face, s'étend la mer à l'infini". La maison et son terrain entrèrent en 1880 avec une grande terre contiguë à l'est dite La falaise, dans les biens de Charles-Édouard-Helion de Villeneuse, marquis de Trans et de Flayose (Flayose, 1827-l'Estaque, 1827), célèbre pour sa culture, son goût des livres et ses opinions républicaines, il fut surnommé le marquis rouge. Ce serait grâce à la vente d'une partie de sa bibliothèque qu'il put acquérir ses terres de Riaux et de la Falaise, avec sa bastide Fallet, surplombant la mer, mitoyenne du château Fallet et convertie au début du siècle en auberge.
L'ensemble de la propriété de Charles Edouard Helion de Villeneuve revint ensuite à sa nièce, la comtesse de Grasset, née de Forbin La Barben, et échut à ses filles : la comtesse de Certaines et de Fleurieu. Douze ans plus tôt, au moment de la construction de la ligne ferroviaire de l'Estaque à Miramas, la bâtisse cédée ensuite à Raimondo Mirabella, surnommée la maison rouge avait servi de restaurant pour les ouvriers du chantier. Elle fut profondément remaniée en 1923, mais son aspect fut conservé et se retrouve figuré sur une photographie du peintre expressionniste allemand August Macke (1887-1914) alors qu'il cherchait à retrouver les lieux peints par Georges Braque au début du siècle. C'est grâce à cette photographie que l'on peut repérer que le bastidon de Simon, a été peint par Cézanne à trois reprises par son côté nord (La Baie de l'Estaque du musée de Zurich, La Baie de l'Estaque vue de l'est de Rochester, La mer à l'Estaque de la fondation Rau). Le peintre avait aussi peint la véritable maison ancestrale de la famille Puget.
En 1820, sur le plan cadastral des Riaux (quatrième feuille de la section 6, dite Séon) n'indique alors qu'une quinzaine de bâtisses sur une dizaine de kilomètres carrés. La trace de la famille Puget persiste encore au siècle suivant et il fallait user de sobriquets pour distinguer les différentes propriétés : Panisson, Balicot, la passe, lau Buaba, Niéron, Quèque, le Dévot. Le jas de Puget se serait trouvé enseveli sous les usines, mais les bastidons de Simon et de Gaspard semblent avoir été privilégiés et immortalisés par Cézanne et d'autres peintres.

## Patrimoine industriel des Riaux
En 1882, la compagnie d'exploitation minière de Rio Tinto installe une usine dans ce quartier situé au bord de la mer et bien desservi par la voie ferrée P.L.M. Le lot tenu par l'entreprise se situe sur la colline que Louis Marie Puget tenait de la Passe et qu'il avait cédé en 1869 à l'avoué Stanislas Drogul, lequel y avait édifié un chalet face à toute la rade de Marseille. Ainsi, la terre et la maison en copropriété sont devenus propriété de la société minière. Le bastion Gaspard fut loué à des employés de l'usine. Depuis, ces terrains ont fait l'objet de nombreuses exploitations minières ; une partie pour Kuhlmann, puis de PCUK, d'Elf Atochem et enfin d'Atofina, une autre partie a appartenu à la Compagnie minière et métallurgique Peñarroya puis à Metaleurop. Atofina plus récemment a fermé ses activités en 1989 et Metaleurop en 2001, laissant sur place un site largement pollué par des métaux lourds (arsenic, plomb, zinc et cuivre

Dans l'essor industriel, en 1910, le viaduc ferroviaire de la ligne côtière de l'Estaque à Miramas, via Port-de-bouc est érigé au cœur des Riaux. Dans le même temps, de nouvelles maisons se construisent sur les abords du valat de Riaux, nommé aujourd'hui le Vallon de Riaux. On y voit encore le bastidon de Gaspard à mi-pente de son coteau.

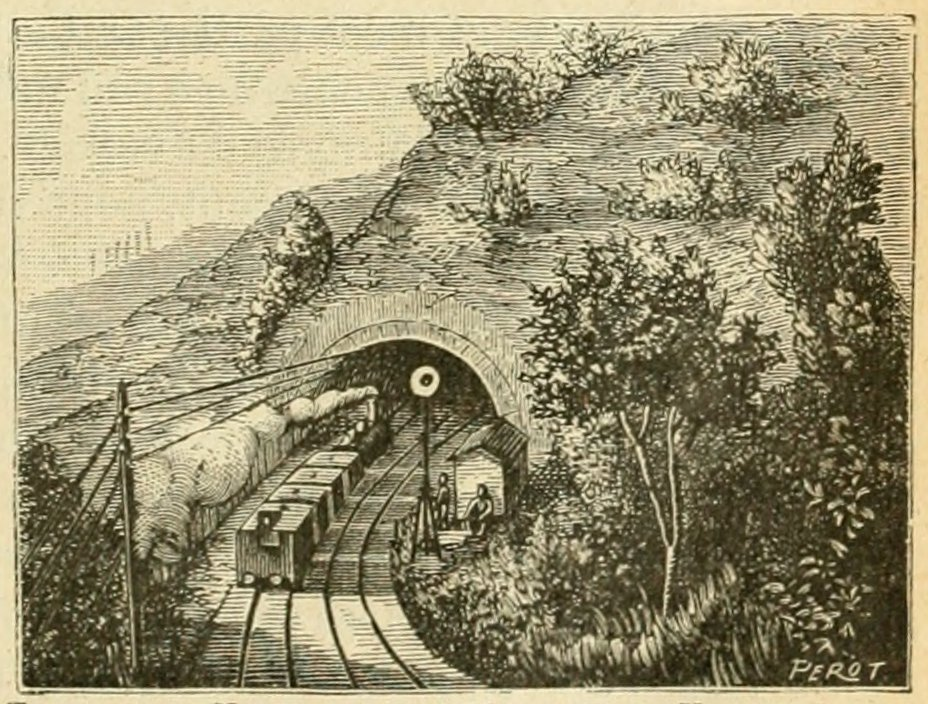
G. Bruno - Le Tour de la France par deux enfants p181b (tunnel du chemin de fer)

Pourtant, ce n'est qu'au XIXe siècle que de nouvelles constructions liées au chemin de fer se créent. Selon l'inventaire général du patrimoine culturel de la région PACA, le chemin de la Nerthe passait alors par ce qui depuis est devenu la montée Pichou.
Ainsi, la première usine à s'établir sur le site est venue s'installer vers 1870. Avec les nouvelles usines, l'habitat ouvrier se développe peu à peu.

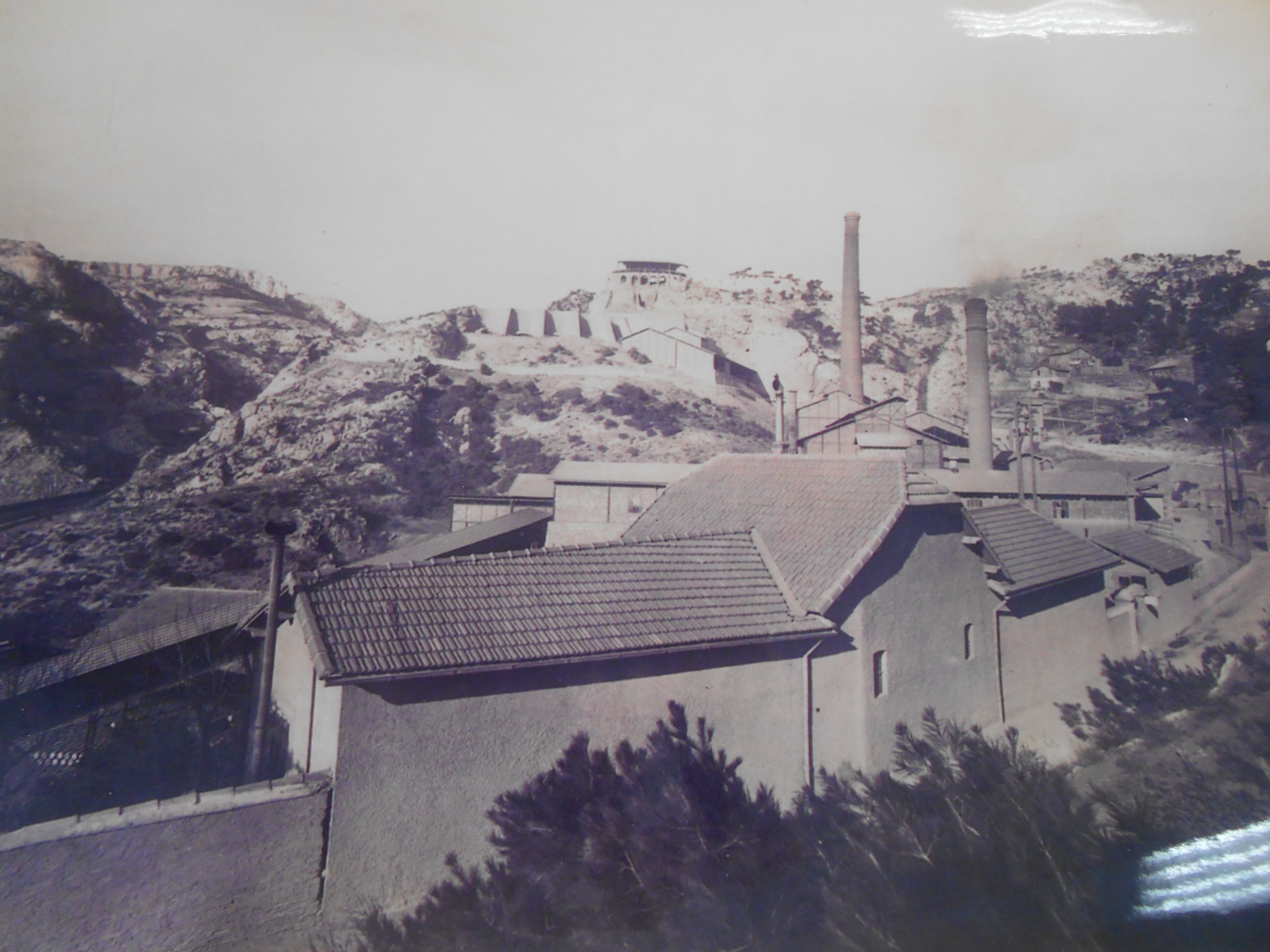
Usine La Coloniale

L'essor industriel du quartier a débuté par l'achat de terrains en 1882 par la Compagnie  Rio Tinto  qui bâtit une usine éponyme sur les terrains qui jouxtent le Riaux. De nouvelles cités ouvrières attenantes ont vu le jour.
Le port de la Lave est créé à la fin du 19e siècle. Le quartier se métamorphose par l'essor industriel notamment avec la construction, en 1913 de l'usine de la Société coloniale des chaux et ciments Portland suivie ensuite par celles de plusieurs autres usines ;
Le 6 juillet 1914, la société minière et métallurgique de Peñarroya acheta à la famille Gouirand, pour son installation, une propriété encore plus vaste (72 ha) que celle de Rio Tinto. Ce terrain qui s'étend jusqu'au canal du Rove, alors en cours de construction. Peñarroya, reçut par la suite les biens fonciers de l'Ex-Rio Tinto devenue en 1890, la Société Anonyme des Produits chimiques de Marseille-L'Estaque. Peñarroya reconduisit le bail de la maison jusqu'en 1977, date à laquelle la société revendit une partie de ses terres et bâtisses à sept copropriétaires. Sur le bastidon, le four et l'écurie étaient en ruines et la maison avait déjà été agrandie par l'ajout d'une pièce servant de cuisine dans l'ancien angle rentrant du sud-est.
De nombreuses usines ont fructifié sur ces flancs de colline : Ciments Peñarroya, Kuhlmann, (ex Atochem), Lafarge, Saria, EGTH, Rio Tinto, Rousselot. À ce moment, de nombreux métiers participent au développement des usines, qu'ils soient  tailleurs de pierres, charretiers, charbonniers ou même marchands de vins. Tous contribuent à l'essor du quartier qui se développe à la fin du XIXe siècle autour des habitations destinées aux ouvriers.
Quartier ouvrier, le secteur des Riaux fut largement influencé par des mouvements socialistes, en témoigne la grève de mai 1936 en solidarité avec les mouvements socialistes de la guerre d’Espagne. La grève des ouvriers des carrières de la Nerthe est suivie d'une grève générale occupant les usines de Chagneaud, Rousselot, Coloniale, Peñarroya, Tulieries et Khulmann.
Très tôt les usines sont exploitées par des travailleurs immigrés qui s'installent dans le quartier, formant alors des communautés italienne, corse et algérienne particulièrement chaoui et kabyle. Ainsi, selon les critères du recensement de 1982, sur 1 200 habitants, 620 sont des étrangers dont 520 des Algériens.
Toutefois, les usines ont commencé à fermer et à être rasées au tout début du XXIe siècle, laissant de vastes friches industrielles qui font l'objet d'opération de dépollution et décontamination des sols ; notamment celles de Métal-Europe où de l'arsenic était déversé directement dans la colline.

### Dépollution et décontamination
En 2019, la dépollution des terrains de 150 hectares situés à flanc de colline avec une vue imprenable sur la rade de Marseille n'est pas terminée. Déjà en 2007, les Échos éditaient un article estimant que la dépollution traînait en longueur. En effet, ce travail est considéré par les services de l’État comme étant le chantier de dépollution le plus complexe de France et le plus important, l'élimination des résidus toxiques des anciens sites industriels. La fin des travaux était prévue pour 2007, toutefois, les deux entreprises concernées : Recylex et la filiale de Total : Rétia ont réclamé un nouvel arrêté préfectoral pour reporter à 2010 et 2011. La Drire (Direction régionale de l'industrie et de la recherche), quant à elle, pensait qu'il fallait attendre 2015 pour pouvoir réutiliser ces terrains. Les premiers projets de réhabilitation datent de 1995. Cent trente-six ans après l'installation de la Compagnie d'exploitation des minerais Rio Tinto, les pelleteuses y travaillent toujours. Dès 2007, les responsables de la réhabilitation évoquaient des "difficultés techniques" pour expliquer leur retard, la quantité évaluée de terres polluées est revue à la hausse : 30 % soit 770.000 m3. Ils évoquent aussi des problèmes financiers et, alors que Métaleurop fait l'objet d'un plan de continuation depuis 2005 à la suite d'un redressement judiciaire qui l'aurait empêché de tenir ses engagements. Depuis, Recylex, (qui estimait alors le coût de ses travaux à plus de 18 millions)  a démarré ses travaux en 2007 mais soulevait déjà un contentieux juridique avec Rétia sur le stockage de leurs déchets. Ces terrains devaient clairement être valorisés du fait de leur orientation vers la rade de Marseille, toutefois, les différents plans d'exposition au bruit de l'aéroport Marseille-Provence situé de l'autre côté de la colline posent à nouveau problème.

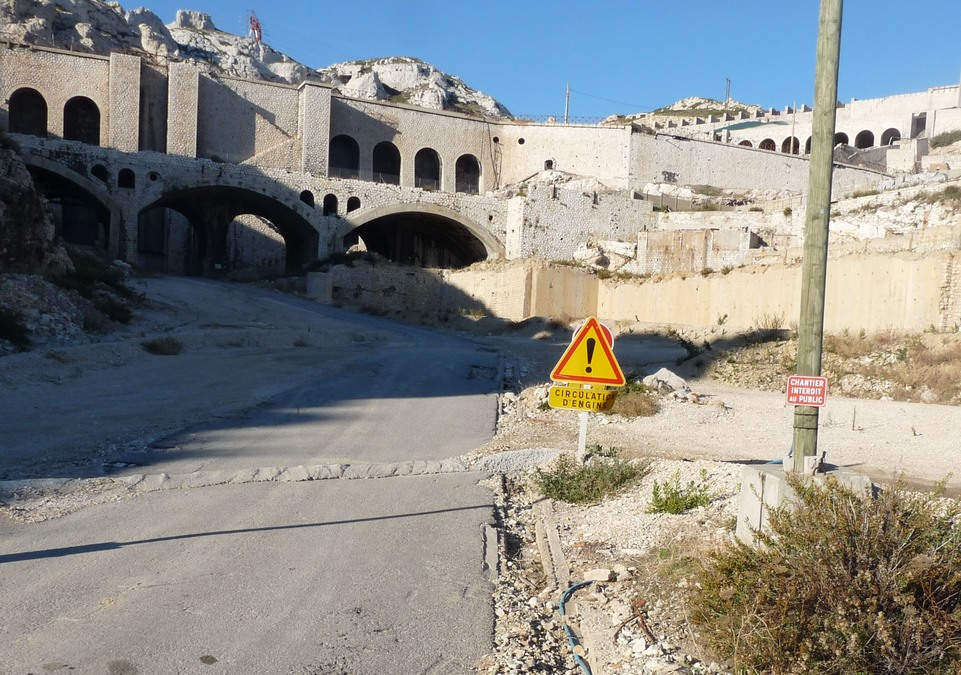
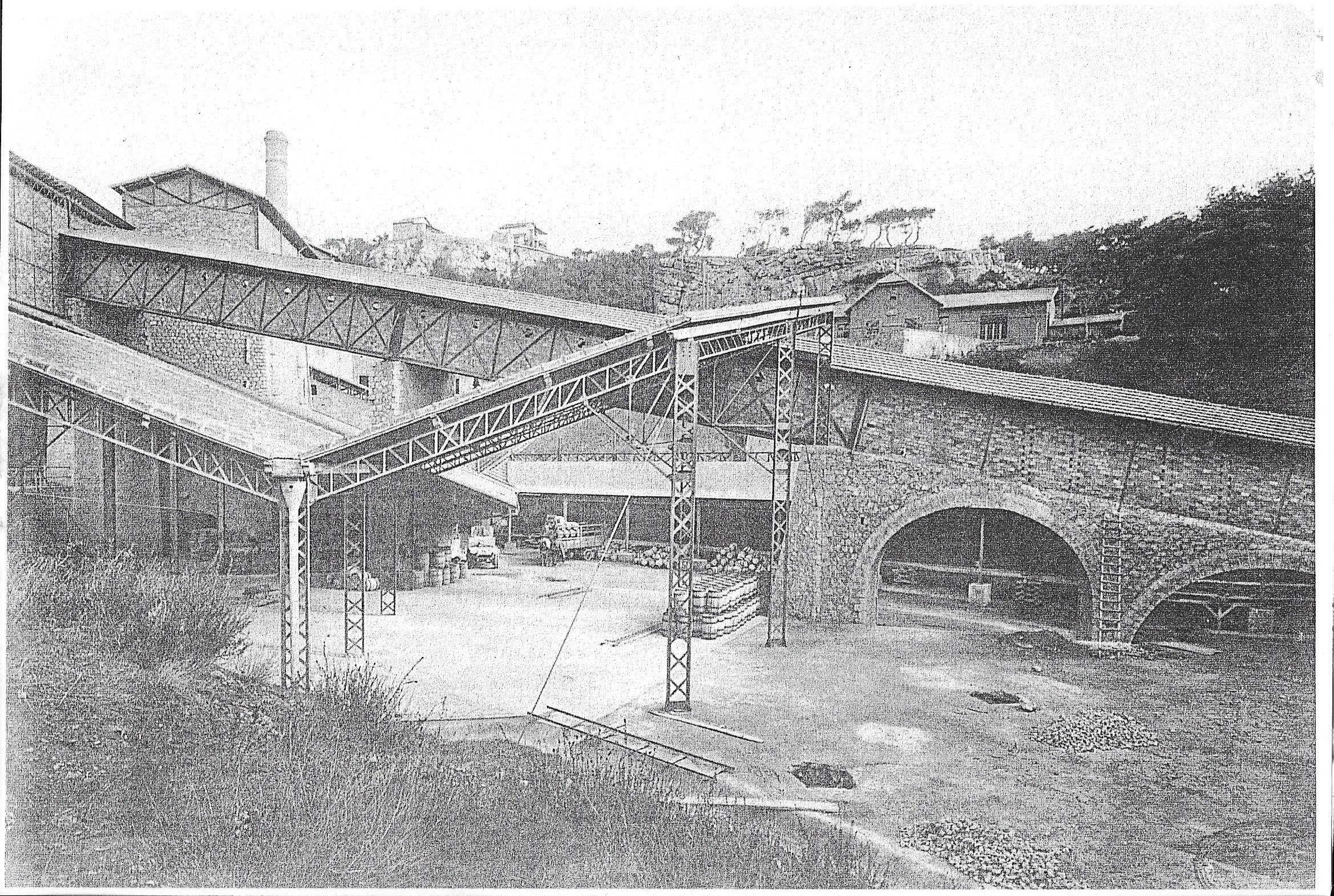
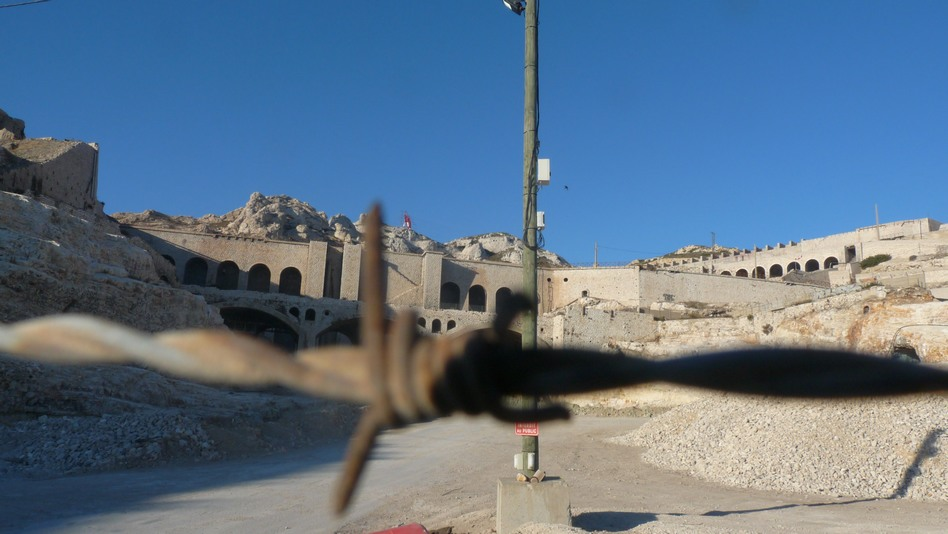
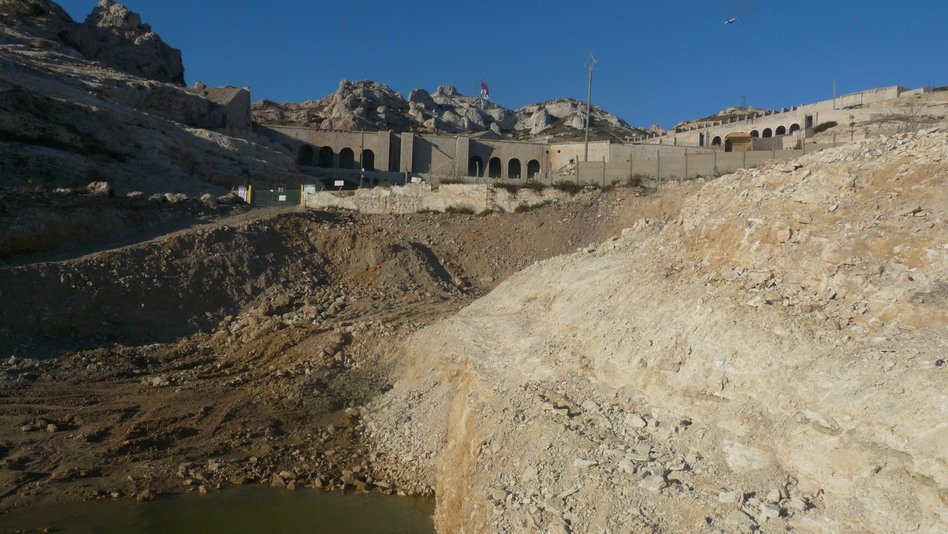
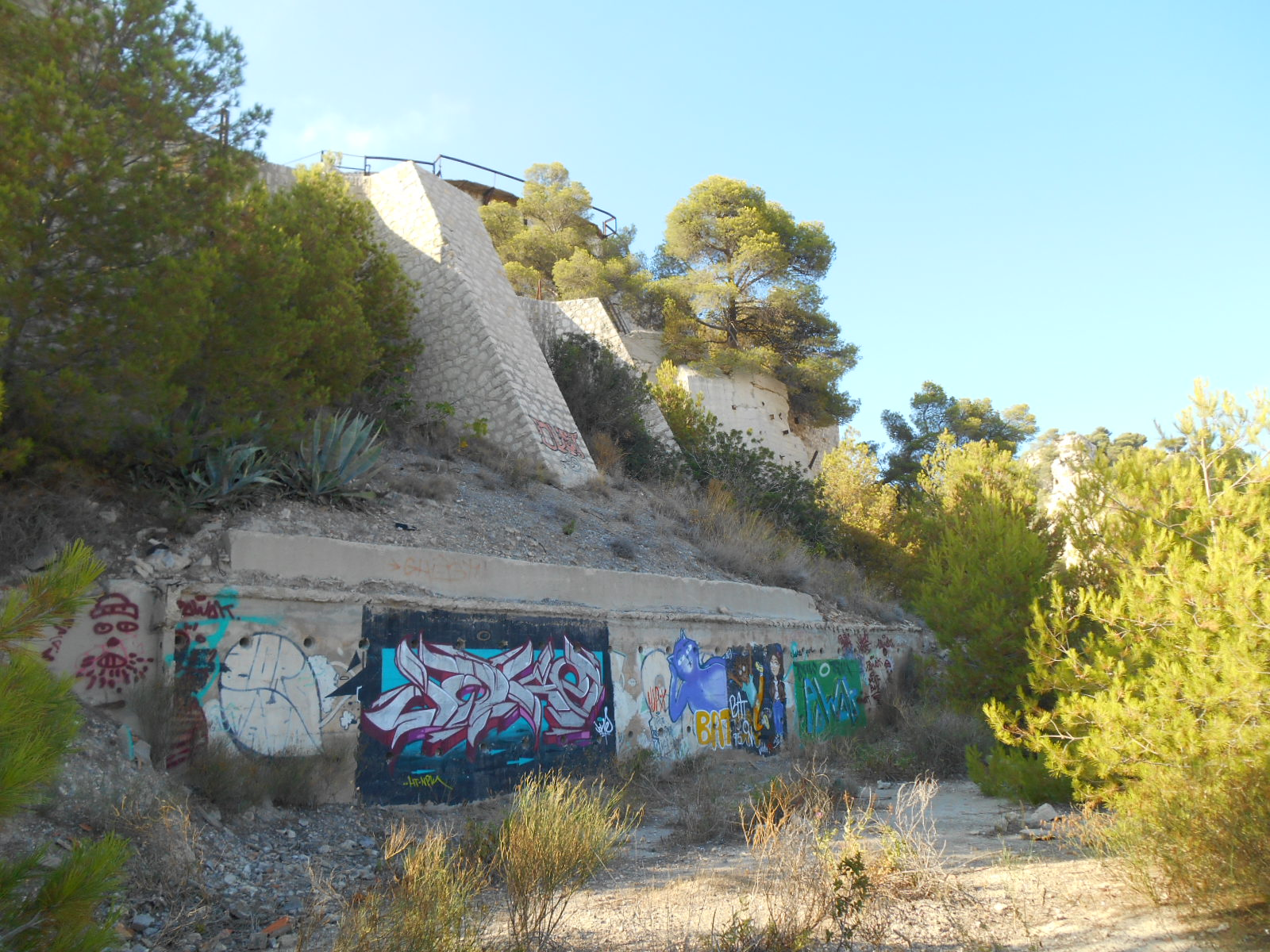
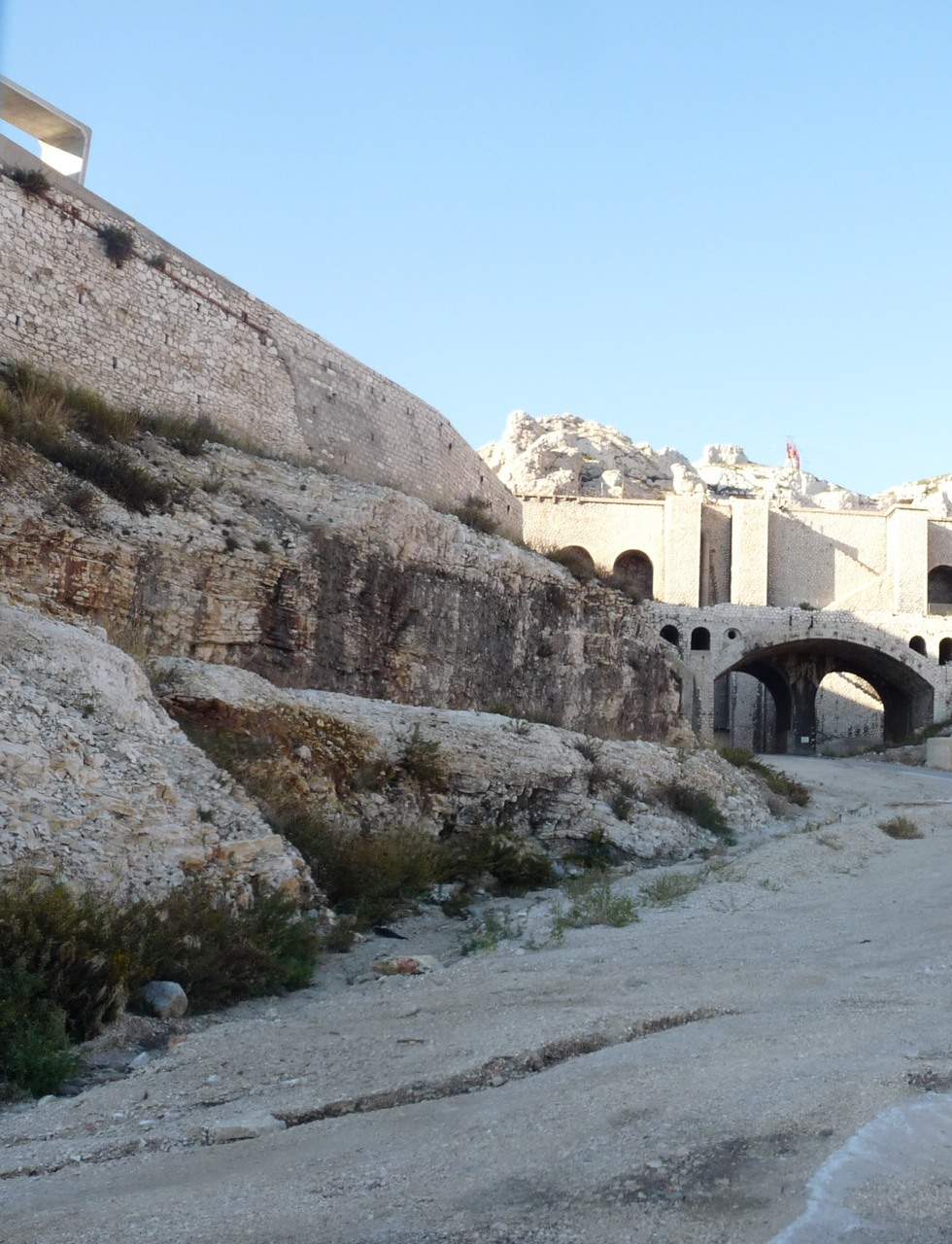
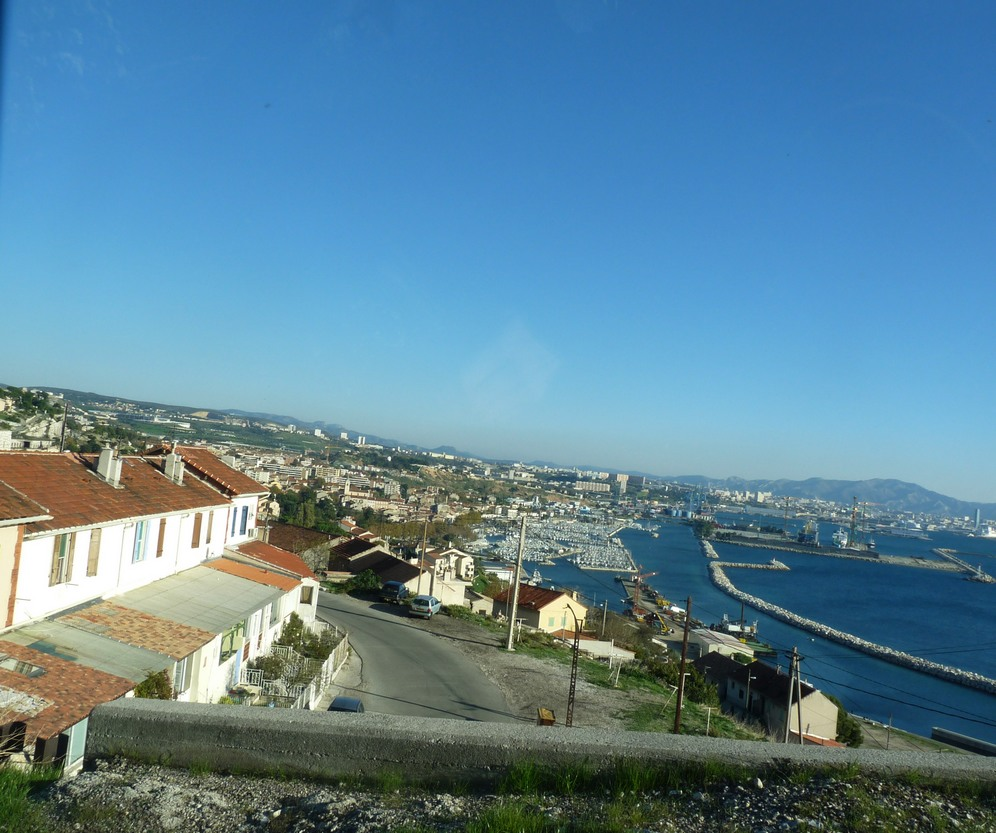
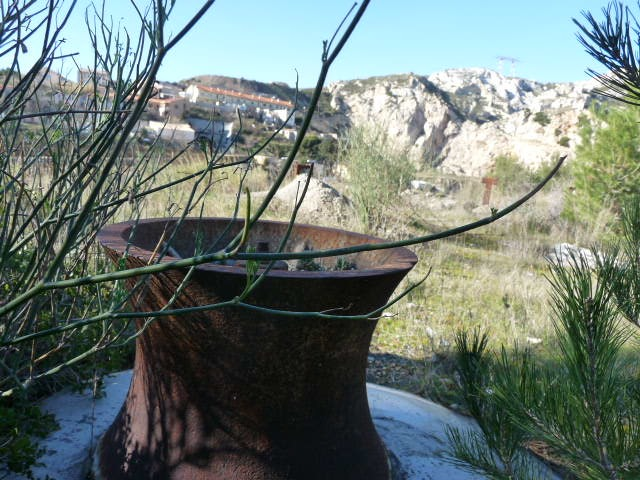
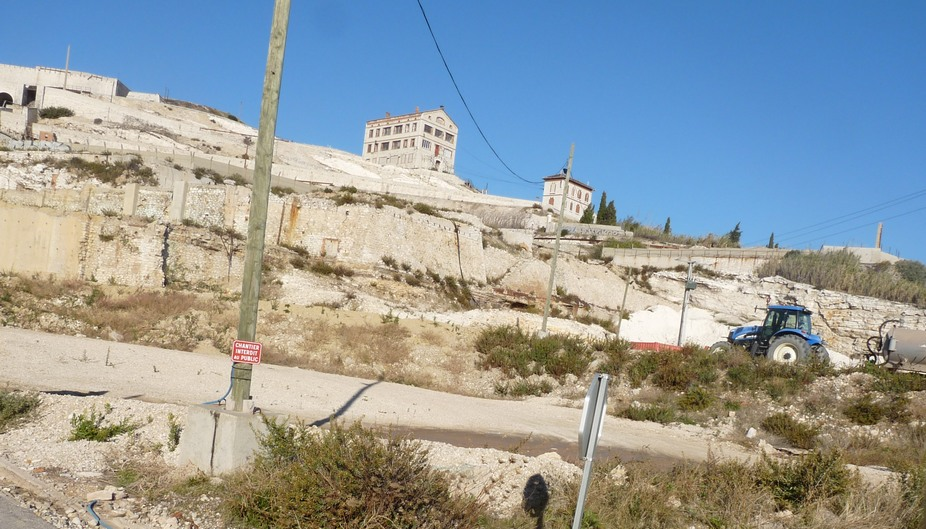
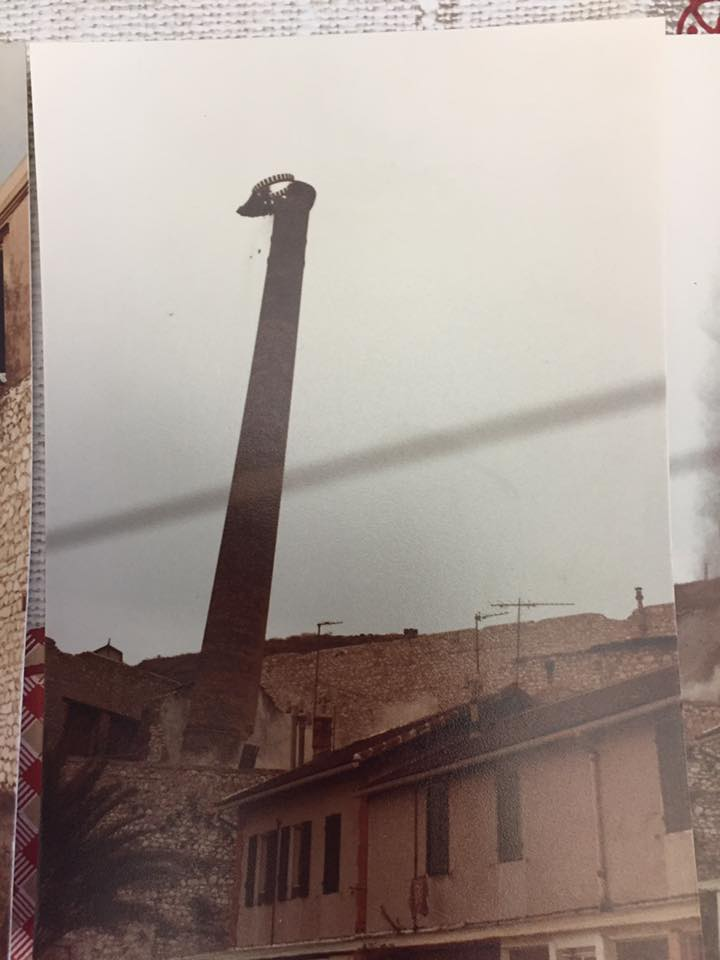
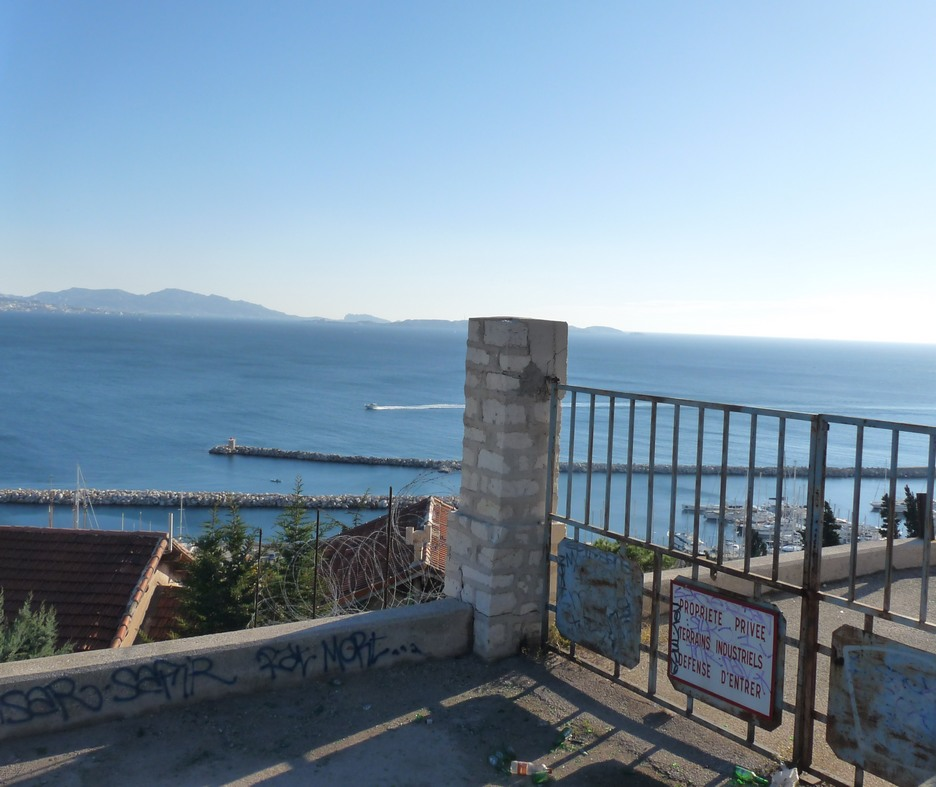
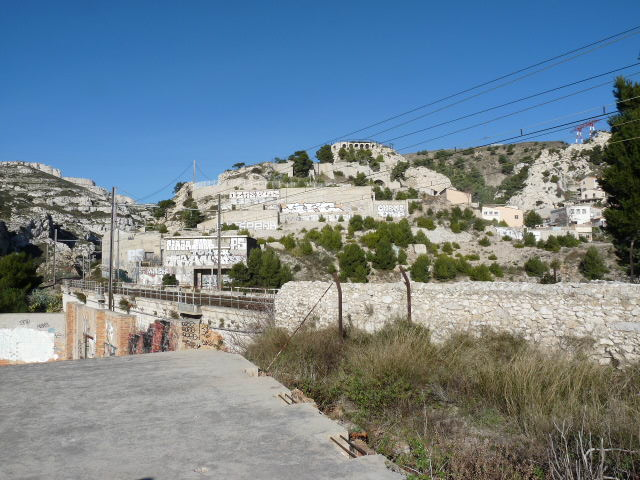
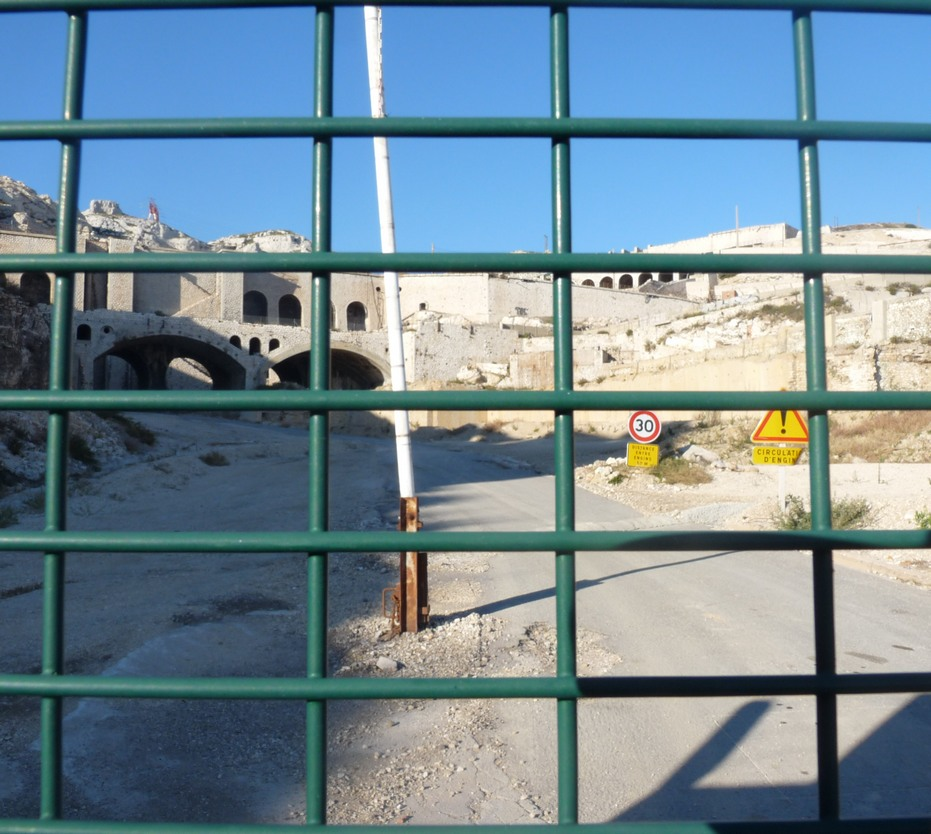
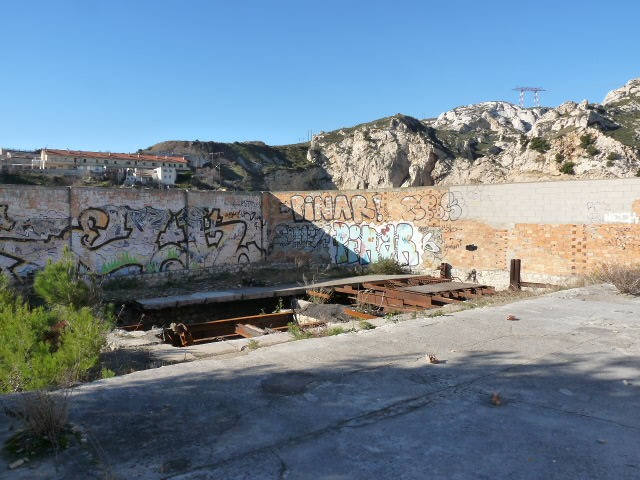
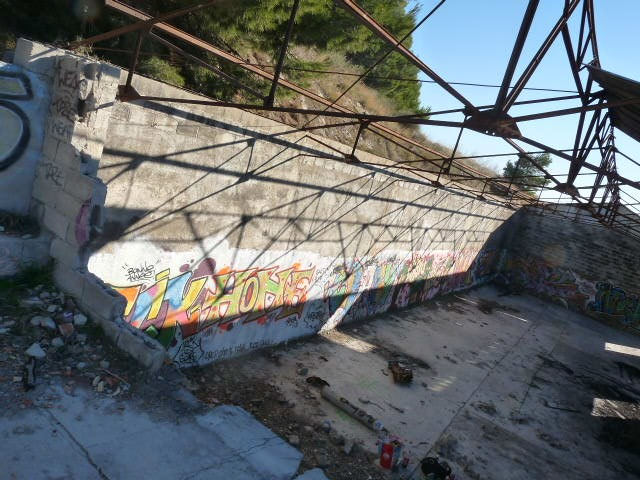
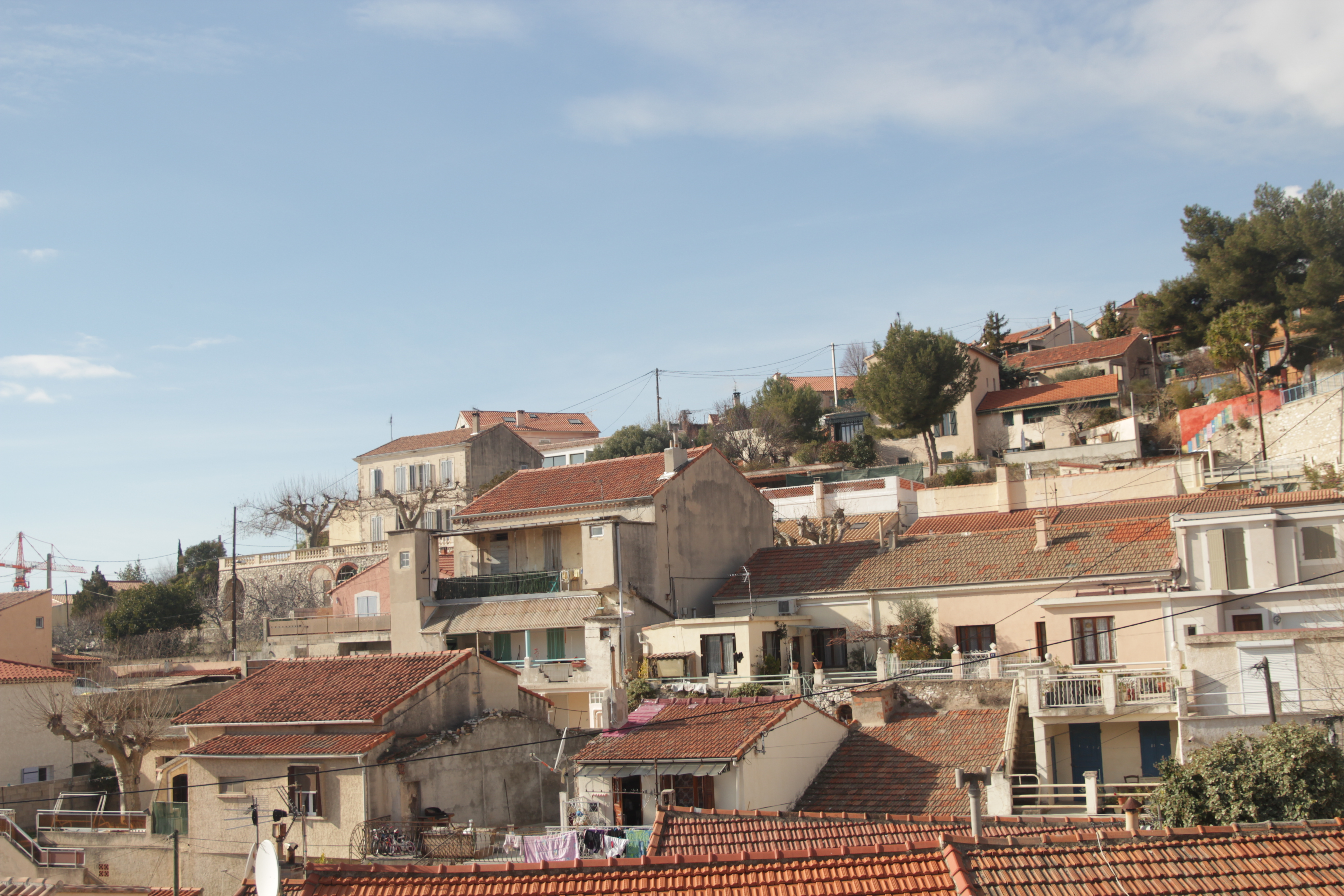
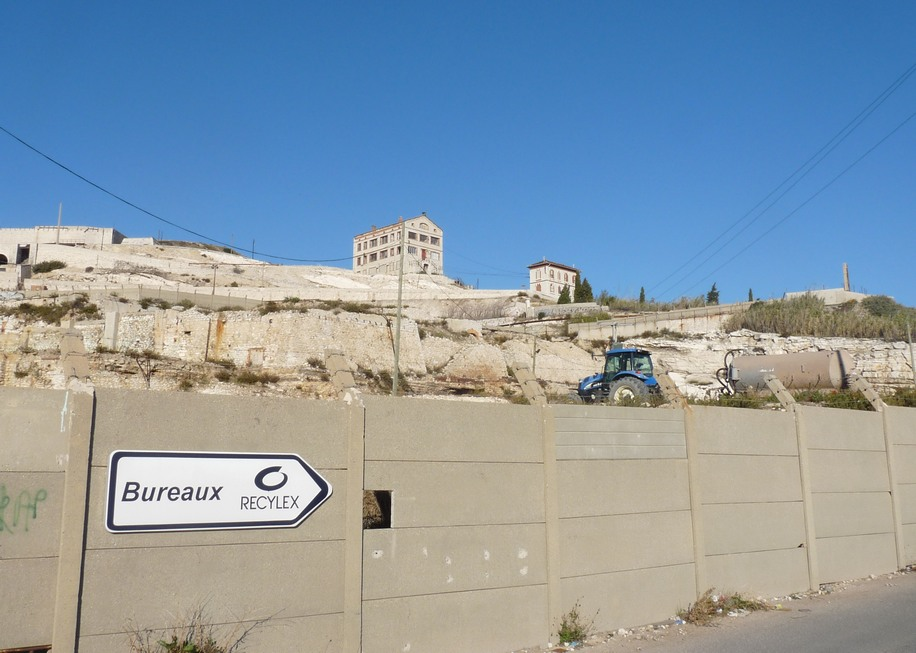

## Sociologie
Le sociologue Salvatore Condro décrit le quartier :
« Ainsi le quartier de l’Estaque-Riaux était-il, jusqu'à une période récente un espace industriel, un quartier ouvrier où les conditions et les modes de vie ouvriers surdéterminaient les différenciations ethniques et culturelles. L'espace-temps ouvrier « mélangeait », « colorait », « respectait » les différences. L’Estaque-Riaux était en quelque sorte une petite communauté de voisinage dans laquelle « vivre et travailler au pays » était une réalité, du moins le sera jusqu'au milieu des années 1970. Les petits commerces se multipliaient (le petit « truc » qu'on va acheter au centre-ville, c'est un peu du luxe). Le dimanche est consacré au tiercé, à la pétanque, aux joutes et au football. »
La population est en faible déclin en 1990 on comptait 906 habitants, 787 habitants en 1999, 733 en 2006 et 614 en 2012
La moyenne d'âge est compris entre 38 ans et 48,
63% des habitants seraient propriétaires de leur logement et le revenu moyen serait de 22500 €/an
78 % de maisons et 22 % d'appartements
La catégorie socio-professionnelle la plus représentée dans le quartier est celle des employés et ouvriers

## Culture

### Peinture (1845-1914)

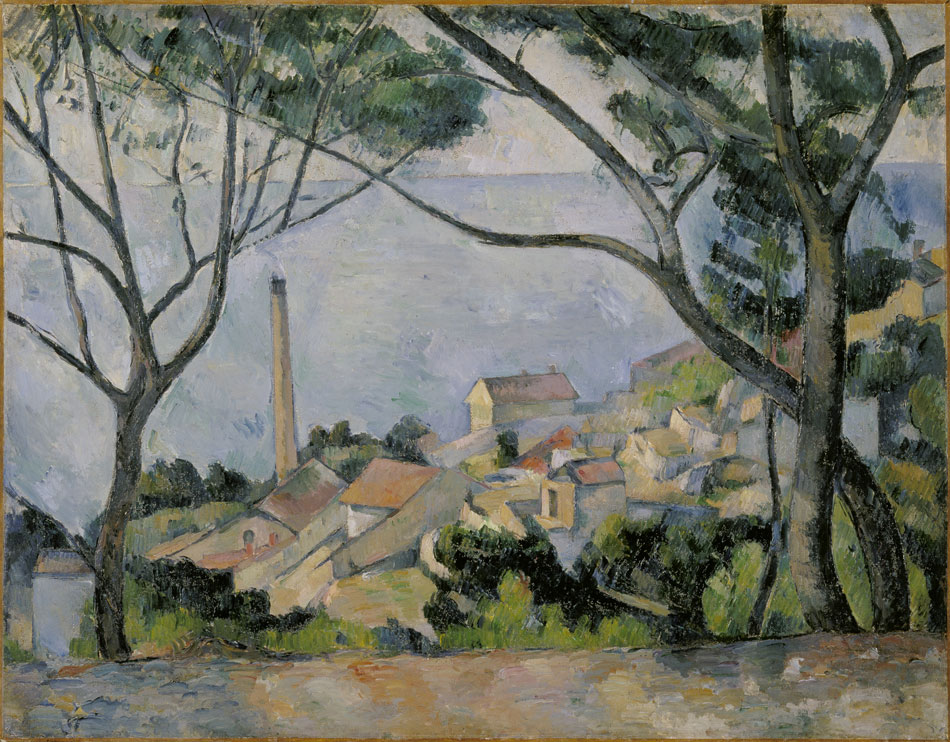
La Mer à L'Estaque, 1878-1879, Paul Cézanne, huile sur toile, 73 x 92 cm, Musée Picasso de Paris.

En 1845, le peintre marseillais François Simon (1818-1896), élève d'Émile Loubon et d'Augustin Aubert, a réalisé une toile intitulée : Le Vallon de Riaux et la maison où est né Puget. D'autres artistes se sont ensuite intéressés aux Riaux, c'est le cas de Jean Baptiste Oliver (1848-1936), et plus tard, d'autres aussi connus que Paul Cézanne qui laissa une toile Maisons en Provence (devenu en 1990 Maisons à l'Estaque). D'importantes célébrités séjournèrent aux Riaux et à l'Estaque entre 1870 et 1914, et d'autres peintres Georges Braque (1906 à 1910), André Derain (1905), Raoul Dufy (1903?), Othon Friesz (1907), Albert Marquet (1916 à 1918), ou encore Auguste Renoir.

#### Paul Cézanne
Paul Cézanne s'était réfugié à L'Estaque entre 1870-1871, pendant la guerre franco-prussienne, puis y est retourné en 1876, et s'y installe de 1878 à 1879. Il y retourne avec Auguste Renoir en 1882 qui séjournera lui aussi ultérieurement à L'Estaque et à Carry-le-Rouet. séjourne de façon épisodique aux Riaux, il peint sur le motif de la mer et du quartier des Riaux. Il loue tout d'abord une maison dans le quartier Château Bovis  (Estaque-Gare) en 1883 et y reçoit fin décembre ses amis peintres Claude Monet et Auguste Renoir qui déclara le paysage de L'Estaque le plus beau du monde[réf. souhaitée]. Cézanne revient régulièrement à l'Estaque Riaux, où il prend ses quartiers jusqu'en 1886. Il fut ainsi l'un des premiers de ces peintres à s'installer et à influencer ses contemporains, ils modifièrent leurs influences à travers l'impressionnisme, puis le  fauvisme et les Riaux qui fut le théâtre d'un des premiers tableaux du cubisme. À propos de l'Estaque il écrit dans une lettre à Camille Pissarro datée du 2 juillet 1876

« Il y a des motifs qui demanderaient trois ou quatre mois de travail, qu'on pourrait trouver, car la végétation n'y change pas. Ce sont des oliviers et des pins qui gardent toujours leurs feuilles. (...) Le soleil est si effrayant qu'il me semble que les objets s'enlèvent en silhouette, non pas seulement en blanc ou noir, mais en bleu, en rouge, en brun, en violet. Je puis me tromper, mais il me semble que c'est l'antipode du modelé. »

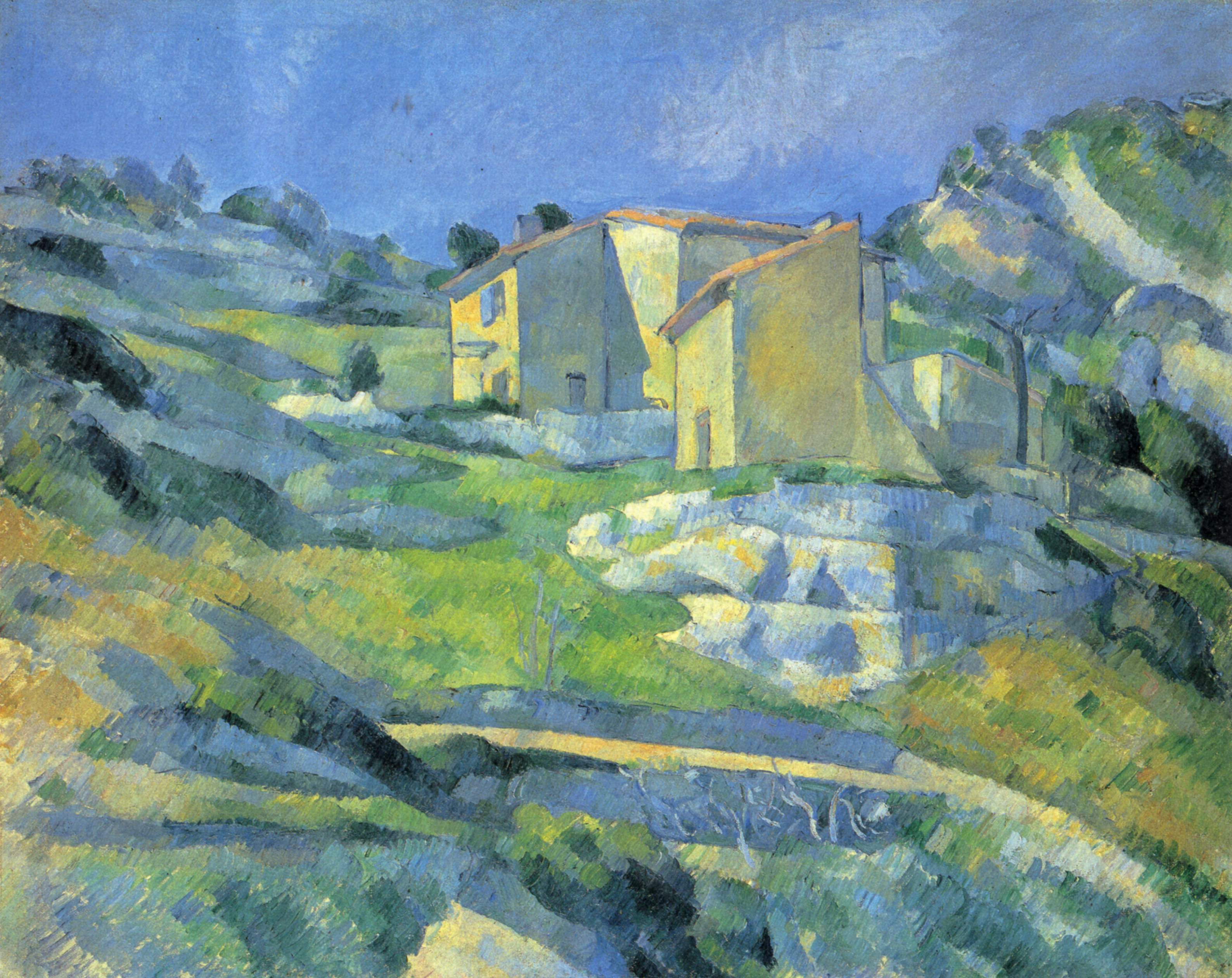
Maison en Provence (à L'Estaque), Cézanne.
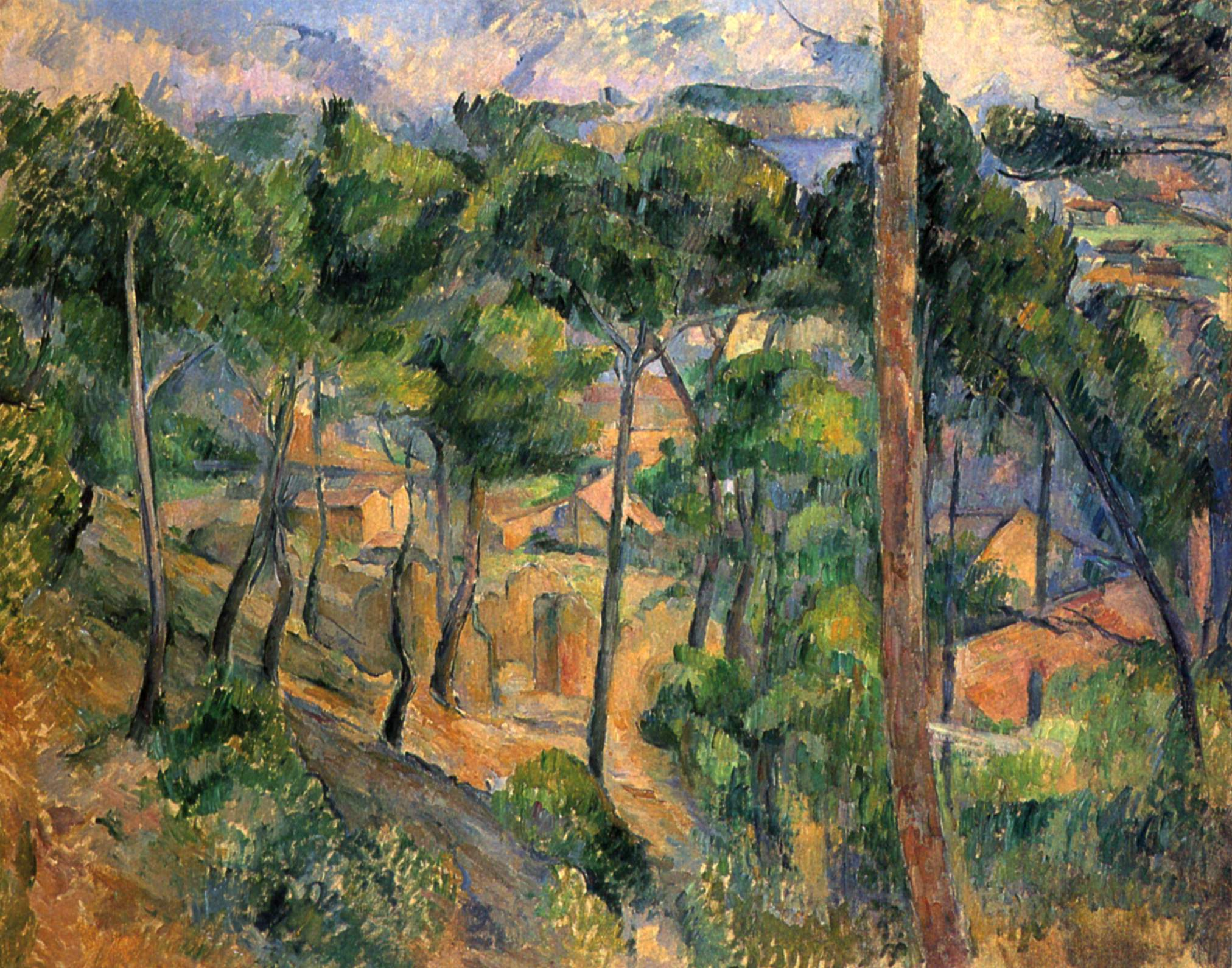
L'Estaque, regard à travers les pins, 1882-1883, Cézanne.
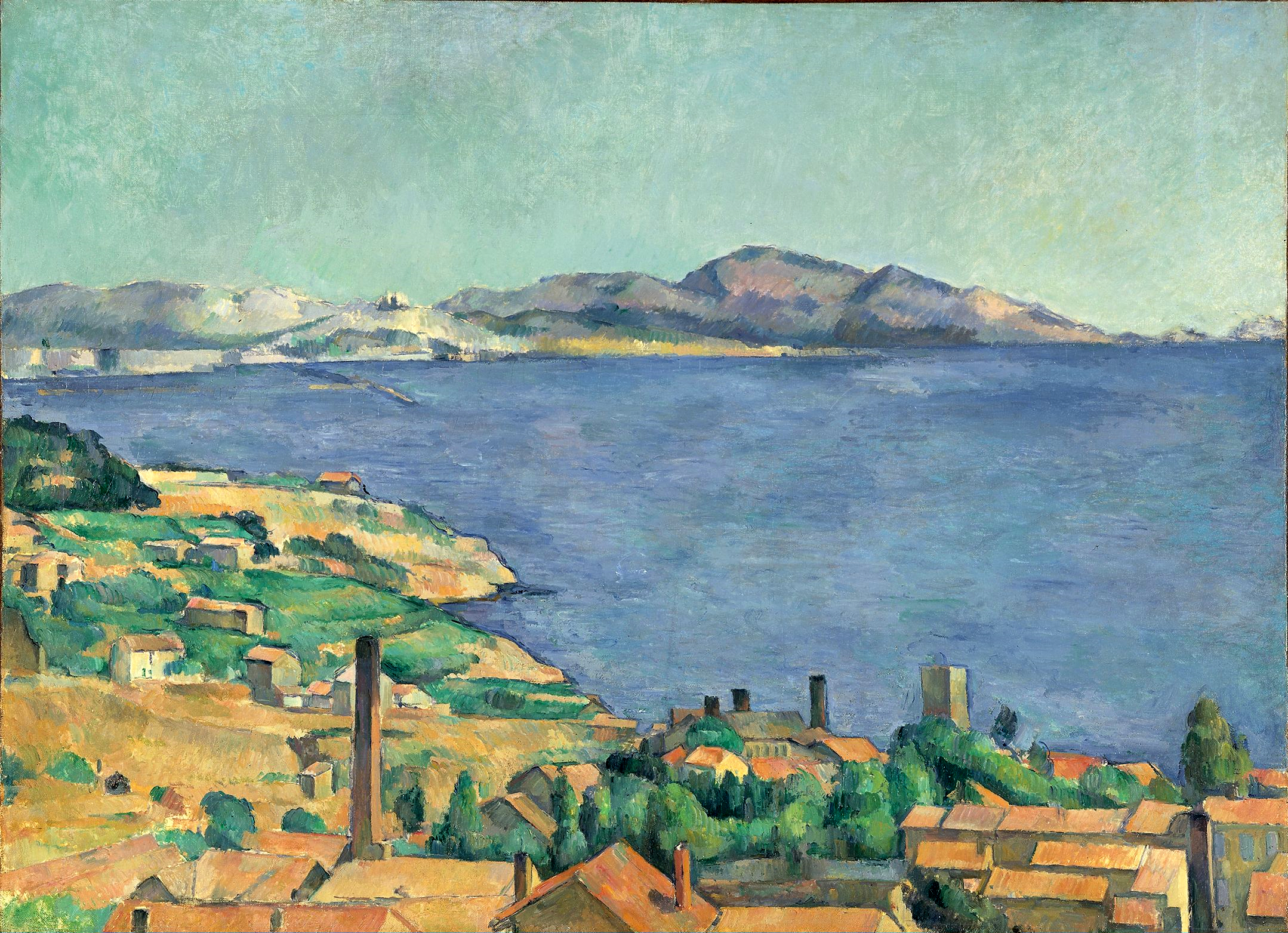
Le Golfe de Marseille vu depuis L'Estaque, 1885, Cézanne, peinture réalisée depuis le chemin de la Nerthe au-dessus des Riaux
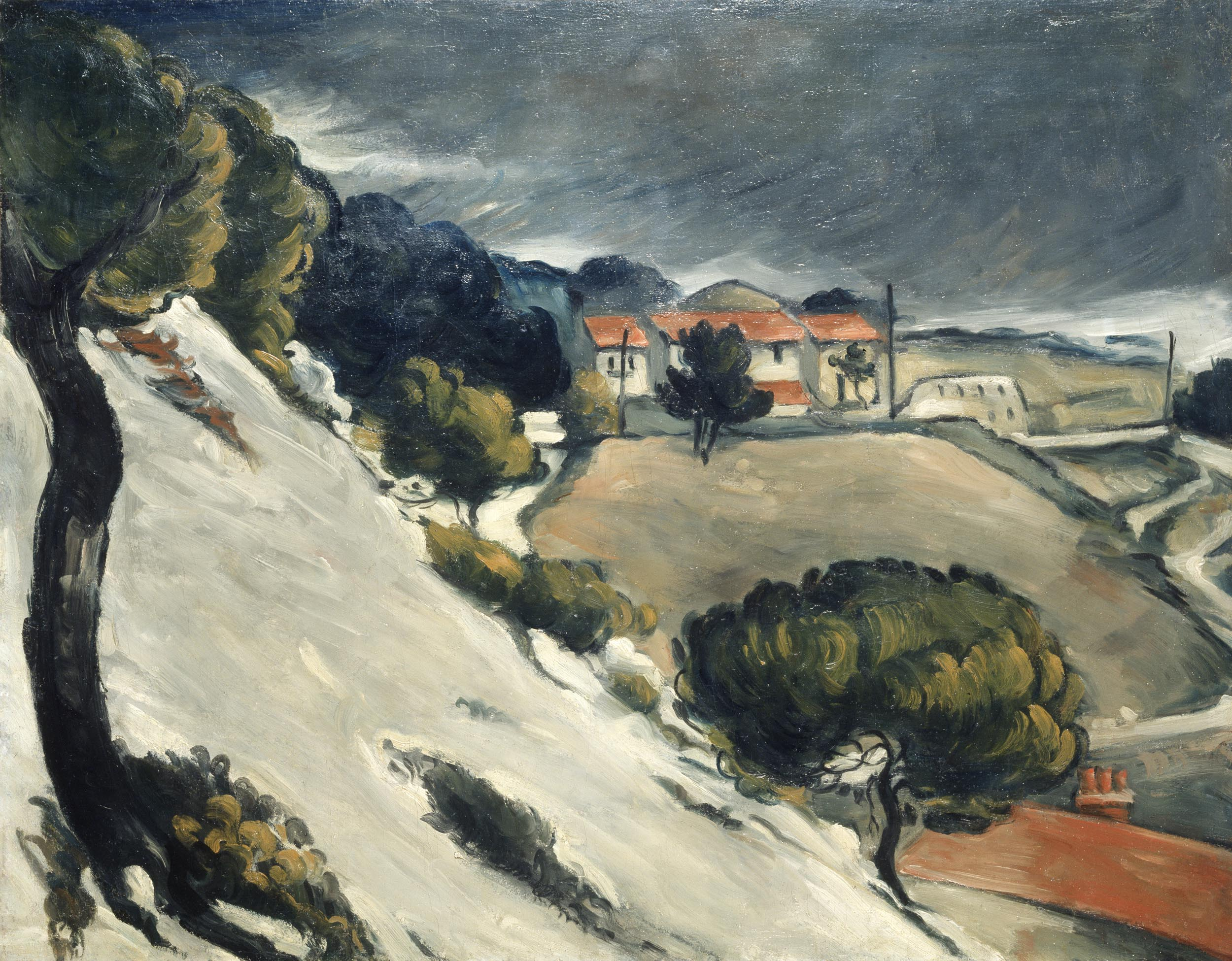
La Neige fondue à l'Estaque, Cézanne, v. 1870.

#### Georges Braque
Lorsque Georges Braque se rend aux Riaux, c'est pour peindre sur le motif en 1906 et 1908, il est influencé par une exposition des dernières œuvres de Cézanne. C'est là qu'il réalise deux œuvres majeures dans la peinture française : Le Viaduc à L'Estaque en 1908, un hommage aux tableaux de Cézanne et une œuvre qui inaugure le courant du cubisme par l'élimination des détails réalistes et la géométrisation des formes[réf. souhaitée]. Les Usines du Rio-Tinto à L'Estaque, peint à l'automne 1910, est une œuvre cubiste qui appuie son abstraction, pour créer un « espace unifié » sur la base des toits des maisons et cheminées d'usines propre au tableau (formes, tons unifiés), avec des objets aux contours brisés positionnés par une succession de plans. Georges Braque (1907-19010) initiateur du cubisme, produit une œuvre très importante aux Riaux[réf. souhaitée], il évolue vers une simplification des formes. Matisse dit de lui : « Braque méprise la forme, il réduit tout... à des cubes ». C'est ainsi que naît le terme "cubisme". Ainsi, le célèbre tableau de Georges Braque, Le Viaduc à L'Estaque (1908), exposé au centre Georges Pompidou à Paris, représente le quartier des Riaux et notamment son viaduc. En 1907, Braque séjourne en Provence avec Othon Friesz, il se livre à une réflexion sur l’usage des lignes et couleurs par Paul Cézanne[réf. souhaitée]. C'est lors de cette période qu'il signe de nombreuses toiles peintes aux Riaux :
- 1907. Le Viaduc de l’Estaque.
- 1908. Le Viaduc de l’Estaque.
- 1908. Route de l’Estaque.
- 1908. Terrasse à l’Estaque.
- 1908. La Baie de l’Estaque.
- 1908. Les Toits d’usine à l’Estaque.
- 1908. Chemin à l’Estaque.
- 1908. Paysage à l’Estaque.
- 1908 – 1981. Maisons à l’Estaque est reproduit dans 34 publications et présenté dans 22 expositions[1]
- Après la guerre de 14-18, les peintres prolétariens tels que Antoine Serra, François Diana ou Louis Toncini (viaduc à l'Estaque) viennent aux Riaux pour peindre les usines et les chantiers de Riaux.

#### Auguste Renoir
- Auguste Renoir (1882-1895), peint Chemin de terre près de l'Estaque, Les oliviers de l'Estaque, L'Estaque.

#### Claude Monet
- Claude Monet (1883) y est présent également. Vingt ans plus tard, une nouvelle génération de peintres viennent sur les lieux peints par Cézanne pour prendre la leçon du maître et vont donner naissance à de nouveaux courants de peinture

#### André Derain
André Derain (1905-1908) précurseur du fauvisme, y peint plusieurs œuvres, comme l'Estaque,, la jetée à l'Estaque, Route en lacets. Raoul Dufy (1903-1908), y peint les Arbres à l'Estaque, Arcades à l'Estaque, Usines à l'Estaque.

#### Albert Marquet
- Albert Marquet (1916-1918) qui séjourne à l'hôtel de la Falaise y peint pendant la guerre des vues plongeantes sur le port depuis les hauts de Riaux (Panorama de l'Estaque[C 6], chemin de fer à l'Estaque[C 7]).

#### Des cartes postales
De cette époque, on trouve également nombre de cartes postales, illustrées par des photographes qui portent des noms comme : L'Estaque-Riaux, Berceau de Pierre Puget". Un ouvrage de la ville : Marseille Moderne, édité en 1912, conseille aux touristes de petites excursions à l'Estaque pour y voir "les usines de Rio-Tinto et la maison de Pierre Puget"Pierre Puget : si l'artiste fut baptisé à la Major, il est né à Riaux en 1620.

### Musique
Les rappeurs Duval MC et Bil-K (Ghetto Phénomène) sont issus du quartier.[réf. souhaitée]

### Cinéma
Ce quartier a également vu grandir le réalisateur Robert Guédiguian. Une grande part des œuvres du réalisateur comme Marius et Jeannette (1997) ou Dernier Été (1981), y ont été tournés.
L'ancien cinéma Le Rio, a aujourd'hui disparu, un film lui est consacré par l'association Images et Paroles engagées.
Un inventaire a été réalisé sur le quartier Les Riaux

### Site religieux

#### Chapelle Notre-Dame de la Galline

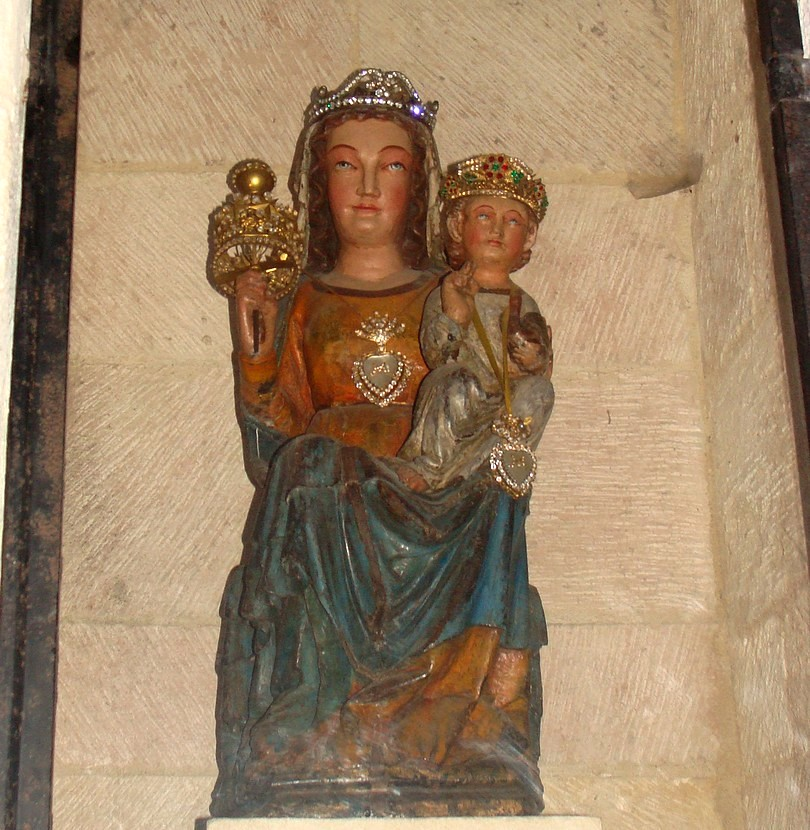
La Vierge et l'Enfant à la galline

En 1430, une statue de la Vierge à l'enfant y est placée dont l'enfant Jésus porte dans la main gauche une petite poule. La poule est symbole de protection. La poule abrite et rappelle ses poussins face au danger, en des lieux qui justement étaient dangereux à l'époque, puisque la route du littoral n'existait pas et que la route de Saint-Louis au Rove passait par La Nerthe, avec à côté le vallon qui portera plus tard le nom de l'Assassin. ND de Galline est invoquée principalement pour deux intentions :
- la Galline prévient, rassemble et protège ses poussins lors d'un danger
- la Galline donne la vie et l'entretient.

Les légendes attribuent à la double protection de la Galline et de saint Roch le fait qu'il n'y eut aucune victime lors de la peste de 1720, et ce, ni à la Nerthe, ni à l'Estaque, ni aux Riaux.
En 1439, l'église est rebaptisée « église de la Bienheureuse Vierge Marie de la Nerthe », elle devient un lieu de dévotion populaire.
De nombreux ex-votos y sont placés dans les siècles suivants. L'église est agrandie au XVIIIe siècle.
Après la Révolution, le village ayant quasiment disparu, l'église est rattachée à la paroisse de Séon-Saint-Henri, et devient une modeste chapelle, mais reste un lieu de pèlerinage. Après une relative reprise d'activité pour les travailleurs italiens du tunnel ferroviaire de la Nerthe au milieu du XIXe siècle, elle est définitivement rattachée à l'Estaque.
En 1866, l'artiste marseillais Paul Guigou a peint un tableau représentant la chapelle. Ce tableau se trouve actuellement au musée de Périgueux. Une borne placée devant la chapelle, donne des précisions sur ce tableau.

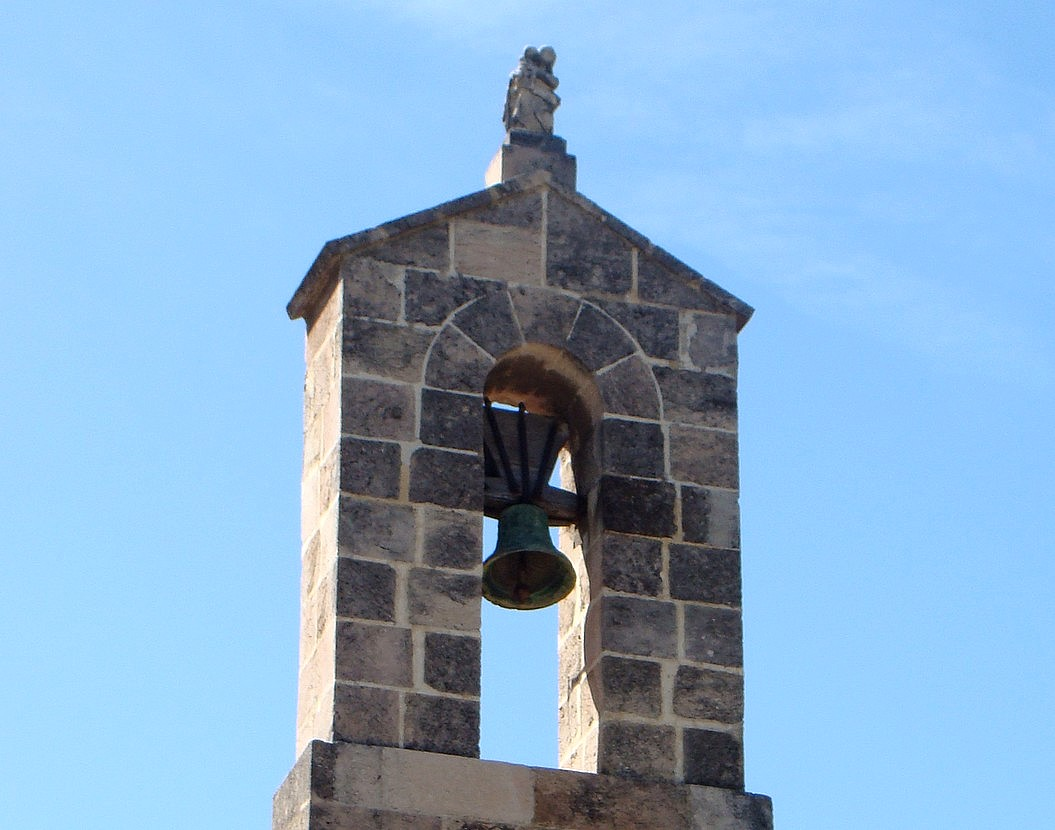
Clocheton

Le clocheton dominant l'édifice, surmonté d'une statue de la Vierge, a été ajouté en 1870. D'importantes restaurations ont été opérées dans la deuxième moitié du XXe siècle.

##### Visiter la chapelle
Durant le mois de mai, la chapelle est ouverte tous les dimanches de 14 h 00 à 17 h 00. Chaque 1er samedi du mois, une messe y est célébrée à 10 h. Elle est précédée à 9 h 30 par le chapelet du Rosaire. Par ailleurs, le jour de la Nativité de la Vierge, le 8 septembre, toutes les années, une messe à 10 h suivie des offices quotidiens durant l'octave, est célébrée. Enfin, le dimanche suivant, un grand pèlerinage démarre à 9 h depuis l'église de l'Estaque, avec une montée en procession jusqu'au hameau de la Galline. S’ensuit une grand-messe sur le parvis de la chapelle à 11 h. Les festivités se poursuivent par pique-nique tiré du sac conclu par les vêpres à 15 h. En septembre des visites guidées permettent également de se réapproprier le patrimoine culturel et cultuel, lors des journées du patrimoine. L'Association Notre Dame de la Galline qui a pour vocation de restaurer et entretenir ce patrimoine, propose aussi des visites guidées qui peuvent être organisées pour des groupes, à la demande
Selon la légende populaire[réf. souhaitée], une chapelle aurait été construite en ce lieu aux premiers âges chrétiens par saint Lazare ou deux ermites du IVe siècle. L'édifice construit au Moyen Âge a été consacré comme église de la Nerthe le 3 mars 1042 par l'évêque Pons II de Marseille. Situation géographique (19/43.37841/5.29646)

### Dans l'eau

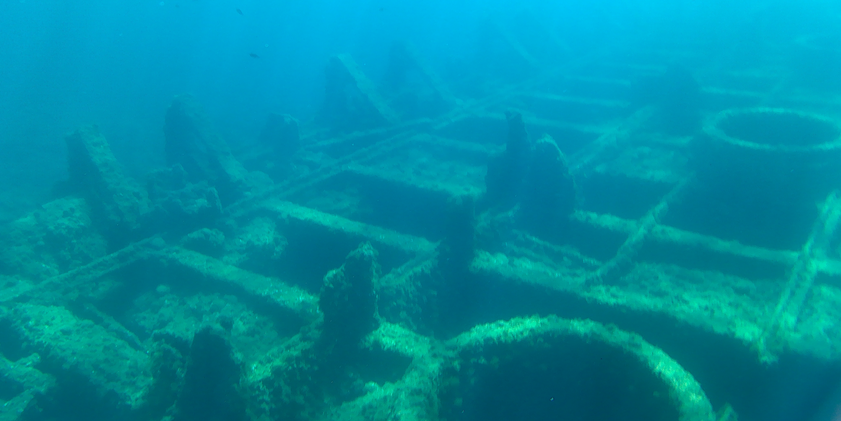
Epave du Brigue Samsonne

Face aux anciennes usines, depuis la plage de Corbières, on trouve sous l'eau une épave dont certains attestent qu'il s'agit du Ponton-bigue Samsonne : un ponton bigue (grue) est un engin flottant équipé d'un système de levage qui sert pour les travaux maritimes et fluviaux Le mécanicien se nommait Antoine Ciavarella. Le Samsonne, construit en 1920 aux Pays-Bas, doté d'une grande force a servi à l’agrandissement de la digue du large et au réaménagement du port de l'Estaque. Après la guerre, il a permis de sortir nombre de bateaux coulés. Il a été découpé en 1994 en trois morceaux. Vendu au poids de la ferraille pour le ponton-flèche, le ponton-moteur a été découpé en plusieurs morceaux et la machine à vapeur est encore visible au Musée de la réparation navale de Marseille. Enfin, c'est le ponton de cabestan tribord repose sur le site de Corbières. Il est fait de fer, de fonte et d'acier. On peut le voir en palmes masque tuba, contournez la digue face à la plage de la Lave, il est à quelques mètres du bord, d'autres lui donnent d'autres origines,  il s'agirait du Saint Dominique (mais la localisation ne semble pas correspondre). 
La Comex est implantée sur le bas du quartier des Riaux, on peut encore y visiter le Saga, sous marin construit dans les années 1960

## Services et équipements

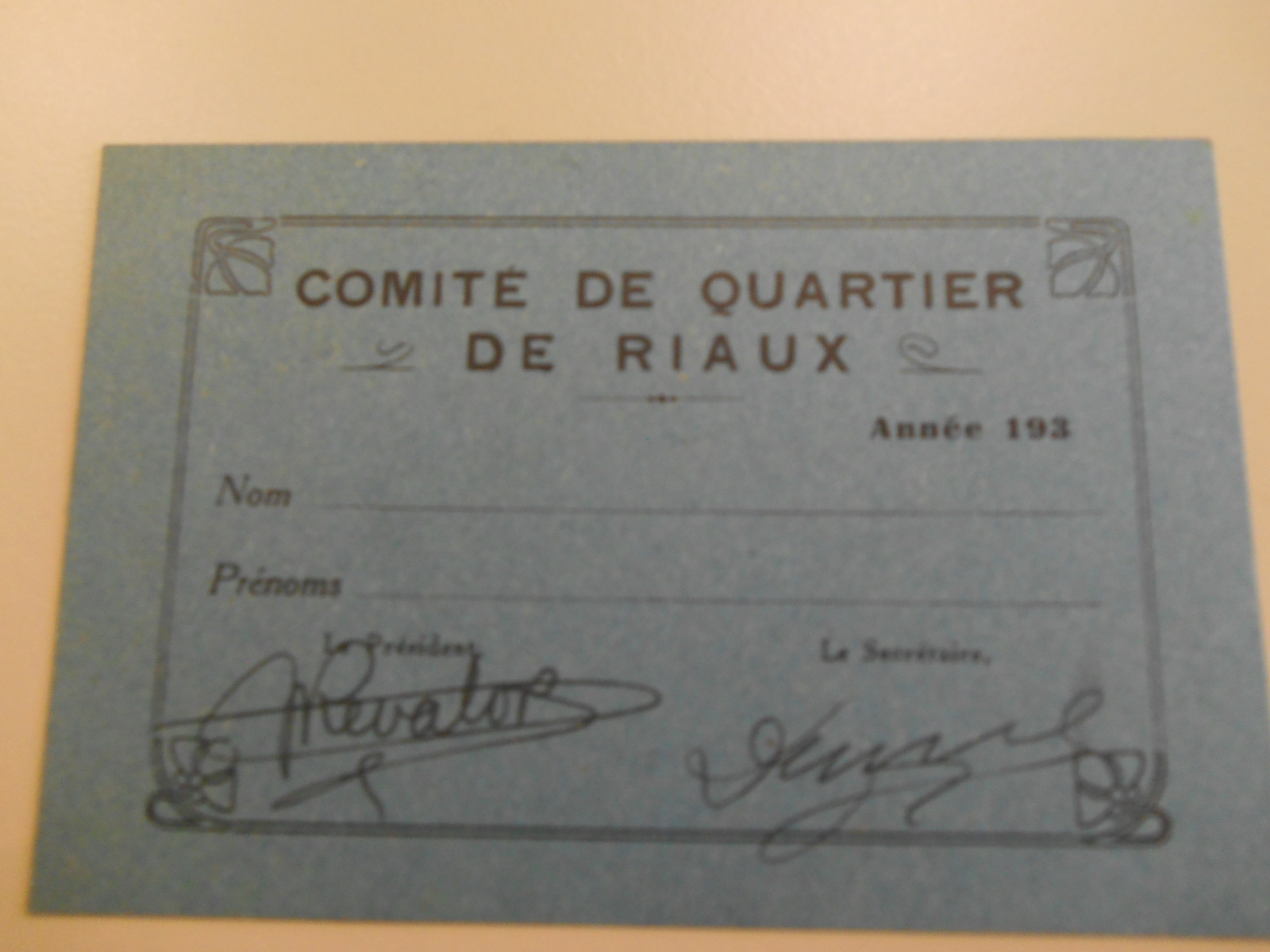
carte membre CIQ

- Le Comité d'intérêt de quartier (CIQ) des Riaux propose des réunions mensuelles des habitants les premiers lundis de chaque mois.[réf. souhaitée]
- La Maison municipale d'arrondissement (MMA), 5 place du centre, propose des sorties culturelles, expositions, cours de Yoga, lotos, aide alimentaire.
- L'Association sportive Khulman (ASK) et le « City-Stade » Jean Christofol, rénové en 2012.
- La société de pêche Lou Saran, route de l'Estaque Plage.
- Le Jardin Sylvain Bettini avec jeux d'enfants et garde corps architectural.

## Monuments remarquables aux Riaux
- Le Tunnel du Rove ouvert en 1926 dont l'architecte est G. Castel[réf. souhaitée], il permet la jonction par un canal entre le port de Marseille et l'étang de Berre. Ce tunnel a nécessité quinze ans de travaux. Il est surmonté par la ligne de chemin de fer dite Ligne de la côte bleue, construite dix ans auparavant. À la suite d'un éboulement, il est resté longtemps fermé, son ouverture est remise en cause par les possibles déséquilibres écologiques que cela entraînerait.Bassin de Séon[Quoi ?]

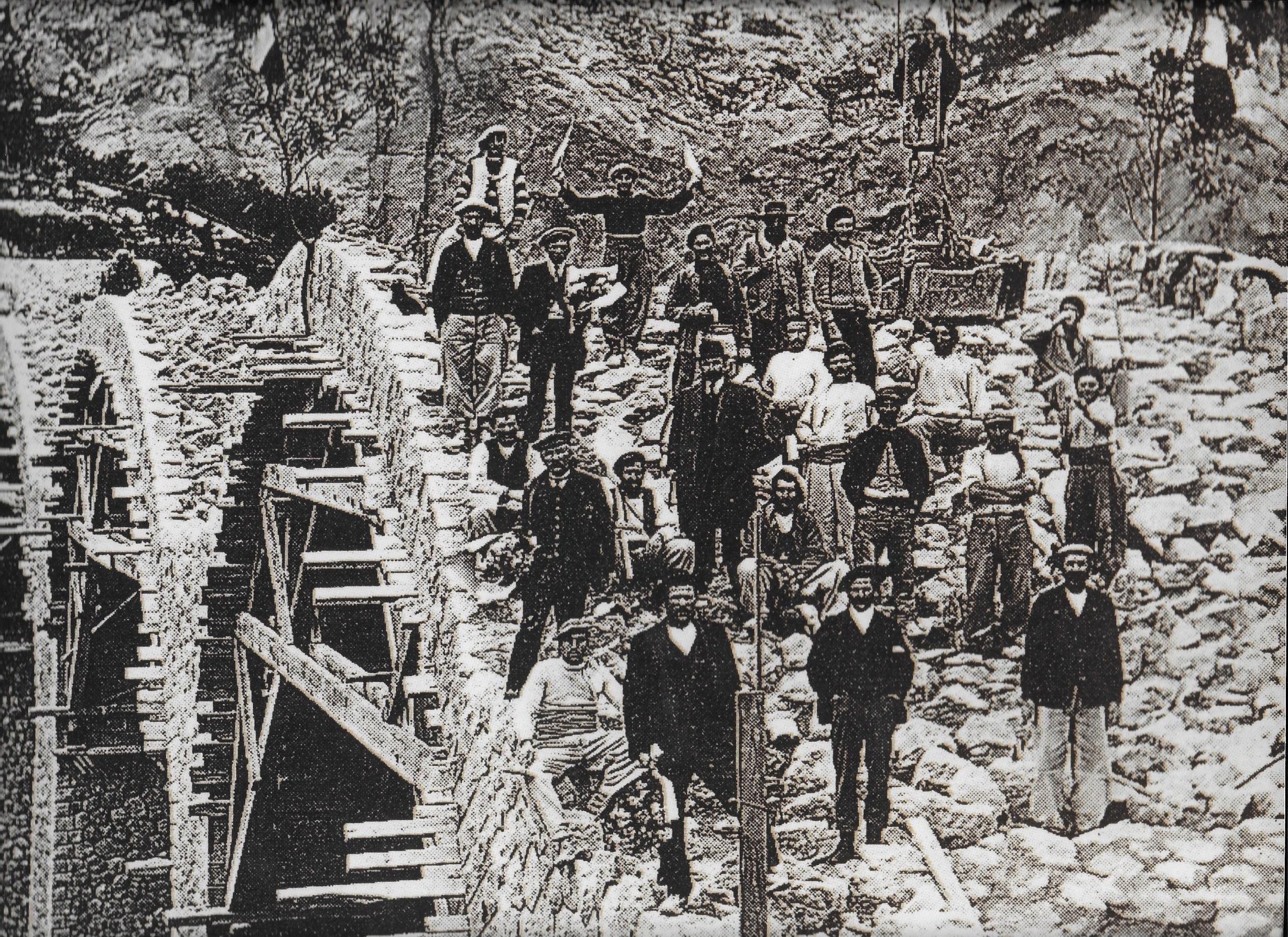
Construction du Viaduc des Riaux

- Le Viaduc de Corbières. Sa construction (coordonnée par l'ingénieur P. Séjourné) a nécessité plusieurs années, il a été ouvert officiellement en 1915. Ce viaduc comprend sept arcs de plein cintre de 15 m d'ouverture, sur sa partie droite, la route du Rove, forme avec le viaduc un entrelacs d'arcs qui se mêlent au viaduc. Des moellons en queue de paon bordent les rouleaux des voûtes d’une garniture de calcaire moins foncé[1].

## Économie

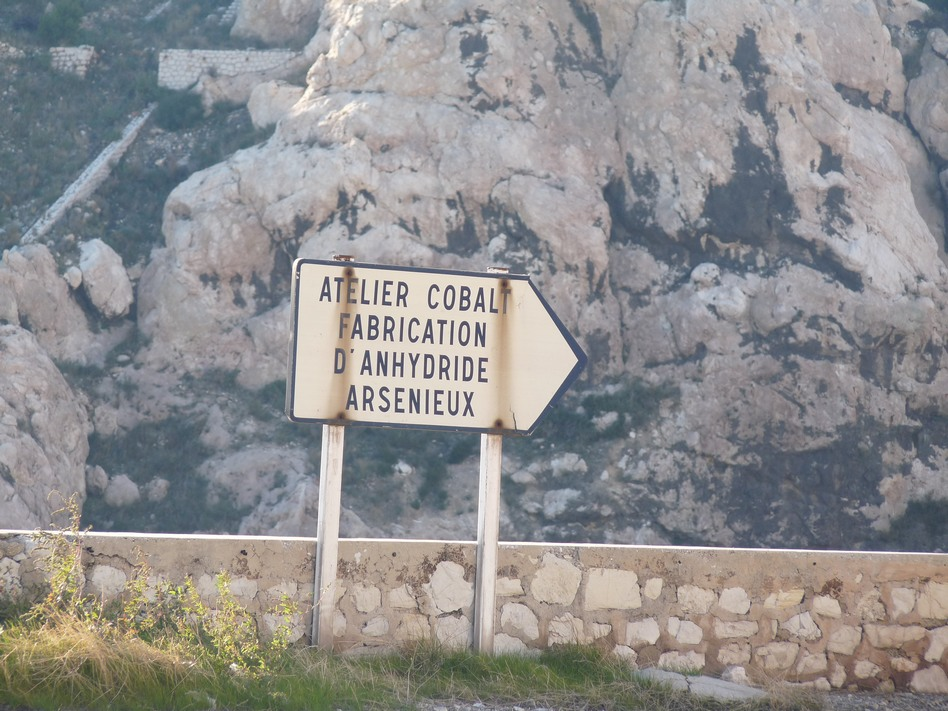
Ancien panneau de signalisation d'une usine, 2009

### Revenu fiscal
En 2007, le revenu fiscal médian par unité de consommation était de 12 869 euros (avec 507 unités). Le revenu fiscal médian par ménage était de 22 530 euros (avec 279 ménages fiscaux). Il n'y a pas de données sur la moyenne des revenus fiscaux. La taxe d'habitation s'élève à 29 % et la taxe foncière à 24 %

### Population active
L’économie du secteur fut longtemps basé sur les usines qui sont en grande partie à l’origine de l'urbanisation du quartier, après la fermeture de ces usines le quartier connait un taux de chômage élevé ; en 2006 il atteint les 27,52 %. Le nombre d'habitants n'est pas suffisant pour qu'il soit reconnu comme quartier prioritaire de la politique de la ville (QPV) selon les sources du système d'information géographique de la politique de la ville et selon la méthodologie de l’Insee.
Selon Bienici, ce quartier compterait 614 habitants, avec un âge moyen de 48 ans. Les habitations seraient réparties de maisons (78 %) et seulement 22 % d'appartements. La taxe d'habitation s'élève à 29 % et la taxe foncière à 24 %

### Entreprises et commerces
Pratiquement tous les commerces ont fermé. Seul demeure le magasin Utile, chemin de la Nerthe, tenu par la famille Azzoug.
En arrivant sur les Riaux, le long de la route de l'Estaque Plage, on trouve le restaurant l'Hippocampe, situé sur le domaine du Grand Port Maritime de Marseille (GPMM).

### Voir en ligne les œuvres picturales citées
1. ↑  « Cézanne, quartier des Riaux », sur art.moderne.utl13.fr.
2. ↑  « Derain, Estaque », sur moma.org.
3. ↑  « Derain, huile sur toile », sur pinterest.
4. ↑  « Derain, la jetée à l'Estaque » sur wikipedia
5. ↑  « Dufy, Arbres à l'Estaque »(Archive.org • Wikiwix • Archive.is • Google • Que faire ?), sur centrepompidou.fr.
6. ↑  « Marquet, Panorama de l'Estaque », sur artnet.fr.
7. ↑  « Marquet, chemin de fer à l'Estaque », sur artnet.fr.

## Pour approfondir